# جنگ ایران و عراق
جنگ ایران و عراق جنگی بود که در ۳۱ شهریور ۱۳۵۹ (۲۲ سپتامبر ۱۹۸۰) با تهاجم عراق به ایران در سال ۱۳۵۹ آغاز و به یک جنگ تمام عیار تبدیل شد که حدود هشت سال به طول انجامید. ازنظر مقامات عراقی شروع جنگ در ۱۳ شهریور ۱۳۵۹ (۴ سپتامبر ۱۹۸۰) و حملات توپخانه سنگین ایران به شهرهای خانقین و مندلی بود. و تا قبول قطعنامه ۵۹۸ توسط ایران در ۲۷ تیرماه ۱۳۶۷ بطول انجامید. به‌طور عملی در ۲۹ مرداد ۱۳۶۷ آتش‌بس برقرار شد. سازمان ملل در ۱۸ آذر ۱۳۷۰ برابر با ۹ دسامبر ۱۹۹۱ رسما عراق را به عنوان متجاوز جنگ معرفی کرد.
درگیری‌های مرزی از اوایل اسفندماه ۱۳۵۷ شروع شدند. در مدت یک سال و نیم نه‌تنها برای رفع اختلاف چاره‌ای اندیشیده نشد، بلکه سخنان تحریک‌آمیز به‌تدریج دامنه اختلافات را وسیع‌تر کردند.
عکس‌العمل مسئولان ایران در روز حمله عراق به‌قدری عادی بود که انگار توقع آن را داشته‌اند یا عراق را بسیار حقیر و خود را بسیار قوی می‌دیده‌اند. آنها بلافاصله جنگ را به یک دوگانه جنگ بین حق و باطل تبدیل کردند و مانند صفویه با افزودن شعائر شیعی به این جنگ خواص یک جنگ مذهبی را دادند و نوید دادند که جنگ را ادامه خواهند داد.
سازمان ملل از شش روز پس از شروع جنگ (اولین بار با قطعنامه ۴۷۹ در ششم مهرماه ۵۹) قطعنامه‌هایی صادر می‌کرد، سازمان همکاری اسلامی و جنبش عدم تعهد و افراد و سازمان‌های دیگر ده‌ها پیشنهاد صلح ارائه دادند که همگی توسط عراق پذیرفته می‌شدند ولی مسئولان ایران اعلام می‌کردند که بدون برکناری و مجازات صدام حسین و تأسیس یک حکومت اسلامی در عراق آتش‌بس ممکن نیست.
مسئولان ایران سرانجام یکسال پس از صدور آخرین قطعنامه سازمان ملل در اثر پایان یافتن منابع خود مجبور شدند آن را بپذیرند و تداوم حکومت صدام حسین و تعیین متجاوز پسا آتش‌بس را نیز قبول کردند.
تخطی از هشت قطعنامه لازم الاجرای شورای امنیت سازمان ملل متحد و عدم قبول ده‌ها پیشنهاد صلح ارایه شده توسط سازمان همکاری اسلامی و جنبش عدم تعهد و کشورهای مختلف ایران را در موضع یک کشور جنگ طلب قرار داده بود. (قطعنامه ۵۲۲) ورود به خاک عراق از سال دوم جنگ ایران را در موضع مهاجم و عراق را در موضع مدافع نیز قرار داد و عدم عکس العمل بموقع جامعه جهانی نسبت به اقدامات غیراصولی عراق (حمله به شهرها، حمله به نفتکش‌ها و حملات شیمیایی) یکی از پیامدهای آن بود. در برخی از موارد مقابله به مثل توسط ایران وضع را پیچیده‌تر نیز می‌کرد.
پس از تصمیم برای ورود به خاک عراق ایران معتقد بود با اشغال بصره دومین شهر عراق و قطع ارتباط آن با بغداد موجب سقوط سریع عراق خواهد شد. به این منظور از عملیات یورش موج انسانی استفاده کرد. به این دلیل تلفات ایران در هر عملیات خود تا سه برابر تلفات عراق بود و بیش از نیمی از تلفات این جنگ مربوط به چند عملیات برای تسخیر ناموفق بصره شد.
کشورهای عرب به استثنای سوریه و لیبی به عراق کمک کردند. سوریه و لیبی به دلیل اختلافات عقیدتی و سیاسی با حکومت عراق در سمت ایران ایستادند. اتحاد جماهیر شوروی به عراق کمک تسلیحاتی می‌کرد. سازمان آزادیبخش فلسطین در ابتدا اقدام به میانجیگری کرد ولی پس از آنکه دید به نتیجه نمی‌رسد به پشتیبانی از عراق پرداخت. کشورهای غربی به‌طور متناوب به طرف ضعیف درگیری کمک می‌کردند که باعث طولانی شدن این جنگ شد. آلمان (غربی) با ایجاد کارخانه ساخت سلاح شیمیایی برای عراق مسئولیت‌های سنگینی را متوجه خود کرد. خرید سلاح از آمریکا و اسراییل موجب زیر سؤال رفتن مواضع سیاست بین‌المللی ایران گشت.
طبق آمار بنیاد حفظ آثار و نشر ارزش‌های دفاع مقدس نزدیک به پنج میلیون ایرانی در جنگ شرکت کردند، ۲۱۷ هزار ارتشی، ۲ میلیون و ۱۳۰ هزار نیروی بسیجی به همراه ۲۰۰ هزار نیروی سپاه، شهربانی و ژاندارمری و بقیه خودجوش و دواطلبانه عازم جبهه شدند. نتیجه جنگ برای ایران ۲۲۵٬۵۷۰ کشته ۵۷۴٬۱۰۱ جانباز ۶۲۷ میلیارد دلار هزینه جنگ و ۶۴۴ میلیارد دلار خسارت مالی کاهش قیمت نفت از ۳۵ دلار به ۱۰ دلار نشت سلاح شیمیایی به محیط زیست خشک شدن تالابها و ایجاد ریزگرد نابودی ۸۰ درصد نخلستان‌ها نشت ۸۰ میلیون بشکه نفت به دریا خرابی ۶۶ واحد پالایشگاهی بازماندن ۱۶ میلیون مین خنثی نشده نابودی ۷۳۵ تانک ۳۹۷ هواپیمای جنگنده و ۳۵۴ هلیکوپتر بود.
مینهای برجا مانده سالانه حدود صد کشته و بیش از دویست مجروح برجا می‌گذارند که جزو خسارتهای جاری برجا مانده از این جنگ است.
۲هزار و ۸۸۸ روز جنگ میزان ۱۲۷۱ میلیارد دلار خسارت و هزینه را به اقتصاد ایران تحمیل کرد. درحالی‌که مجموع درآمد نفتی ایران از ۱۳۵۹ تا ۱۳۸۹، ۹۷۰میلیارد دلار به پایه قیمت‌های سال ۲۰۱۰ بوده است؛ یعنی کل درآمدهای نفتی ایران تا دو دهه پس از جنگ نیز نمی‌توانست آن را جبران کند.
در شروع جنگ تولید ناخالص داخلی ایران تقریباً دو برابر عراق بود (با جمعیتی سه برابر جمعیت عراق). در پایان جنگ درآمد سرانه هر ایرانی به کمتر از نصف کاهش یافت.
ورشکستی عراق تحت دیون خارجی باعث حمله آن به کویت شد که موجب مشکلات اقتصادی انسانی و زیست‌محیطی بیشتر برای منطقه و تشدید حضور نیروهای نظامی خارجی گردید. در طول جنگ عراق علیه ایران مجموع کمک‌های نظامی خارجی به عراق تقریباً ۸۰ میلیارد دلار کمک‌های نظامی خارجی به جمهوری اسلامی در حدود ۲۴ میلیارد دلار بوده است.

## خلاصه جنگ
روابط ایران و عراق از سال ۱۳۴۸ تیره بود و پیش از انقلاب در ایران ۱۰۴ مورد درگیری طی سال های ۱۳۴۸ تا ۱۳۵۴ بین دو کشور اتفاق افتاد.
در پیمان‌نامه ۱۹۷۵ الجزایر ایران پذیرفت که در ازای اشتراک اروندرود بر اساس خط تالوگ، از حمایت کردهای عراق خودداری کند. پس از انقلاب ۵۷ حکومت جدید ایران دیگر به این قرارداد پایبند نبود و شروع به کمک به کردها از شمال و به گروه‌های شیعه در مرکز عراق کرد. تصفیه افسران بلندپایه ارتش بعد از کودتای نوژه، و اظهارات ارتشبد غلامعلی اویسی به صدام او را به این ارزیابی رساند که ایران توان دفاع کافی ندارد و در مدت یک هفته تهران را فتح خواهد کرد.
در ۱۳ فروردین ۱۳۵۸ عراق برای نخستین بار به حریم هوایی ایران تجاوز کرد. ۵ روز بعد، نیروهای عراقی به یک پست مرزی ایران در قصرشیرین حمله کردند. در اردیبهشت عراق به شهر مهران حمله هوایی کرد. پس از آن و تا آغاز همه‌جانبه جنگ، متجاوز از ۵۶۰ مورد درگیری در مرزهای ایران و عراق گزارش شده است.
در ۱۳ شهریور ۱۳۵۹ (۴ سپتامبر) توپخانه سنگین ایران اقدام به کوبیدن مناطق مرزی عراق مخصوصاً شهرهای زرباطیه، خانقین و مندلی نمود که تعدادی غیرنظامی کشته شدند. عراقیها این عمل را شروع جنگ و زیر پا گذاشتن عملی عهدنامه ۱۹۷۵ الجزایر دانستند.
در ۲۲ شهریور ۱۳۵۹ یک میگ عراقی به هلیکوپتر حامل بنی صدر و رجایی که برای بازدید از درگیریهای مرزی رفته بودند شلیک کرد که با دخالت جنگنده‌های ایرانی از صحنه گریخت.
در ۲۶ شهریور ۱۳۵۹ (۱۷ سپتامبر) صدام حسین اقدام به لغو عهدنامه ۱۹۷۵ الجزایر نمود و اعلام کرد که تمام شط العرب متعلق به عراق است.
در ۳۱ شهریور ۱۳۵۹ در ابتدا عراق بخش‌هایی از خاک ایران از جمله خرمشهر را اشغال کرد.
در ۳ خرداد ۱۳۶۱ ایران خرمشهر را آزاد کرد و جنگ را به داخل خاک عراق کشید.
در ۴ خرداد دبیرکل سازمان ملل به دوطرف پیشنهاد آتش‌بس داد. عراق به مرزهای بین‌المللی برگشت (بجز مناطق تحت مناقشه اولیه شامل میمک و اروند رود) و آرایش تدافعی گرفت.
در ۳۱ خرداد ۱۳۶۱ صدام پیشنهاد صلح در دوهفته را داد. در جلسات تصمیم‌گیری خمینی و برخی نظامیان با ادامه جنگ و ورود به خاک عراق مخالفت بودند و استدلال می‌کردند که خاک اشغالی به میهن بازگشته است ولی گروه دیگر به سرکردگی هاشمی رفسنجانی (که بدون هیچ تجربه نظامی فرمانده جنگ شده بود و سودای سقوط آسان عراق را در سر داشت) بر ورود به خاک عراق با این استدلال که جاده بصره به بغداد به مرز نزدیک است و با تسخیر بصره سقوط عراق حتمی است پافشاری کردند (هدفی که پس از شش عملیات در نهایت عملی نشد).
در ۲۱ تیرماه ۱۳۶۱ سازمان ملل قطعنامه ۵۱۴ را ارائه داد که توسط ایران رد شد. پس از رد این پیشنهادهای عراق موضع صلح طلب و اشغال شده به خود گرفت و بسیاری از اقدامات غیراصولی خود مثل استفاده از سلاح شیمیایی و حمله به مناطق مسکونی و حمله به نفتکشها را تا پایان جنگ به این وسیله توجیه می‌کرد. کمک‌های مالی و نظامی زیادی از کشورهای منطقه و غرب و شرق به عراق سرازیر شد. از این به بعد لحن قطعنامه‌های سازمان ملل نسبت به ایران عوض شد.
در بهمن ۱۳۶۵ (فوریه ۱۹۸۶) ایران موفق به تصرف بندر فاو شد.
از ۱۹ دی ۱۳۶۵ تا ۶ فروردین ۱۳۶۶ عملیات کربلای ۵ را برای تصرف بصره انجام داد که در آن ۶۵ هزار ایرانی و ۲۰ هزار عراقی کشته شدند و موفق نبود و در جبهه جنوب جنگ به بن‌بست رسید.
در ۹ خرداد ۱۳۶۱ (۳۰ می ۱۹۸۲) عراق با حمله به نفتکش اطلس درگیری نفتکش‌ها را آغاز کرد. استدلال عراق جلوگیری از صدور نفت ایران و مجبور کردن آن به قبول صلح بود و این درگیری بعدها دوجانبه گردید. نیروهای ایران به نفتکش‌های شوروی و آمریکا که در خدمت دولت کویت بودند، حمله می‌کردند.
در ۲۷ اردیبهشت ۱۳۶۶ (۱۷ می ۱۹۸۷) یک میراژ عراقی با شلیک موشک اگزوست به ناوچه یواس‌اس استارک باعث خسارت شدید و مرگ ۳۷ سرباز آمریکایی شد. این بهانه ای برای آمریکا شد که درگیر شود. شوروی و آمریکا هر دو شروع به حمایت از قطعنامه‌های شورای امنیت کردند.
در سال چهارم و پنجم، عراق از سلاح شیمیایی بیشتری علیه کردهای عراقی و ایران استفاده کرد.
در اواخر سال ۱۳۶۶ دستکم در یک مورد عراق با کمک اطلاعاتی آمریکا از حرکتهای نیروهای ایرانی مطلع می‌شد و آنها را بمباران شیمیایی می‌کرد. حمله به شهرها و اهداف غیرنظامی ابتدا و بیشتر توسط عراق انجام می‌شد. در اواخر جنگ، درگیری در خلیج فارس باعث آسیب دیدن سکوهای نفتی و کشتی‌های تجاری با پرچم کشورهای مختلف شد.
در فروردین ۱۳۶۷ در نبرد دوم فاو جزیره فاو سقوط کرد و با پیروزی‌های عراق روند جنگ به زیان ایران تغییر پیدا کرد.
در اواخر تیرماه ۱۳۶۷ مسئولان ایران مجبور به قبول قطعنامه ۵۹۸ که یکسال قبل به‌شدت آن را رد کرده بودند شدند.
در مرداد ۱۳۶۷ جنگ با قبول آتش‌بس از سوی دو طرف با حدود یک میلیون نفر کشته و ۱۱۹۰ میلیارد دلار خسارت به دو کشور خاتمه یافت. از سال ۱۳۶۹ مبادلهٔ اسیران جنگی آغاز شد و ایران آخرین اسرای جنگی عراقی را در سال ۱۳۸۱ تحویل داد.
این جنگ یکی از برخوردهای نظامی دوران معاصر بود و منافع بیشتر کشورهای جهان را تهدید کرد و بیشتر بر کشورهایی تأثیر گذاشت که ذخایر نفتی اصلی جهان را داشتند. برخی از ابرقدرتها عقیده داشتند که پیروزی هر یک از دو طرف موجب برهم‌خوردن ثبات و توازن قوا در منطقه خواهد شد به همین دلیل کوشیدند تا هیچ‌یک از دو کشور پیروز نشود.

## زمینه‌ها و دلایل آغاز جنگ
عوامل مختلفی طی چند دهه موجب شد که اختلافات دو کشور تبدیل به جنگی تمام عیار شود. اختلافاتی که مربوط به مسائل ژئوپولیتیک، مذهبی و قومی بود. سرانجام، تحریکات دو کشور علیه یکدیگر و رهبرانشان باعث روی دادن جنگ ایران و عراق شد.
فائق الشیخ علی در مصاحبه با برنامه السطرالاوسط گفت: اگر بخواهم طوری قضاوت کنم که در دنیا و آخرت پشیمان نباشم مسئولیت دو سال اول جنگ با صدام حسین بود ولی مسئولیت شش سال بعدی آن با آقای خمینی بود. ایران تحریکاتی می‌کرد ولی این صدام بود که با ورود به خاک ایران جنگ را شروع کرد ولی پس از بازپس‌گیری زمینها ایران وارد خاک عراق شد و صدام را یزید خواندند و گفتند باید آنقدر ادامه دهیم تا یزید را نابود کنیم

### نقش عراق
این مسائل باعث شدند که صدام حسین به این ارزیابی برسد که برخلاف ۱۰۴ مورد قبلی، این بار کشور ایران توان دفاع دربرابر حملات او را نخواهد داشت و در عرض یک هفته تهران را فتح خواهد کرد. با این محاسبات، عراق در ۳۱ شهریور سال ۱۳۵۹ برای ۱۰۵ امین بار (با احتساب درگیری‌های نوزده-بیست‌ماههٔ بین ایران و عراق که ظاهراً در ابتدای انقلاب اسلامی اتفاق افتاد، شاید بتوان گفت برای ۱۰۶ امین بار) از سال ۱۳۴۸ به ایران حمله کرد. این جنگ در نهایت پس از حدود ۸ سال در مرداد ۱۳۶۷ با قبول آتش‌بس از سوی دو طرف و پس از به جا گذاشتن یک میلیون نفر تلفات و ۱۱۹۰ میلیارد دلار خسارات به دو کشور خاتمه یافت. مبادلهٔ اسیران جنگی بین دو کشور از سال ۱۳۶۹ آغاز شد. ایران آخرین گروه از اسرای جنگی عراقی را در سال ۱۳۸۱ به عراق تحویل داد.

#### ادعای تاریخی
اگر چه حکومت شاه ۱۷ روز پس از کودتای ۱۴ ژوئیه ۱۹۵۸ یا کودتای ضدسلطنتی عراق، رژیم جدید را به رسمیت شناخت عبدالکریم قاسم، اروندرود یا «شط‌العرب» را بخش جدائی‌ناپذیر عراق دانست و تهدید کرد که «اگر حقوق عراق در این آبراه مطابق میل دولت این کشور حل و فصل نشود، حتی آن حاشیه ۵ کیلومتری که در عهدنامه ۱۹۳۷ م / ۱۳۱۶ ش. به ایران واگذار کردیم، پس خواهیم گرفت.»
در ۱۸ دسامبر ۱۹۵۹، عبدالکریم قاسم اعلام کرد که عثمانی‌ها محمره را که بخشی از خاک عراق بوده (در زمانی که کشوری بنام عراق وجود نداشته است!!!!) به ایران تحویل داده‌اند و بلافاصله پس از آن، عراق شروع به حمایت از جنبش‌های تجزیه طلب در ایران کرد.

#### رهبری جهان عرب
از زمان به قدرت رسیدن حزب بعث در عراق در سال ۱۹۶۸ میلادی، عراقی‌ها رؤیای رهبری جهان عرب را در سر می‌پروراندند. از سال ۱۹۷۳ تا ۱۹۸۰ درآمدهای نفتی عراق افزایش یافت. این موضوع به عراق کمک می‌کرد تا خلاء ناشی از مرگ جمال عبدالناصر در صدر رهبری اعراب را پر کنند؛ زیرا مصر پس از پیمان کمپ دیوید نفوذ خود در میان اعراب را از دست داده بود.

#### جزایر سه‌گانه
در جریان اعمال حاکمیت ایران بر جزایر سه‌گانه تنب بزرگ، تنب کوچک و ابوموسی عراق روابط دیپلماتیک خود را با ایران قطع کرد و از اتحادیه عرب خواست تا آنان نیز چنین کنند. درخواستی که از سوی اتحادیه عرب رد شد. عراق همچنین اعتراض رسمی‌ای به سازمان ملل نوشت که توسط این سازمان نادیده گرفته شد. عراقی‌ها دست به اخراج ۷۰۰۰۰ ایرانی‌تبار ساکن عراق زدند. در سال ۱۹۷۴ تنش در روابط دو کشور به اوج خود رسید و درگیری‌های نظامی مرزی پراکنده کم‌کم به جنگی تمام عیار تبدیل شد. روابط ایران و عراق از سال ۱۳۴۸ تا پیش از جنگ نیز به شدت تیره و تار بوده و پیش از انقلاب ایران ۱۰۴ مورد درگیری و جنگ بین ایران و عراق اتفاق افتاد که در برخی از آن‌ها از جمله در درگیری ۲۱ بهمن ۱۳۵۲ صدها تن از دو طرف کشته و زخمی شدند. در سال ۱۳۵۳ ده درگیری نظامی بین ایران و عراق روی داد که در آن‌ها هواپیماهای جنگی حضور داشتند. معروف است که شاه در همین سال در جواب به این سؤال که "چرا این قدر هلیکوپتر کبرا می‌خرید؟، پاسخ داده بود: «از همسایه‌ام سؤال کنید که چرا این قدر تانک می‌خرد، من برای هر تانک عراقی یک کبرای آماده پرواز دارم.» تنش به قدری بالا گرفت که کورت والدهایم دبیرکل سازمان ملل متحد ناچار به مداخله و اعزام نماینده ویژه به مرزهای دو کشور شد. نتیجه گزارش این نماینده منجر به صدور قطعنامه ۳۴۸ شورای امنیت شد که در آن طرفین ملزم به حل اختلاف مرزی میان خود شدند.

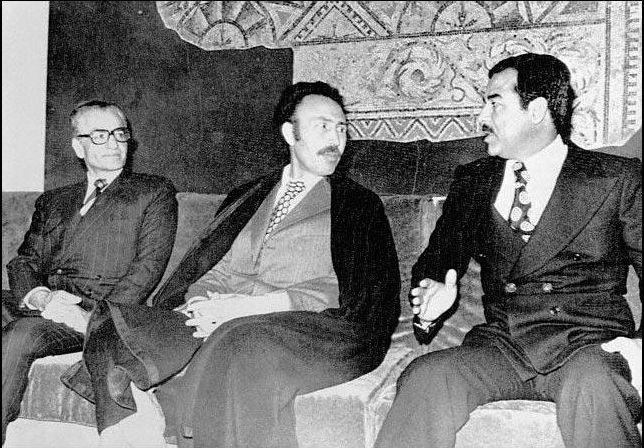
محمدرضا پهلوی و صدام حسین با میانجیگری هواری بومدین، معاهده الجزایر را امضا کردند.

#### اختلافات مرزی و ادعای عراق براروند رود

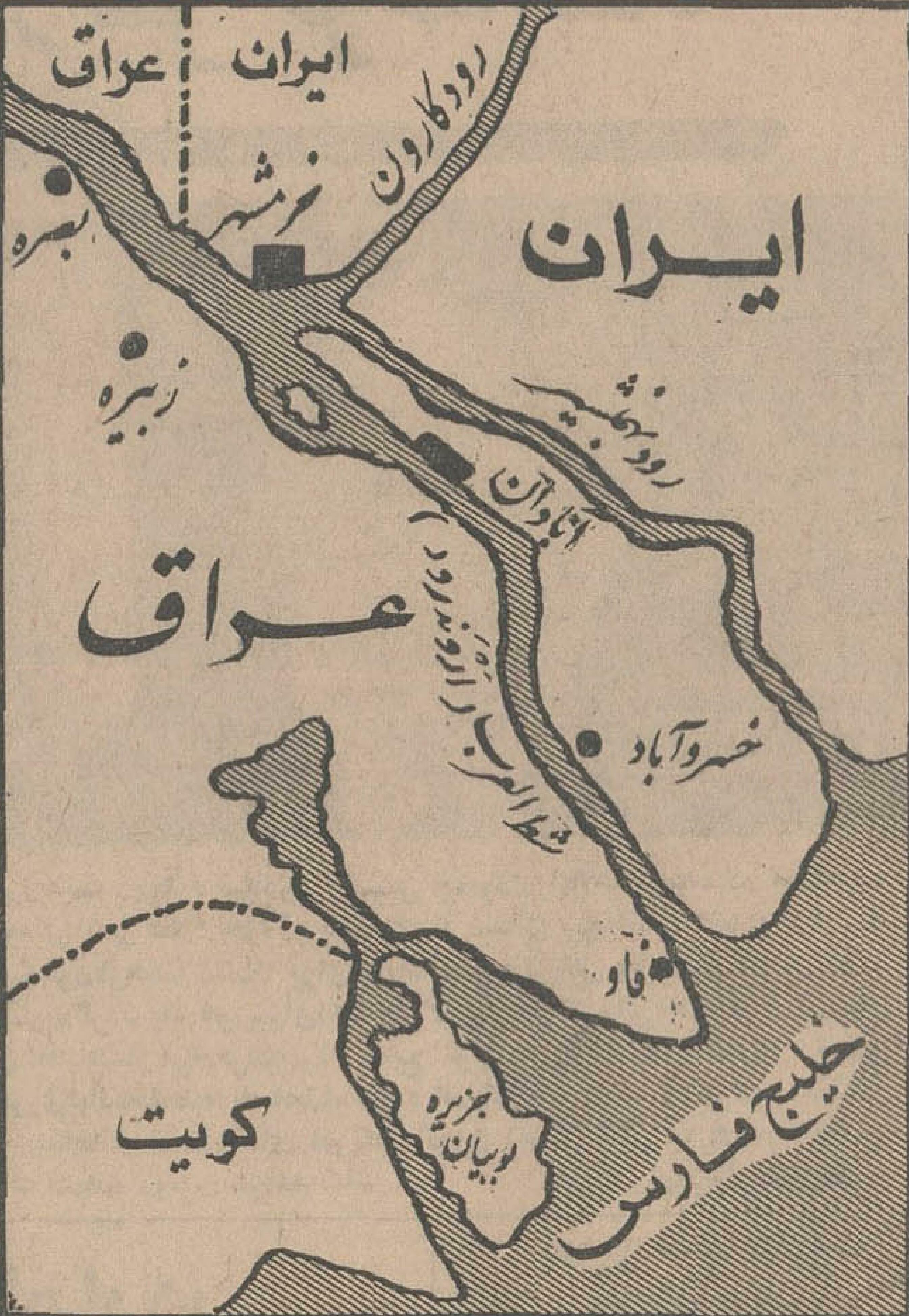
منطقه مورد مناقشه

مهم‌ترین اختلاف مرزی تا یپش از عهدنامه ۱۹۷۵ الجزایر بر سر وضعیت اروند رود بود که پس از انعقاد این قرار داد به این اختلاف پایان داده شده. پیشینه این اختلاف بر اساس مالکیت بر قسمت انتهایی اروند رود به عنوان مرز دو کشور بود. دولت عراق معتقد بود که مرز دو کشور بایستی بر اساس مفاد پیمان قسطنطنیه ۱۹۱۳ تعیین شود اما ایران مرز دو کشور را خط تالوگ یعنی عمیق‌ترین قسمت رودخانه می‌دانست. دو کشور یک بار در سال ۱۹۳۴ اختلاف خود را به جامعه ملل ارجاع دادند اما توافقی حاصل نشد. در سال ۱۹۳۷ نخستین معاهده مرزی دو کشور به امضا رسید. بر اساس این قرارداد مرز دو کشور در امتداد ساحل شرقی رودخانه بود اما یک قسمت لنگرگاهی چهار مایلی در کنار آبادان به ایران اختصاص داده شده و در این قسمت خط تالوگ مرز دو کشور را مشخص می‌کرد. عراق معتقد بود ایران از شرایط داخلی سیاسی نابسامان این کشور در آن زمان برای بهبود وضعیت خود در مذاکرات سود جسته است. ایران هم از این قرارداد ناراضی بود و در دهه ۱۹۶۰ آن را فسخ کرده و خواستار مذاکرات برای تعیین خط مرزی جدید شد و هم‌زمان با حمایت از شورشیان کرد در شمال عراق این کشور را تحت فشار گذاشت. نهایتاً در عهدنامه ۱۹۷۵ الجزایر عراق خواسته‌های ایران در زمینه شط العرب را پذیرفت و خط تالوگ برای نخستین بار مرز رسمی دو کشور در این رودخانه شد و ایران هم پس از آن حمایت از شورشیان کرد عراقی را پایان داد. اما پنج سال بعد و پنج روز پیش از آغاز جنگ صدام حسین این قرارداد را فسخ کرده و مدعی شد این پیمان به دلیل عدم رعایت مفاد آن از سوی ایران اعتبار خود را از دست داده است. بنابراین عراق که در طول سال‌های بعد سیاست‌های ضد غرب و ضدصهیونیستی را تبلیغ می‌کرد، در سال ۱۹۸۰ و پس از سقوطِ شاه سیاستِ ایرانی‌ستیزی را در دستورِ کارِ عراقی‌ها قرار داد.

سفیر عراق در لبنان در ۱۲ آبان ۱۳۵۸ در مصاحبه با روزنامه النهار بیروت گفت:
بهبود شرایط با ایران منوط به تحقق ۳ شرط اصلی است: ۱- تجدیدنظر در پیمان نامه ۱۹۷۵ الجزایر دربارهٔ اروند رود ۲- اعطای خودمختاری به عشایر کرد و بلوچ و عرب ۳- خروج نیروهای نظامی ایران از جزایر سه‌گانه ایرانی مورد مناقشه و سراسر خلیج فارس
صدام حسین مدعی بود که نظام بعثی از همان ابتدای انعقاد قرارداد مرزی ۱۹۷۵ در زمان شاه، خود را مغبون می‌دیده.

#### تسلط بر خلیج فارس
صدام متوجه خلاء ناشی از سقوط شاه به عنوان ژاندارم خلیج فارس شده بود و تلاش داشت تا نقشی که پیش از آن محمدرضا پهلوی ایفا می‌کرد را بر عهده گیرد. او برای این‌کار نیاز به مرز آبی کافی و تسلط بر خلیج فارس داشت. به گفته جیمز بیل، دلیل اصلی شروع جنگ و مناقشات سیاسی قبل از آن را به‌طور کلی می‌توان در «تسلط یافتن بر خلیج فارس» دانست. تحقق این هدف برای مصر و عربستان سعودی و سایر کشورهای حاشیه خلیج فارس چندان ناخوشایند نبود.

#### ضعف ایران پس از انقلاب
به نظر می‌رسد که باور عمومی در میان مقامات عراق این بود که پس از انقلاب، ایران دچار ضعف شده و برای عراق فرصت مناسبی فراهم آورده تا توازن قبلی قوا در خلیج فارس را با یک حمله نظامی برهم زده و هم‌زمان راه‌حل جدیدی برای مشکلات عراق با شیعیان جنوب و کردهای شمال این کشور جلوی پای آنان بگذارد.
در یک سال اول انقلاب و علی‌الخصوص بعد از وقوع کودتای نوژه، بسیاری از افسران بلندپایه ارتش تصفیه شدند که باعث از بین رفتن ساختار ارتش شد.
عراق بعثی که حکومت وقت ایران را بابت اصطکاک‌هایش با ایالات متحده و عدم روابط دوستانه‌اش با شوروی در مظان قرار گرفتن در انزوای سیاسی می‌دید هرگونه تقابل نظامی با ایران را آسان‌تر تصور می‌کرد.
نیویورک تایمز در ۲۶ فروردین ۱۳۵۹ یا ۱۹۸۰/۴/۱۵: «از زمانی که ایران شاهنشاهی به ایران انقلابی تبدیل شده، نیروهای مسلحش به نیروهای بی انضباطی تبدیل شده‌اند. بر اساس یک تخمین تمامی هواپیماهای پیشرفته اف-۱۴ تام کت ایران زمین گیر شده‌اند و تنها نیمی از اف-۴ها و اف-۵های ایران قابل استفاده‌اند.»

#### موافقت آمریکا
دو ماه پیش از آغاز جنگ، صدام حسین و زیبیگنیو برژینسکی در عمان با یکدیگر دیدار کردند. باور بنی صدر این بود که برژینسکی در این ملاقات به صدام اطمینان داده که ایالات متحده مخالفتی با الحاق خوزستان به عراق ندارد.

#### خطر حکومت شیعی
نگرانی‌های روزافزون صدام از یک حکومت شیعه در همسایگی خود که تهدیدی برای کشور خودش با جمعیت پرشمار شیعه محسوب می‌شد عزم وی را برای تقابل بیشتر با ایران جزم نمود.

#### نظر انگلستان در خصوص اپوزیسیون و جنگ عراق با ایران
گزارش سری دیوید میرز مسئول بخش خاورمیانه وزارت خارجه بریتانیا به تاریخ ۲۵ سپتامبر/ سوم مهر، خبر از سفر بختیار به عراق در آستانه حمله نظامی عراق به ایران (۲۲ سپتامبر/۳۱ شهریور) می‌دهد. در این گزارش عنوان شده که عراق از اپوزیسیون ایرانی خواسته تا در جبهه‌های نبرد پشت سر نیروهای عراقی حاضر شوند تا دولت خود را در مناطق اشغالی تشکیل دهند. 

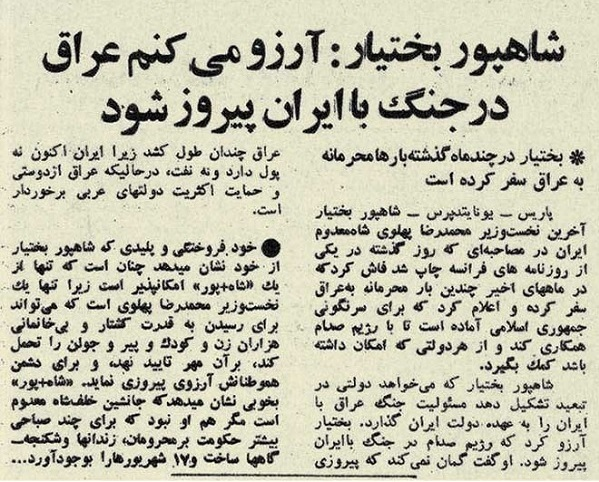
مصاحبه بختیار در پاریس. گزارش شده توسط خبرگزاری پارس در ۲۰ مرداد ۱۳۵۹

روند این رایزنی‌ها در دیدارهای بعدی لرد جورج براون (در آن زمان: معاون سابق وزیر خارجه بریتانیا و نماینده حزب کارگر) با مقامات عراقی، بختیار و اویسی در پاریس و مقامات وزارت خارجه بریتانیا ادامه یافت. لرد جورج براون در آخرین روزهای اکتبر ۱۹۸۰ با صدام حسین و طارق عزیز معاون نخست‌وزیر عراق دیدار کرد. در بازگشت او از بغداد، سفارت بریتانیا در کویت دو گزارش در تاریخ ۲۹ و ۳۰ اکتبر/ هفتم و هشتم آبان، شمه‌ای از دیدار براون با مقامات عراقی را به لندن ارسال کرد.
در گزارش نخست، جورج براون بر اساس گفت و گو با سران عراق عنوان کرد که با توجه به مواضع ضدغربی خمینی و معتدل تر بودن صدام از این جهت، به صلاح حکومت بریتانیا است که با اپوزیسیون ایرانی برای سرنگونی حکومت تهران کمک کند. براون با تشبیه کردن اقدام احتمالی گروه بختیار و اویسی تأکید کرد که آنان می‌توانند به شیوه نهضت مقاومت ملی فرانسه در جنگ جهانی دوم، با همکاری با طرف مقابل ضمن استفاده از ضعف حکومت ایران، خوزستان را جدا کرده و حکومت خود را در آن جا شکل دهند.

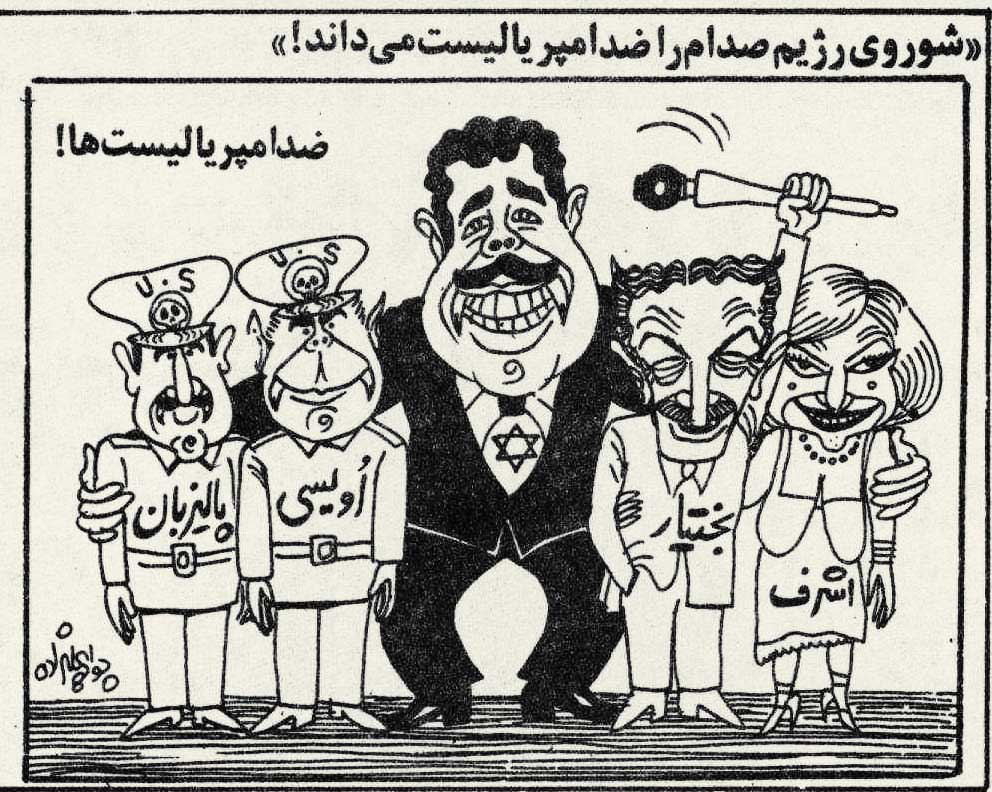
کاریکاتوری توسط جواد علیزاده در کیهان در اوائل جنگ در مورد تردد بختیار اویسی اشرف و پالیزبان به عراق

### نقش ایران

#### نابسامانی سیاست خارجی ایران پس از انقلاب و اظهارات نسنجیده مسیولین
پس از پیروزی انقلاب سیاست خارجی و دستگاه دیپلماسی ایران ازیک‌طرف تحت تأثیر شرایط بحرانی و بی‌ثباتی سیاسی حاکم بر جامعه قرار داشت. از سوی دیگر، به دلیل ماهیت تجدیدنظرطلبانه انقلاب یک نوع سردرگمی و آشفتگی تصمیم‌گیری و اجرا بر کارگزاران سیاست خارجی کشورحاکم شده بود. اختلافات دولت موقت با شورای انقلاب و بینش و منش رهبر انقلاب نیز بود. در این شرایط، رقبای منطقه‌ای و قدرت‌های بزرگ با احساس خطر از بازتاب‌های انقلاب در صدد مقابله با آن بودند.
- قطب‌زاده در سفر به سوریه سخنان تندی در خصوص عراق ایراد کرد که با توجه به تنش حاکم بر روابط دو کشور، ناشیانه و غیرمتعارف بود. ضمن اینکه هدف و منظور خاصی از انجام این سفرها تعقیب نمی‌شد. او در اجلاس وزیران امور خارجه کشورهای عضو سازمان کنفرانس اسلامی در اسلام‌آباد پیشنهاد کرد یک بند به گزارش اجلاس در خصوص محکومیت قرارداد ۱۹۷۵ الجزایر افزوده شود.[نیازمند منبع]
- بنی‌صدر در اول فروردین ۱۳۵۹ در سخنرانی قبل از خطبه‌های نماز در بهشت‌زهرا گفت:

«سفیر عراق یک‌بار پیش من آمد، به او گفتم به رئیس خودت بگو که اگر فکر کنید تیر و تفنگ دشمن، ما را ناراحت می‌کند، ابداً؛ چون این‌ها برای ما مثال نقل‌ونبات می‌باشد و هیچ ناراحت نیستیم. ما در مورد اینکه شما دست تان را از وطن ما کوتاه بکنید مذاکره نمی‌کنیم… ملت برادر ما عراق هم بداند همان‌طور که ما می‌توانیم نماینده ابرقدرت آمریکا را بیرون کنیم، می‌توانیم با توطئه‌های بین‌المللی هم مبارزه کنیم. آن‌ها هم می‌توانند این کار را بکنند و زودتر کلک صدام حسین را بکنند.» 
- زمانی که مقامات عراقی شروطی را همچون خروج بی‌قیدوشرط از سه جزیره، بازگرداندن وضعیت اروند به شرایط قبل از معاهده ۱۹۷۵ و به رسمیت شناختن عرب بودن مردم خوزستان و عنوان عربستان برای آن را برای پایان دادن به مخاصمه مطرح کردند؛ قطب‌زاده در اقدامی تلافی‌جویانه که حاکی از انفعال و بی‌برنامگی بود؛ سه شرط را برای حل اختلافات با عراق مطرح کرد:

1. نابودی رژیم صدام حسین
2. پیوستن عراق به کشورهای ضد امپریالیستی و ضد صهیونیستی
3. آزادی تمام زندانیان سیاسی عراق و مردم این کشور و در رأس آن‌ها آیت‌الله صدر

قطب‌زاده اعلام کرد تا حصول شروط مذکور از پای نخواهد نشست.
- در ۱۰ اردیبهشت ۱۳۵۹–۳۰ آوریل ۱۹۸۰ صادق قطب زاده وزیر خارجه وقت در مصاحبه با رادیو مونت کارلو گفت: همه دول خلیج فارس از نظر تاریخی جزوی از ایران بوده‌اند.[۱۱۳] [نیازمند یادکرد دقیق]

#### رد سفیر حسن نیت صدام حسین توسط روح‌الله خمینی

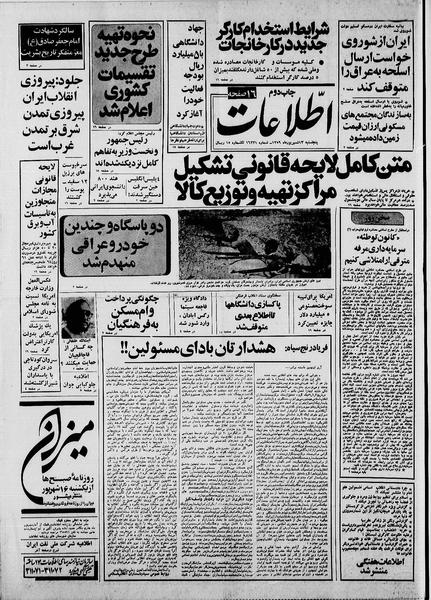
نابودی دو پاسگاه مرزی و چند خودرو عراقی -صفحه اول روزنامه اطلاعات ۱۳ شهریور ۱۳۵۹

صدام در ابتدای انقلاب (آخر بهمن ۱۳۵۷) موسی موسوی اصفهانی را برای دیدار با روح‌الله خمینی (برای آشتی و دلجویی نسبت به رفتار خود زمانی که خمینی در عراق بوده است) به ایران فرستاد. موسی پیام صدام را که حاکی از آمادگی عراق برای همکاری با حکومت اسلامی در ایران بود به روح‌الله خمینی رساند، ولی پاسخ خمینی منفی بود. صدام پیغام داده بود از رفتار خود پوزش می‌خواهد. آماده همه گونه جبران و همکاری با دولت جدید است. بنی صدر در مصاحبه سال ۲۰۰۴ با حسین دهباشی می‌گوید خمینی گفت صدام می‌خواهد از ما مشروعیت بگیرد. او مشروعیت ندارد و شش ماه بیشتر در عراق باقی نخواهد بود. 

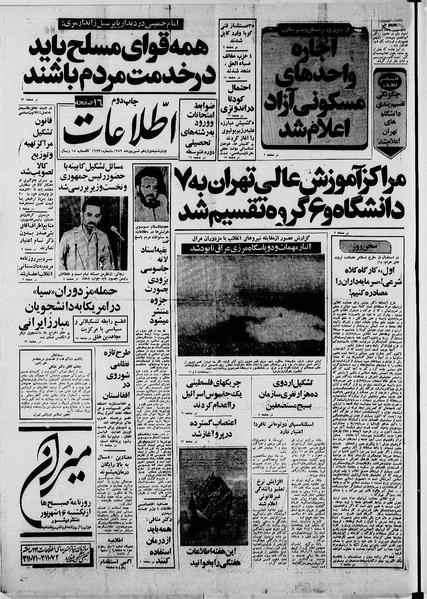
نابودی دو پاسگاه مرزی عراق -صفحه اول روزنامه اطلاعات ۱۲ شهریور ۱–۳۵۹

#### ادعای عدم اجرای مفاد قرارداد الجزایر

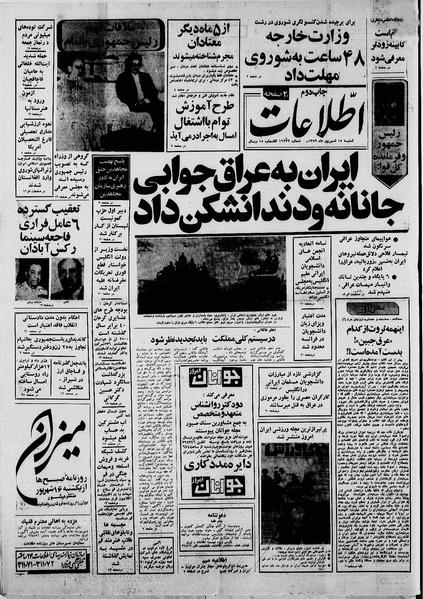
پاسخ ارتش ایران به حملات عراق به قصر شیرین و مهران غرب روزنامه اطلاعات ۱۵ شهریور ۱۳۵۹

-بر اساس قرارداد ۱۹۷۵ بین ایران و عراق قرار بود ارتفاعات میمک (سیف سعد)، زین الکش (زین القوس) و سیف ابوعبیده در ازای نیمی از شط العرب به عراق واگذار شود اما در عمل به دلیل ناتمام ماندن عملیات میله‌گذاری مرزی بین طرفین در سال ۱۳۵۶، مرز تا حد زیادی نامشخص باقی ماند.

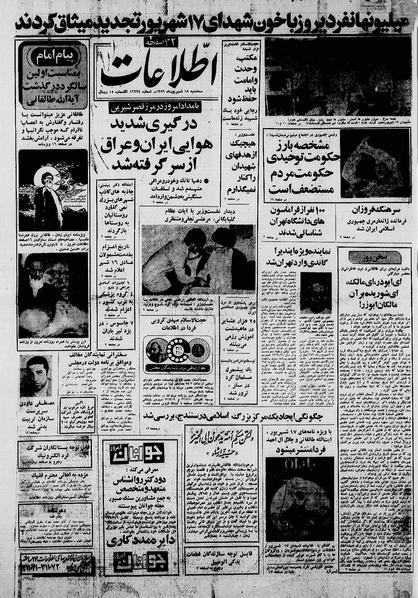
درگیری هوایی - صفحه اول روزنامه اطلاعات ۱۸ شهریور ۱۳۵۹

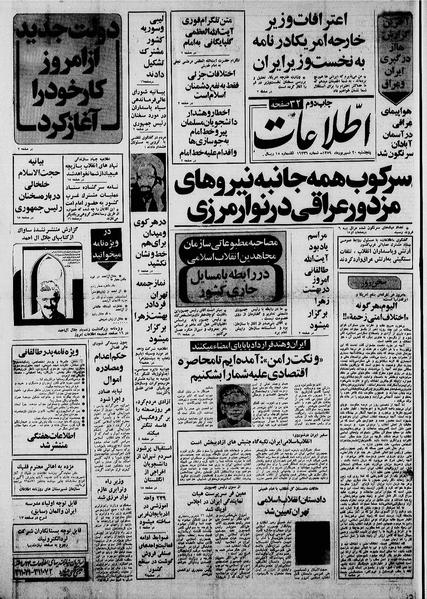
سرکوب نیروهای مرزی عراق-صفحه اول روزنامه اطلاعات ۲۰ شهریور ۱۳۵۹

در ۱۵ شهریور ۱۳۵۹، دولت عراق دولت ایران را تهدید کرد که در صورت عدم واگذاری مناطق مزبور، ۱۱۵ مایلی مناطق قصرشیرین را تصرف خواهد کرد چون منطقه میمک از جمله مناطقی است که در قرارداد الجزایر ذکر شده است که در خاک عراق قرار دارد. در ۱۰ سپتامبر ۱۹۸۰ (۱۹ شهریور ۵۹) دولت عراق کنترل ارتفاعات میمک یا همان سیف سعد را اعلام کرد. ادعای عراق این بود که ایران با پس ندادن مناطق مزبور عملاً قرارداد الجزایر را زیر پا گذاشته و در ادامه آن صدام حسین نیز در ۱۷ سپتامبر برابر با ۲۶ شهریور ۱۳۵۹ پایان تعهد خود به عهد نامه الجزایر را اعلام کرد.

#### سیاست صدور انقلاب
رهبران جمهوری اسلامی رسماً اعلام می‌کردند که به سیاست صدور انقلاب ایران به سایر کشورها می‌اندیشیدند. روح‌الله خمینی در نخستین سالگرد پیروزی انقلاب در ۲۲ بهمن ۱۳۵۸ اظهار داشت: ما انقلابمان را به تمام جهان صادر می‌کنیم

#### حمایت ایران از شیعیان و کردهای عراق
پس از وقوع انقلاب ۱۳۵۷، عراق برخی ناآرامی‌های سیاسی را زیر سر سید محمد باقر صدر و با حمایت و تشویق ایران می‌دانست. صدام حسین، از وجود یک همسایه انقلابی شیعه در مرزهای شرقی خود احساس خوبی نداشت. مسئولان عراق پیش از آغاز یورش بارها ایران را به اقدامات تجاوزگرانه نسبت به عراق و دخالت در امور داخلی خود از جمله حمایت از حزب غیرقانونی الدعوه متهم می‌کردند.
حکومت عراق نیز متهم می‌شد که به اقدامات تجاوزگرانه از جمله حمایت علنی از شورشیان جدایی‌خواه در خوزستان و قول کمک به آن‌ها برای آزادی «عربستان»، نامی که حکومت عراق بر این استان نهاده بود، می‌پردازد و دریادار احمد مدنی استاندار وقت خوزستان گفته بود که عراق برای شورشیان سلاح ارسال می‌کند. در چندین مورد حتی نیروهای عراق حملاتی را به شهرهای مرزی ایران ترتیب دادند که یکی از آن‌ها یورش به شهری در استان کردستان در ژوئن ۱۹۷۹ و دیگری به شهر صالح‌آباد در جنوب بود که چندین کشته به جا گذاشت. در نیمه اول سال ۱۹۸۰ (سال ۱۳۵۹) چندین درگیری مرزی دیگر هم بین دو کشور رخ داد.

#### تسخیر سفارت آمریکا
جریان گروگانگیری سفارت آمریکا در ۱۳ آبان ۱۳۵۸، رژیم جمهوری اسلامی را در صحنهٔ سیاست جهانی منزوی ساخت. موضع‌گیری‌ها و مخالفت‌های وسیعی در سراسر جهان علیه گروگانگیری و اشغال سفارت آمریکا، جریان داشت. انزوای سیاسی بین‌المللی و ترسیم چهرهٔ نامطلوب از حکومت اسلامی ایران در مجامع بین‌المللی زمینه دیگری بود که به نوبهٔ خود در قطعیت بخشیدن به تصمیم رژیم عراق به حملهٔ نظامی به ایران نقش داشت. ابعاد عمل گروگانگیری برای دولت و مردم آمریکا و صدمات روانی که به آنها وارد آمده بود، بیش از آن بود که روح‌الله خمینی و پیروان او تصور می‌کردند. روح‌الله خمینی با تأیید عمل گروگانگیری و با طرح این شعار که این عمل انقلابی است بالاتر از انقلاب اول کشور را تا آستانهٔ حملهٔ نظامی آمریکا به ایران سوق داد. مردم آمریکا که از زمان جنگ ویتنام با بدبینی به اعمال دولت خود نگاه می‌کردند، این بار یک صدا و متحد از دولت خود حمایت می‌نمودند و به انجام اقدامات تلافی جویانه تشویق می‌کردند. طرح یک عملیات گستردهٔ نظامی علیه ایران در دستور کار کاخ سفید قرار گرفت. آنچه موجب توقف اجرای آن شد، پیاده شدن بیش از ۶۰ هزار نیروی نظامی شوروی در ۲۶ دسامبر ۱۹۷۹ در افغانستان بود.

#### عکس العمل ایران به واقعه تصرف مسجدالحرام
پس از تصرف مسجدالحرام در آبانماه ۱۳۵۸ ملک فهد در مصاحبه با مجله نیوزویک گفت: «گروهی که مسجد را تسخیر کردند، افراد کافری بودند که از اسلام تعبیر غلطی دادند» ولی رادیو ایران رژیم سعودی را مخالف اسلام و نمونه دیگری از تسلط شاهان و فساد آنان معرفی نمود که جرقه‌های انقلاب در آن مشاهده گردیده است و تسخیرکنندگان مسجد الحرام را مسلمانان مترقی ستمدیده دانست و عمل آنان را تأیید کرد.

#### حمایت از حزب الدعوه عراق

##### حمایت الدعوه از انقلاب اسلامی ایران
در مهر – آبان ۱۳۵۷ / اکتبر ۱۹۷۸ حزب الدعوة طی بیانیه‌ای حمایت کامل خود را از انقلاب اسلامی ایران اعلام کرد. محمد مهدی آصفی به پاریس رفت و ضمن دیدار با خمینی پشتیبانی حزب را از ایشان به اطلاع وی رساند.

##### انتفاضه (تظاهرات) ۱۷ رجب
در پی دستگیری سید محمد باقر صدر در ۲۲ خرداد ۱۳۵۸ / ۱۲ ژوئن ۱۹۷۹، حزب الدعوة تظاهرات گسترده‌ای در سراسر عراق برپا کرد که در نتیجهٔ آن صدها تن دستگیر شدند. این قیام به انتفاضهٔ ۱۷ رجب معروف شد. رژیم بعث ۱۲۰۰ تن از بازداشت شدگان را محاکمه کرد که ۸۶ تن از آن‌ها به اعدام محکوم شدند. سرکوب قیام سبب شد حزب الدعوة خط مشی مسلحانه را در پیش گیرد. حزب شاخهٔ نظامی خود را تأسیس کرد که چند تن از رهبران حزب بر آن نظارت داشتند.
پس از دستگیری یا متواری شدن برخی از رهبران حزب به خارج از عراق، عبدالامیر منصوری در خرداد – تیر ۱۳۵۸ / ژوئن ۱۹۷۹ با ساماندهی دوبارهٔ حزب، رهبری آن را بر عهده گرفت.

##### انتقال مرکز فعالیت حزب الدعوه به ایران
در ۲۵ تیر ۱۳۵۸ / ۱۶ ژوئیه ۱۹۷۹، با به قدرت رسیدن صدام حسین روند سرکوب حزب شدت گرفت. واکنش حزب مبارزهٔ مسلحانه بود. رژیم اعضای حزب را دستگیر و صدها تن از آنان را پس از محاکمه فرمایشی اعدام کرد. سپس حزب الدعوة مرکز فعالیت خود را به ایران منتقل کرد. محمد مهدی آصفی در تابستان ۱۳۵۸ش / ۱۹۷۹ به ایران آمد. او و سایر رهبران حزب تصمیم گرفتند ساختار تشکیلاتی را بازسازی کنند و رهبری حزب را از فردمحوری که در زمان محمد هادی سبیتی بود خارج کنند. بنا بر این، شورای مرکزی حزب با عضویت محمدهادی سبیتی، علی کورانی، محمدمهدی آصفی، سید مرتضی عسکری و سید کاظم حائری (فقیه الدعوة) شکل گرفت.

#### ترور طارق عزیز
حمایت نظامی ایران از شورشیان کرد و شیعه عراق که به ترور نافرجام مقامات ارشد حکومت عراق منجر شد به اختلافات دامن می‌زد.
در ۱۲ فروردین ۱۳۵۹ -اول آوریل ۱۹۸۰ در حالی که دانشجویان در دو طرف در دانشگاه برای پذیرایی از طارق عزیز ایستاده بودند در مقابل در دانشگاه المستنصریه توسط فردی بنام سمیر نورعلی با پرتاب یک بمب دست‌ساز ترور شد. تعدادی از دانشجویان مجروح شدند و مهاجم توسط محافظان کشته شد طارق عزیز جراحت سطحی برداشت. سپس صدام به دانشگاه آمد و گفت:ما بر شانه‌های مرگ می‌رقصیم.
پس از آن دولت عراق ادعا کرده که این ترور از سوی ایران حمایت شده و حزب الدعوه را به انجام ان متهم کرد. مدتی بعد الدعوه اقدام به ترور لطیف نصیف الجاسم وزیر فرهنگ و اطلاعات عراق کرد که باعث واکنش تند عراق و اخراج هزاران شیعه عراقی به ایران شد.
در ۱۶ فروردین ۱۳۵۹–۵ آوریل ۱۹۸۰ محمد باقر صدر و خواهرش بنت الهدی صدر توسط حکومت عراق دستگیر شدند. در ۹ آوریل ۱۹۸۰–۲۰ فروردین ۱۳۵۹ هردو شکنجه و کشته شدند.

#### تلاش برای مقابله و براندازی صدام حسین
در ۱۹ فروردین ۱۳۵۹ خمینی در پیامی دربارهٔ قطع رابطه آمریکا با ایران دربارهٔ صدام گفت:
 «صدام حسین که همچون شاه مخلوع چهره قبیح غیراسلامی و انسانی خود را نشان داده و به هدم اسلام و حوزه مقدسه نجف کمر بسته و با مسلمانان مظلوم برای رضای کارتر، آن کند که مغول کرد و با علمای اسلام خصوصاً آیت‌الله آقای سید محمدباقر صدر، آن کند که رضاخان و محمدرضا پهلوی با علما و روحانیون و سایر طبقات کردند، باید بداند که با این اعمال ضداسلامی، گور خودش و رژیم تحمیلی غیرانسانی و غیرقانونی بعث را با دست خود می‌کند.
ملت شریف عراق! شما اخلاف آنان هستید که انگلیس را از عراق راندند؛ بپا خیزید و قبل از آنکه این رژیم فاسد همه چیز شما را تباه کند، دست جنایتکار او را از کشور اسلامی خود قطع کنید. ای عشایر فرات و دجله! همه با هم و با همهٔ ملت اتحاد کنید و این ریشهٔ فساد را قبل از آنکه فرصت از دست برود، قلع و قمع نمایید و برای خدا دفاع از کشور اسلامی خود و از اسلام مقدس نمایید که خدا با شماست.
ای ارتش عراق! اطاعت از این مخالف اسلام و قرآن نکنید و به ملت بگرایید و دست آمریکا را که از آستین صدام بیرون آمده است قطع کنید و بدانید اطاعت از این سفاک، مخالفت با خدای متعال است و جزای آن عار و نار است.»
در ۲۸ فروردین ۱۳۵۹ خمینی در جمع فرماندهان بسیج ضمن سخنانی ارتش عراق را به کودتا علیه صدام تشویق کرد:
صاحب منصبهای خوب ما داریم در عراق. صاحب منصبهای صحیح و متدین هستند. خود آن‌ها کودتا کنند و این را از بین ببرند؛ و حرام است بر آن‌ها که یک قدم دنبال این شخص لعین باشند؛ و باید قیام کنند بر ضد او و مملکت خودشان را اسلامی کنند و حکومت خودشان را اسلامی کنند و قواعد هم اسلامی باشد.

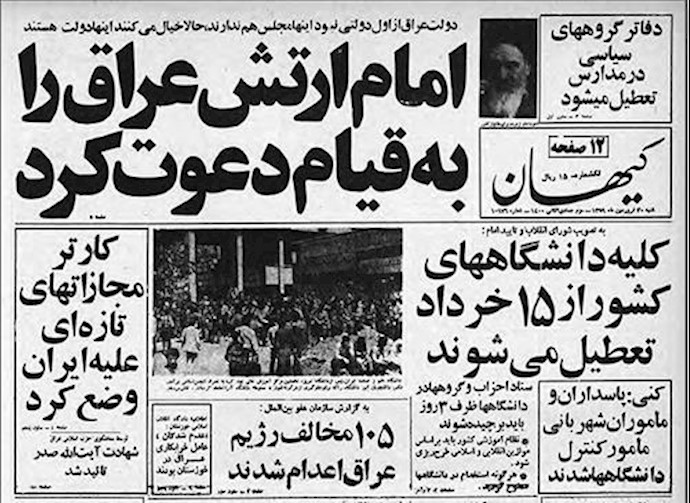
دعوت خمینی از ارتش عراق برای قیام علیه حکومتشان ۵ ماه قبل از شروع جنگ در ۳۰ فروردین ۱۳۵۹

در ۲ اردیبهشت ۱۳۵۹ خمینی در پیام خود به مناسبت کشته شدن سید محمد باقر صدر بار دیگر بر قیام مردم و ارتش عراق علیه صدام تأکید کرد:
عجب آن است که ملتهای اسلامی و خصوصاً ملت شریف عراق و عشایر دجله و فرات و جوانان غیور دانشگاه‌ها و سایر جوانان عزیز عراق از کنار این مصایب بزرگ که به اسلام و اهل بیت رسول اللّه ـ صلی‌الله علیه و آله ـ وارد می‌شود بی‌تفاوت بگذرند و به حزب بعث فرصت دهند که مفاخر آنان را یکی پس از دیگری مظلومانه شهید کنند؛ و عجب تر آنکه ارتش عراق و سایر قوای انتظامی آلت دست این جنایتکاران واقع شوند و در هدم اسلام و قرآن کریم به آنان کمک کنند.
من از رده بالای قوای انتظامی عراق مأیوس هستم؛ لکن از افسران و درجه‌داران و سربازان مأیوس نیستم و از آنان چشمداشت آن دارم که یا دلاورانه قیام کنند و اساس ستمکاری را برچینند همان سان که در ایران واقع شد؛ یا از پادگانها و سربازخانه‌ها فرار کنند و ننگ ستمکاری حزب بعث را تحمل نکنند. من از کارگران و کارمندان دولت غاصب بعث مأیوس نیستم؛ و امیدوارم که با ملت عراق دست به دست هم دهند و این لکهٔ ننگ را از کشور عراق بزدایند.
رهبران ایران هم در بخش عربی رادیو دولتی این کشور به بدگویی شدید از حکومت بعث عراق پرداخته و آن را یک حکومت ضداسلامی و دست‌نشانده قدرت‌های امپریالیستی معرفی می‌کردند.
عبدالجبار محسن سخنگوی پیشین فرماندهی کل قوای عراق می‌گوید: رهبر ایران آشکارا از مردم عراق می‌خواست تا به روی پشت بام‌ها بروند، شعار الله اکبر سردهند و نظام عراق را ساقط کنند.
مسئولان ایران دخالت در امور داخلی عراق را حق خود می‌دانستند.  وقتی بنی صدر حدود شش ماه بعداز شروع جنگ اعلام کرد مایل است با عراق صلح کند. هاشمی رفسنجانی ضمن اظهار ناخرسندی از گفته بنی صدر به دیدار آیت الله خمینی رفت و خمینی ضمن ابراز تمایل به پایان جنگ، از این که شاید در صلح‌نامه شرط شود که نباید به ملت عراق علیه صدام کمک کنند، اظهار نگرانی کرده بود

#### حمله به کنسولگری عراق در خرمشهر
صدام حسین در سخنرانی خود در اجلاس سران اسلامی رباط در ژانویه ۱۹۸۱ اعلام کرد که کنسولگری عراق در خرمشهر چند بار در تاریخهای ۱۱ و ۲۶ اکتبر و یکم و هفتم نوامبر ۱۹۷۹ (مهر و آبان ۱۳۵۸) مورد حمله قرار گرفت. در و پنجره آن شکسته شد و محافظان و کارمندان او کتک زده شدند و به اسناد آن دستبرد زده شد تادولت عراق را مجبور به تعطیلی آن کنند.

#### ادعای توپ باران مناطق مرزی عراق
در ۴ سپتامبر ۱۹۸۰–۱۳ شهریور ۱۳۵۹ عراق ایران را متهم به بمباران شهرهای عراق کرد و با این ادعا صدام در ۱۷ سپتامبر یا ۲۶ شهریور اقدام به لغو عهدنامه ۱۹۷۵ الجزایر نمود و اعلام کرد که تمام شط العرب متعلق به عراق است. صدام حسین در سخنرانی خود در اجلاس سران اسلامی رباط در ژانویه ۱۹۸۱ ادعا کرد: در ۴ سپتامبر ۱۹۸۰ نیروهای ایرانی با استفاده از توپخانه سنگین ۱۷۵ میلیمتری آمریکایی خود شهرهای بیدفاع زرباطیه و مندلی و خانقین و میدان نفتخانه را به‌طور وحشیانه ای کوبیده‌اند که باعث خسارتهای مالی و جانی زیادی شده است. آنها این عملیات را از زین القدس و سیف سعد و سیف ابوعبیده انجام داده‌اند که طبق معاهده الجزایر متعلق به عراق هستند و باید به عراق پس داده می‌شدند.

### پاسخ ندادن به تلاش صدام برای مذاکره
سیاست اولیه عراق که از تحریکات حکومت ایران در بین شیعیان عراق نگران بود سیاست دیپلماسی و دوستی دو کشور بود. در همین راستا صدام حسین دو مرتبه تلاش داشت تا با ایران وارد گفتگو شود. یک بار طی ارسال نامه ای به مهدی بازرگان که مورد توجه مقامات حکومت قرار نگرفت و مرتبه بعدی طی تلاش برای گفتگو با ابراهیم یزدی وزیر امورخارجه وقت در نشست ششم جنبش عدم تعهد (۳ تا ۹ سپتامبر ۱۹۷۹) در کوبا بود. وی طی گفتگوی خود با یزدی از عزم عراق برای رابطه دوستانه با حکومت ایران می‌گوید و متقابلاً یزدی نیز بر اهمیت این موضوع تأکید می‌کند. دولت بازرگان اما توانایی پیگیری گفتگوها را نداشت چرا که این مسئله با مخالفت قاطع خمینی که عزم خود را بر براندازی حکومت صدام جزم کرده بود مواجه شد.
حسینعلی منتظری در این خصوص از ترس کشورهای اطراف از انقلاب ایران و فضای سیاسی حاکم بر آن روایت کرد. وی طی گفتگوی خود با خمینی عنوان می‌کند که بهتر است ایران هیئت‌های حسن نیت را جهت اعلام دوستی و روابط پایدار مسالمت آمیز به کشورهای منطقه بفرستد. به‌خصوص که زمزمه‌های برخورد نظامی از سوی کشور عراق به گوش می‌رسید. وی به نقل از خمینی می‌گوید که در پاسخ به اظهاراتش مبنی براینکه نمی‌توان دور کشور دیوار کشید و دول اطراف پس از انقلاب ایران و نشانه‌های تلاش برای صدور انقلاب دچار واهمه شده‌اند درپاسخ از خمینی شنیده است که:
«نخیر؛ ما می‌خواهیم دور کشور دیوار بکشیم.»
عراق مدعی بود که وارد یک جنگ دفاعی شده و از حق مشروع خود برای دفاع از حاکمیت و تمامیت ارضی و بازپس‌گیری اراضی خود با توسل به زور استفاده می‌کند. آن‌ها معتقد بودند که حکومت ایران تمام راه‌های حل مسالمت‌آمیز اختلافات دو کشور را مسدود کرده است.

### بی‌توجهی به اخطارهای کشورهای خارجی راجع به احتمال شروع جنگ
عباس امیر انتظام نیز روایت می‌کند که سازمان اطلاعاتی ایالات متحده حداقل دو مرتبه نسبت به تحرکات عراقی‌ها و عزمشان برای حمله به ایران هشدار می‌دهند، هشداری که درطی جلسه ای با بازرگان و یزدی مطرح می‌شود اما آن‌ها علاقه چندانی نشان نمی‌دهند چرا که آن‌ها خود معتقد بودند از سطح تحرکات و تهدیدها آگاهند. همچنین ابوالحسن بنی صدر مدعی می‌شود حداقل دو مرتبه خمینی را در جریان احتمال حمله عراق قرار می‌دهد که با بی میلی وی مواجه می‌شود.
یک سال پیش از جنگ، آمریکا دولت مهدی بازرگان را از احتمال بروز جنگ باخبر کرده بود. مقامات آمریکایی گزارش دادند:
مانورهایی با حضور مشترک یگان‌هایی مختلف و تمرین‌هایی برای گسیل و حرکت سریع یگان‌هایی بزرگ در مسیر شط‌العرب (اروند رود) رودی که مشخص‌کننده جنوبی‌ترین بخش مرز میان عراق و ایران است، در جریان است. عراق هم‌چنین مقادیر عظیمی ابزارآلات و تمهیدات جنگی را در این منطقه دارد جاساز می‌کند، این ابزارآلات و تمهیدات را پنهان و استتار می‌کند و مشغول اجرای طرح‌های مهندسی نظامی‌ای است که حمله به ایران را برایش تسهیل خواهند کرد.

## قوای طرفین
در ابتدای جنگ نیروی هوایی و نیروی دریایی ایران بزرگتر بود و عراق نیز نیروی زمینی بزرگتری در اختیار داشت. اما در طول سال‌های جنگ قدرت نظامی ایران از نظر تجهیزات کاهش و قدرت نظامی عراق افزایش یافت. در آغاز جنگ (سال ۱۹۸۰) ارتش عراق دارای ۴۴۳۰۰۰ نیروی انسانی بود و ایران ۳۹۰۰۰۰ ارتشی داشت. عراق ۲۷۵۰ تانک و ایران ۱۷۳۵ تانک داشت. عراق ۳۳۹ هواپیمای نظامی و ایران ۴۴۷ هواپیما داشت، هشت سال بعد (سال ۱۹۸۸) عراق دارای یک میلیون نفر نیروی انسانی بود و ایران ششصد هزار نفر در اختیار داشت. عراق ۴۰۰۰ تانک در مقابل ۱۰۰۰ تانک ایران داشت. عراق ۶۰۰ هواپیما و ایران تنها ۵۰ هواپیمای جنگی قابل پرواز داشت. در پایان جنگ (سال ۱۹۸۸) نیروی هوایی عراق با ۶۰۰ هواپیمای جنگی از انواع میگ-۲۹، سوخو-۲۴ و داسو میراژ اف۱، به ششمین نیروی هوایی عظیم جهان تبدیل شد.
| نوع تجهیزات   | ایران پیش از جنگ | ایران پس از جنگ | عراق پیش از جنگ | عراق پس از جنگ |
| ------------- | ---------------- | --------------- | --------------- | -------------- |
| افراد نظامی   | ۳۹۰٬۰۰۰ نفر      | ۶۰۰٬۰۰۰ نفر     | ۴۴۳٬۰۰۰ نفر     | ۱٬۰۰۰٬۰۰۰ نفر  |
| تانک          | ۱۷۳۵ دستگاه      | ۱۰۰۰ دستگاه     | ۲۷۵۰ دستگاه     | ۴۰۰۰ دستگاه    |
| هواپیمای جنگی | ۴۴۷ فروند        | ۵۰ فروند        | ۳۳۹ فروند       | ۶۰۰ فروند      |
| هلیکوپتر      | ۷۴۴ فروند        | ۳۹۰ فروند       | ۲۶۰ فروند       | ۳۸۰ فروند      |

### نیروهای عراق
ارتش عراق در آغاز جنگ، یک ارتش کاملاً وابسته به شوروی بود. ۸۵ درصد از تجهیزات این ارتش، طی ۵ سال پیش از جنگ از شوروی خریداری شده بود. صنایع نظامی فرانسه دومین صادرکننده تجهیزات و ادوات نظامی به عراق بودند. پس از این دو کشور، کشورهایی مانند برزیل، اسپانیا و ایتالیا قرار داشتند.
عراق جنگ را در حالی آغاز کرد که زرادخانه‌های این کشور پر از سلاح بود؛ ولی این کشور با بحران کمبود قطعات یدکی مواجه بود و در آغاز جنگ شوروی تنها بخش کوچکی از قطعات مورد نیاز عراق را تأمین می‌کرد؛ ولی پس از شکست عراق در مرحله اول جنگ و از سال ۱۹۸۲، شوروی دوباره به مهم‌ترین متحد نظامی عراق تبدیل شد. تا این مقطع عراق قطعات ساخت شوروی و مورد نیاز خود را از کشورهایی مانند کره شمالی، مصر، چین و یوگسلاوی تأمین می‌کرد. هم‌زمان سلاح‌های زیادی از جمله موشک‌های اگزوسه از فرانسه خریداری شد. فرانسه همچنین تا پیش از آنکه تولید نوع مخصوص ضد کشتی هواپیماهای میراژ اف-۱ به پایان رسد، پنج فروند جنگنده ضدکشتی سوپر اتاندارد خود را به عراق اجاره داد که در جنگ نفت‌کش‌ها و حمله به جزیره خارگ مورد استفاده قرار گرفتند.
خلبانان عراقی، دست‌کم در نبردهای هوایی بسیار پائین‌تر از استانداردهای غربی رفتار می‌کردند. در واقع یکی از مهم‌ترین مشکلات عراق در طول جنگ نداشتن نیروی انسانی کارآزموده برای استفاده از سلاح‌های مدرنی بود که به دست می‌آورد. عراق هیچ‌گاه نتوانست از حداکثر ظرفیت این سلاح‌ها استفاده کند. برای نمونه ۴ سال پس از تحویل هواپیماهای سوخو-۲۴ به عراق، هیچ‌کدام از این هواپیماها بهره‌برداری نشده بودند. حتی امروز نیز نمی‌توان تخمین زد که چه تعداد از عراقی‌های کشته شده در طول جنگ، مستقیم و در اثر رویارویی با ایران کشته شده‌اند و چه تعداد از آنان در اثر ضعف فرماندهی یا اشتباه در استفاده از تسلیحات پیشرفته.
مشکل عدم بهره‌برداری صحیح از تسلیحات پیشرفته فقط در نیروی هوایی این کشور وجود نداشت. برای نمونه خدمه عراقی گونه‌ای از تانک‌های ساخت شوروی، در طول جنگ هرگز از سیستم دید در شب این تانک‌ها استفاده نکرده‌بودند. چرا که آن‌ها درک نمی‌کردند که تانک‌های آنان به چنین سامانه‌ای مجهز است. تا سال ۱۹۸۳ عراق حدود ۲۰۰ هواپیمای خود را از دست داده بود و بیشتر این خسارت نه در جنگ با ایران، بلکه در اثر تصادفات و سوانح غیر جنگی و مشکلات تعمیر و نگهداری به وجود آمده بود.
خلبانان ایرانی در طول جنگ ایران و عراق نه تنها با عراقی‌ها می‌جنگیدند، بلکه با خلبانانی با ملیت‌های دیگری از سراسر دنیا روبه‌رو بودند. خلبانان برخی از میگ‌های ۲۱ و میگ‌های ۲۳ عراق مصری بودند و خلبانان برخی از میراژهای اف-۱ بین سال‌های ۱۹۸۵ تا ۱۹۸۶ بلژیکی، آفریقای جنوبی، استرالیایی و در یک مورد حتی آمریکایی نیز بودند، همچنین خلبانانی از شوروی و آلمان شرقی به عنوان خلبان میگ-۲۵ در عملیات‌ها شرکت داشتند. به‌علاوه خلبانان فرانسوی و اردنی نیز به عنوان معلم خلبان کار می‌کردند. بیشتر گزارش‌هایی که دربارهٔ استقرار خلبانان شوروی در عراق است حکایت از آن دارد که این خلبانان دائماً با اف-۱۴ها برخورد داشته و چندین میگ-۲۵ با خلبان روس سرنگون شده است. معمولاً شوروی چندین خلبان با تجربه خود را برای عملیات می‌فرستاد.

#### سازمان مجاهدین خلق
در سال ۱۳۶۵ و پس آنکه دولت فرانسه خواهان خروج مسعود رجوی و سایر مجاهدین از این کشور شد، این گروه مقر خود را از پاریس به بغداد منتقل کرده و در اردوگاهی بنام قرارگاه اشرف مستقر شدند. صدام با استقبال از این حضور با دادن تجهیزات نظامی از آنان حمایت کرد. در طول جنگ عراق و ایران پس از سال ۱۳۶۵ مجاهدین به عنوان بخشی از نیروهای حامی عراق در جنگ با ایران قرار گرفتند. در سال ۱۳۶۶ مجاهدین، ارتش آزادی‌بخش ملی را به منظور سرنگونی نظام جمهوری اسلامی، ایجاد کرده و با همراهی با ارتش عراق در جنگ عراق علیه ایران تا پایان جنگ بیش از صد رشته عملیات نظامی صورت دادند.
این سازمان در سال ۱۳۶۷ و پس از ناتوانی ایران در عملیت‌های گوناگون و شکست‌های پی در پی با پشتیبانی ارتش عراق دو عملیات آفتاب، چلچراغ (با هدف تصرف شهر مرزی مهران به‌منظور کنترل میدان‌های نفتی آن و همچنین روستاهای کرد در منطقه) با موفقیت انجام دادند. این گروه همچنین پس از پذیرش قطعنامه ۵۹۸ از سوی ایران و پیش از اجرایی شدن آتش‌بس، عملیات فروغ جاویدان در تلاش برای رسیدن به تهران و سقوط جمهوری اسلامی طراحی کرد که با عملیات متقابل ایران عملیات مرصاد مواجه شد.

### نیروهای ایران

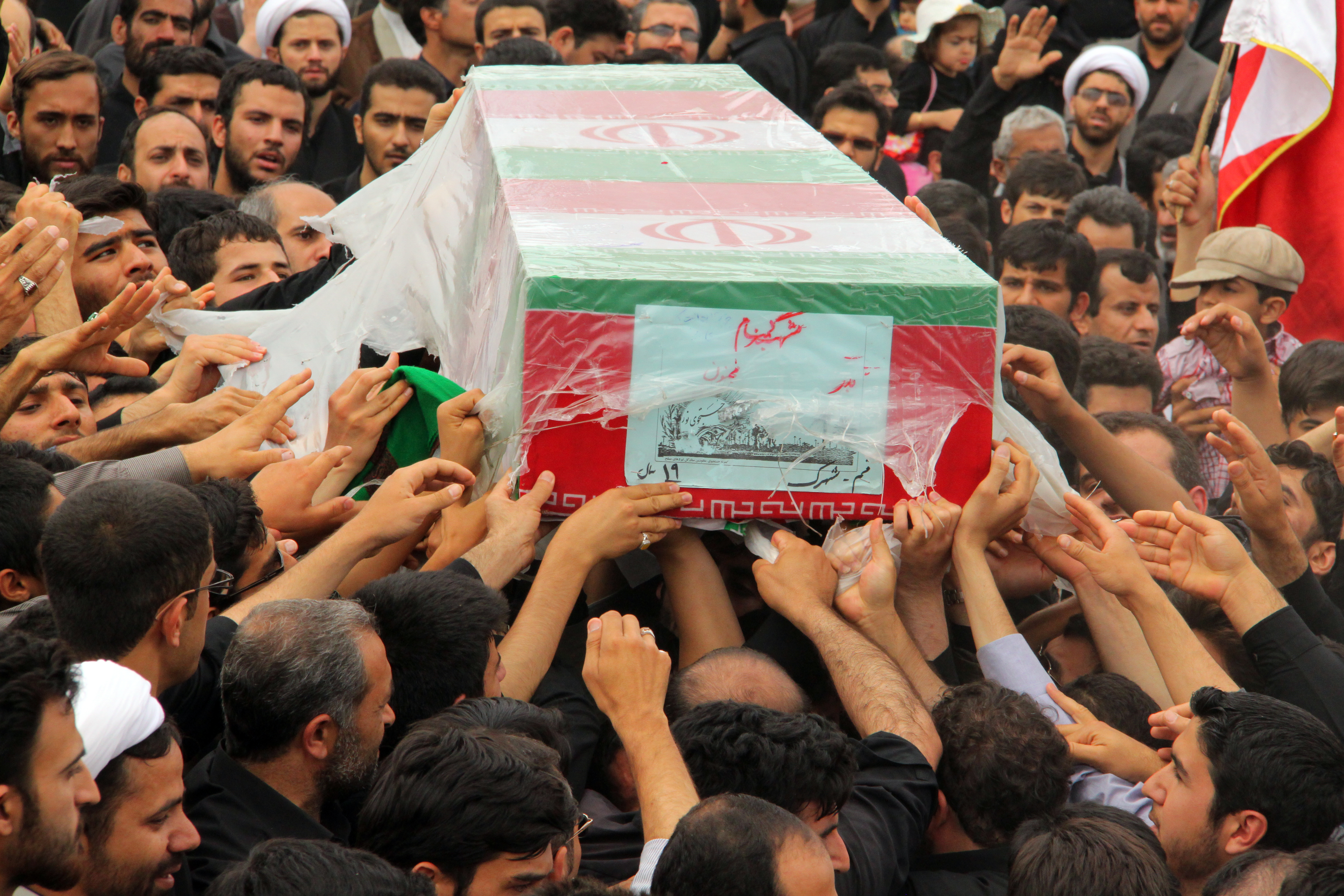
خاکسپاری یکی از کشته شدگان جنگ هشت ساله ایران و عراق، در منطقه پردیسان شهر قم (که در ادبیات جمهوری اسلامی ایران از آنان با عنوان شهید گمنام یاد می‌شود)

#### تجهیزات
در طول دهه هفتاد میلادی، ایران یکی از بزرگ‌ترین واردکنندگان تجهیزات نظامی بود. بخش عمده‌ای از این تجهیزات پیشرفته همچون هواپیماهای اف-۱۴، تجهیزات الکترونیکی و موشک‌های فونیکس از ایالات متحده وارد می‌شد. آلمان غربی در ساخت بزرگ‌ترین زرادخانه اصفهان مشارکت داشت و انگلستان به ایران اسلحه می‌فروخت. برخی تجهیزات پدافند هوایی و ترابری نظامی ایران نیز از شوروی تأمین می‌شد. این روند با وقوع انقلاب ایران متوقف شد و نیروهای نظامی ایران را در موقعیت دشواری قرار داد. ایران برای دور زدن این تحریم تسلیحاتی روش‌های زیر را به کار گرفت.
- تلاش برای خرید قطعات یدکی مورد نیاز از هر منبع ممکن (مانند اروپای غربی، کره جنوبی، تایوان و حتی اسرائیل (در ماجرای ایران کنترا) که این قطعات را داشتند یا آن را تحت لیسانس آمریکا تولید می‌کردند. ایران ناچار بود این قطعات را با قیمت گران و از بازار آزاد تهیه کند.[۱۵۸]
- خرید لوازمی که خارج از حوزه تحریم تسلیحاتی بودند و تبدیل آن به تجهیزاتی که کاربرد نظامی داشتند. برای نمونه می‌توان به هواپیماهای سوئیسی، بالگردهای هلندی، کامیون‌های آلمانی، مهمات ساخت چک اسلواکی، زره‌پوش‌های مجارستان، زره‌پوش‌ها و مهمات لهستان و خودروهای رومانیایی خریداری شده توسط ایران اشاره کرد.[۱۵۸]
- خرید موشک از لیبی و هم‌زمان و بدون اطلاع لیبی، آموزش یک گروه از نیروهای ایران در سوریه برای شلیک موشک. این گروه همان افرادی هستند که با محوریت حسن تهرانی مقدم تولید موشک در ایران را پایه‌گذاری کردند[۱۶۴] که شرح آن در کتاب خط مقدم، به‌شکل روایتی داستانی و مستند از تشکیل یگان موشکی در ایران، توسط انتشارات تعالی اندیشه منتشر شده است.[۱۶۵][۱۶۶]

#### پاکسازی ارتش پس از انقلاب
یکی از مشکلات ایران در ابتدای جنگ، مسئله فرماندهان ارتش این کشور بود. از دید حکومت انقلابی ایران، از میان فرماندهان نظامی زمان پهلوی، تنها تعداد معدودی که در زمان دولت ملی محمد مصدق از فرماندهان بودند یا کسانی که مخالف حکومت شاه بودند مناسب پست‌های فرماندهی نظامی بودند. چهل هزار مستشار آمریکایی که به عنوان آموزش با ارتش ایران همکاری می‌کردند با وقوع انقلاب از کشور اخراج شده بودند، تعداد زیادی از فرماندهان نظامی فرار کرده، بازنشسته شده یا برکنار شده بودند، نظام سربازگیری ناکارا شده بود و بخشی از نیروهای نظامی کشور درگیر ناآرامی‌های داخلی (مانند گنبد کاووس) شده بودند. به علاوه برخی مصوبات دولت موقت همچون ضرورت خدمت نیروهای ارتشی در زادگاهشان و نیز اعطای مجوز استعفا به افسران ارتش باعث شد تا ارتش نتواند از بسیاری از قابلیت‌های خود استفاده کند.
در فاصله میان بهمن ۱۳۵۷ تا مهر ۱۳۶۱، ده‌ها تیمسار و افسر ارشد نظامی تعویض، کشته یا برکنار شدند. محمدولی قرنی در تهران ترور شد. ولی‌الله فلاحی در یک سانحه سقوط هواپیما کشته شد. سپهبد سعید مهدیون به جرم شرکت در کودتای نوژه اعدام و سرلشکر باقری نیز زندانی شد. سرهنگ فکوری که پنجمین فرمانده نیروی هوایی ارتش جمهوری اسلامی ایران به هنگام شروع جنگ بود همراه با سرتیپ فلاحی کشته شد. دریادار مدنی استعفا داد و از کشور خارج شد و بالاخره دریادار بهرام افضلی که چهارمین فرمانده نیروی دریایی ایران به هنگام شروع جنگ بود به جرم عضویت در حزب توده ایران در اردیبهشت ۱۳۶۲ دستگیر شد و به اتهام جاسوسی به همراه ۹ نفر دیگر از افسران بلندپایه ارتش در اسفند سال ۱۳۶۲ تیرباران شدند. این‌ها نمونه‌هایی از فرماندهان نظامی است که به دلایل مختلف تعویض شده بودند.

#### تأسیس سپاه پاسداران
در این بین سپاه پاسداران نیز نیرویی تازه‌تأسیس متشکل از جوانان بود که امکانات و توانایی لازم برای جنگ را نداشت. فرماندهان رده بالای سپاه را غالباً جوانان کم تجربه تشکیل می‌دادند که از اصول کلاسیک رزم بی‌اطلاع بودند. برای نمونه محسن رضایی زمانی که در سال ۱۳۶۰ به فرماندهی کل سپاه منصوب شد، تنها ۲۷ سال سن داشت و تحصیلات او نیز دیپلم دبیرستان بود.

#### استفاده از معاندین عراقی
در سال ۱۹۸۲، مجلس اعلای انقلاب اسلامی عراق با پشتیبانی ایران در این کشور تأسیس شد و ایران شورشیان عراقی را برای مبارزه علیه کشور خود در این مجلس بسیج کرد. سپاه بدر که توسط سید محمدباقر حکیم تأسیس شد شاخه نظامی مخالفان عراقی شد. حزب الدعوه که در ایران حضور داشت و مورد حمایت دولت ایران بود علیه عراق فعالیت می‌کرد.

#### آمار بنیاد حفظ آثار و نشر ارزش‌های دفاع مقدس
در شهریور ۱۳۹۳ (در آستانه سالگرد شروع جنگ هشت ساله)، سرهنگ مجتبی جعفری جانشین «بنیاد حفظ آثار و نشر ارزش‌های دفاع مقدس» گفت که پنج میلیون ایرانی در جنگ شرکت داشتند که ۱۹۰ هزار نفر کشته و ۶۷۲ هزار نفر زخمی شدند. ۴۲ هزار نفر از نیروهای ایرانی هم که به اسارت نیروهای عراقی درآمده بودند بعد از جنگ آزاد شدند. ۲۱۷ هزار نیروی ارتش، ۲ میلیون و ۱۳۰ هزار نیروی بسیج به همراه ۲۰۰ هزار نیروی سپاه پاسداران، شهربانی و ژاندارمری در جنگ شرکت داشتند.
جزئیات تلفات
در جنگ ۴۸ هزار ارتشی، ۸۵ هزار بسیجی، بیش از ۳۳ هزار دانش آموز، بیش از سه هزار و ۵۰۰ دانشجو، سه هزار و ۳۱۷ روحانی، ۸۸ مسیحی، ۱۸ کلیمی و ۹ زرتشتی کشته شدند. علاوه بر این دو هزار تبعه غیر ایرانی نیز که همراه با نیروهای ایرانی می‌جنگیدند در جنگ هشت ساله کشته شدند.

## روند جنگ
روند جملات پراکنده عراق به ایران در ماه‌های قبل از شروع جنگ شروع شده بود. تا پیش از آغاز جنگ ایران بر اساس گزارش‌های ستاد عملیت مشترک عرب ایران عراق بارها شهرهای قصر شیرین و مهران غرب و … مورد حمله قرار داده و هواپیماهای میگ و هلیکوپترهای عراقی در آسمان ایران حضور داشته‌اند که بعضاً با شلیک پدافند ایران ساقط شده‌اند.

### آغاز جنگ و حمله عراق به ایران
عراق در ۳۱ شهریور ۱۳۵۹ (۲۲ سپتامبر ۱۹۸۰) حمله به ایران را آغاز کرد. نیروهای عراقی به‌گونه‌ای برنامه‌ریزی کرده بودند که نواحی بزرگی از غرب ایران را اشغال کنند. دو ساعت پس از اولین حمله هوایی عراق که با ۱۲۰ جنگنده و همزمان با حمله زمینی انجام شده بود، عملیات سایه البرز (کمان ۹۹) بعد از عملیات انتقام، اولین عملیات هوایی گسترده‌ای بود که توسط نیروی هوایی ارتش جمهوری اسلامی ایران پس از حمله عراق به ایران انجام گرفت. این عملیات در تاریخ ۱ مهر ۱۳۵۹ انجام شد. و باعث برتری هوایی ارتش ایران در ماه‌های آغازین جنگ شد.

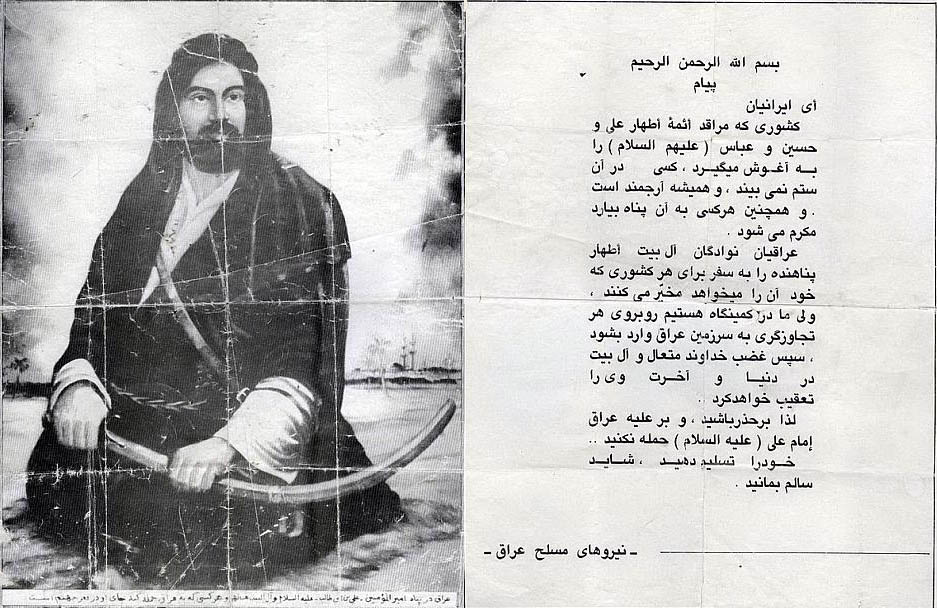
نمونه ای اعلامیه ای که برای رزمندگان ایرانی پرتاب می‌شد و با معرفی عراق بعنوان سرزمین امامان شیعه آنها را تشویق به تسلیم می‌کرد.

در نخستین روزهای حمله ارتش عراق به خاک ایران، حدود سی هزار کیلومتر مربع از خاک ایران به اشغال ارتش عراق درآمد. طی دو روز نخست حمله، نیروهای عراقی به هیچ یگان نظامی ایرانی که در حد تیپ باشد، برنخوردند. در واقع آن‌زمان ایران فقط دو لشکر از نیروهای مسلح و دو لشکر موتوریزه پیاده‌نظام در غرب کشور داشت که آن‌ها هم همگی از مرزها فاصله گرفته بودند. در این روزها واحدهای گوناگون نیروی زمینی ایران به دلیل از هم پاشیدگی با تأخیر توانستند خود را به جبهه جنوب برسانند. نیروی زمینی ارتش توان مقابله پایاپای را با عراق نداشت.
نیروی زمینی عراق از سه جبهه و در هر جبهه با یک سپاه یورش زمینی خود را آغاز کرد. سپاه اول از جبهه شمالی حدود ۲۵ کیلومتر در اطراف قصر شیرین پیشروی کرد و سپاه دوم از جبهه میانی و در اطراف مهران، هردو پس از برخورد به مناطق کوهستانی متوقف شدند. این حملات برای پشتیبانی از حمله اصلی در خوزستان انجام شد. صدام تصور می‌کرد که مورد استقبال مردم خوزستان که بخشی از آنان عرب یا عرب‌زبان بودند قرار خواهد گرفت.
هدف اولیه بخش جنوبی ارتش عراق، تصرف برق‌آسای شهر مرزی خرمشهر و پس از آن آبادان، اهواز، دزفول و سوسنگرد بود. عراق کسب این هدف را یک پیروزی استراتژیک برای خود تلقی می‌کرد؛ ولی سه ستون زرهی عراقی که برای تصرف خرمشهر اعزام شده بودند با مقاومت ناهماهنگ و خودجوش مردم این شهر مواجه شدند و در کمین حدود ۳۰۰۰ غیرنظامی‌ای افتادند که سلاح‌های ناچیزی همچون تفنگ ام۱ گاراند، نارنجک و کوکتل مولوتوف در مقابل تجاوز ارتش عراق مقاومت می‌کردند. بیشتر نیروهای مقاومت خرمشهر با وجود آموزش نظامی ناچیز انگیزه بسیار زیادی برای جنگیدن داشتند. این نیروها موفق شدند جلوی پیشروی سریع ارتش عراق را بگیرند و عراق در همان مرحله اول جنگ، در رسیدن به اهداف خود ناکام ماند و درگیر یک نبرد خانه به خانه در کوچه‌های خرمشهر شد. تصرف خرمشهر ۱۵ روز به طول انجامید و در درگیری‌ها عراقی‌ها ۵۰۰۰ کشته دادند و پس از آن نیز عراق به مدت سه هفته درگیر نبردهای خیابانی با گردان تکاوران دریایی بوشهر در این شهر بود. در ایران برای مدت‌ها خرمشهر را به احترام مقاومت و نبرد شهروندان این شهر، «خونین‌شهر» نامیده می‌شد.
پس از تصرف خرمشهر، ارتش عراق موفق شد در اواخر آبان شهر آبادان را به‌طور کامل محاصره کند. عراقی‌ها که بر حمایت عرب‌های خوزستان از ارتش خود، دست‌کم در شمال خوزستان حساب کرده‌بودند، بازهم ناکام ماندند. حملات پیاپی عراق برای تصرف شهرهای سوسنگرد و اهواز عقیم ماند و ارتش عراق شانس غافلگیری را به‌خاطر مقاومت یک گروه کوچک مردمی از دست داد. نقشه اولیه صدام، یک پیروزی سریع در حداکثر چند هفته بود. بسیاری هرگز پیش‌بینی شکست عراق در دستیابی به این اهداف و آغاز یک جنگ فرسایشی طولانی را نمی‌کردند.
به گفته مقامات سابق ارشد عراق وظیفه اصلی ارتش عراق در یورش اولیه خود این بود که توپخانه ایران را از مرزهای عراق دور کرده تا قادر به بمباران شهرهای عراقی، به ویژه بصره، نباشند. این کار بایستی در طول سه تا هفت روز انجام می‌شد و سپس بغداد برای مذاکره با تهران وارد عمل می‌شد. این طرح بر اساس استراتژی جنگی استاندارد عربی آن دوران تهیه شد که بر یورش سنگین نخست و سپس مذاکره بر اساس «وضعیت جدید» تأکید داشت؛ بنابراین نیروهای عراقی در خاک ایران قرار نبود بیش از ۴۰ کیلومتر پیشروی کنند و هیچ برنامه‌ای برای حفظ خاک ایران در مدتی طولانی وجود نداشت. با این حال ایرانی‌ها حاضر به مذاکره نبودند، آن‌هم در شرایطی که نیروهای عراقی تا آن حد در خاک ایران پیشروی کرده بودند. ضمن اینکه روحانیت حاکم بر ایران علاقه‌مند به گسترش جنگ و استفاده از آن برای دستیابی به مقاصد خود بود. ارتش عراق هرچند به خوبی مجهز شده بود اما آمادگی کاملی برای جنگ نداشت و البته ایرانی‌ها از این نظر در وضعیت نامناسب‌تری قرار داشتند. حملات تانک‌های عراقی در دشت‌های میان شهرهای ایران صدمات سختی را به واحدهای پراکنده ایرانی در طول خط مقدم وسیع نبرد وارد کرد. هرچند بسیاری از تحلیل‌گران شیوه عملیاتی عراق را بر گرفته از سبک شوروی توصیف می‌کنند اما آن‌ها در واقع بسیار بیشتر تحت تأثیر نظریات جنگی بریتانیایی قرار داشتند هرچند ارتش عراق تقریباً به‌طور کامل با تانک‌ها، نفربرها و توپخانه روسی تجهیز شده بود.
در حمله عراق به شرق کارون در اواخر مهرماه نیروی هوایی و هوانیروز ایران با وجود مشکلات اطلاعاتی برای هدف‌گیری، رخنه‌هایی در مواضع عراقی پدیدآورد و بسیاری از خودروهای عراقی را نابود کردند. در این حمله بخش‌هایی از سپاه پنجم مکانیزه و سپاه ششم زرهی عراق با ایجاد سرپل کوچکی در بخش شرقی رود در نزدیکی دارخوین مسیرهای تدارکاتی ایران را در معرض تهدید قرار دادند. آن‌ها از این نقطه می‌توانستند به سمت شمال و شرق پیشروی کرده و دزفول را به محاصره درآورند. در اواخر مهر نیز یک اسکادران اف-۱۴ برتری هوایی را بر فراز میدان جنگ در خوزستان تأمین کرده و با سرنگون کردن حدود ۱۲ جنگنده عراقی تنها در دو روز به نیروهای ایرانی اجازه داد تا پدافند هوایی عراق در منطقه را که شامل چندین پایگاه سام-۶ می‌شد پاکسازی کرده و شبکه تدارکاتی عراق را منهدم کنند.
در میان واحدهای نیروی زمینی ارتش ایران در هفته اول حمله عراق به ایران، تنها سرهنگ هوشنگ عطاریان در جبهه غرب کشور بود که با اتخاذ تاکتیک عملیاتی ضد حمله در روز هشتم از شروع جنگ توانست قصر شیرین را باز پس ستاند و ۸۰ تانک عراق را نابود کند
در چند ماه نخست جنگ، ارتش ایران با طراحی چهار عملیات تلاش کرد باعث توقف پیشروی ارتش عراق شود. از جمله عملیات پل نادری در ۲۳ مهر ۱۳۵۹ در غرب دزفول و اراضی غرب رود کرخه که گرچه از نظر تصرف زمین دستاورد مهمی نداشت ولی مانع عبور ارتش عراق از کرخه شد.

### توقف پیشروی عراق
از زمستان ۱۳۵۹ شوروی حمایت تسلیحاتی خود از عراق را متوقف کرد. عراق نیز ناچار شد در مصرف تسلیحات خود محافظه‌کاری بیشتری نشان داده و عملیات نظامی خود را کندتر کند. از طرفی ایران نیز درگیر مشکلات داخلی شده بود. اختلافات میان سپاه پاسداران و ارتش از یک سو و اختلاف میان ابوالحسن بنی‌صدر و اکثریت مجلس شورای اسلامی از سوی دیگر موجب شده بود تا انسجام تصمیم‌گیری در زمینه جنگ وجود نداشته باشد. ضمن اینکه ایران نیز همچون عراق درگیر مسئله تأمین تجهیزات نظامی مورد نیاز خود بود.
طراحان عملیات عراقی در محاسبات خود توان نیروی هوایی ایران را ناچیز تصور کرده و گمان می‌کردند که با رفتن مستشاران خارجی نیروی هوایی ایران توانایی عملیاتی خود را از دست داده است. آن‌ها همچنین امیدوار بودند که با حمله هوایی نخست خود به پایگاه‌های هوایی مهم ایران نیروی هوایی این کشور را زمین‌گیر کنند. اما عملیات نخستین نیروی هوایی عراق پیروزی چشمگیری به‌دنبال نداشت. نیروی هوایی ایران تنها پس از ۲۴ ساعت به تمام خاک عراق حمله‌ور شد و در نابودسازی خودروهای نظامی، ادوات توپخانه‌ای و تدارکات ارتش عراق موفق بود و توانست آسیب‌های جدی به نیروی زمینی عراق وارد کند. نیروی هوایی ایران تنها پس از سه هفته با نابود کردن بسیاری از تدارکات ارتش عراق و اکثر پایگاه‌های نظامی آن در نزدیکی جبهه پیش‌روی نیروهای عراقی را متوقف کرد. نیروی هوایی و پدافند عراق در شرایطی نبودند که قادر به مقابله با اف-۱۴های نیروی هوایی ایران باشد و حتی در مواجهه با جنگنده‌های اف-۴ و اف-۵ و هلیکوپترهای کبرا نیز مشکلات جدی داشتند.
در همین زمان نیروی هوایی عراق ناگزیر شد تعداد زیادی از هواپیماهای خود را به فرودگاه «الولید» در غرب این کشور (۵۰ کیلومتری مرز اردن) منتقل کند تا از دسترس هواپیماهای ایران خارج شوند. با این حال خلبانان ایرانی توانستند با سوخت‌گیری در هوا خود را به پایگاه «الولید» برسانند و در آنجا ۴۶ هواپیمای عراقی (۱۵ تا ۲۰ درصد از کل نیروی هوایی عراق در آن زمان) را روی زمین منهدم کنند. این حمله به عملیات اچ-۳ معروف شد.
ایرانی‌ها در نبردهای هوایی ۱۸۰ روز اول جنگ پیروزی‌های چشمگیری داشتند اما فرماندهی نیروی هوایی ایران پس از آن دستور به عملیات تدافعی داد تا از وارد آمدن خسارات بیشتر به نیروی هوایی ایران جلوگیری کند. جنگنده‌های ایرانی دستور داشتند که به جای تعقیب و انهدام هواپیماهای عراقی فقط جلوی آن‌ها را بگیرند. در طرف مقابل نیروی هوایی ارتش عراق توانست پس از دو سال خود را بازسازی کند.
واحدهای زرهی و مکانیزه ارتش عراق دستور داشتند تا به جای درگیر شدن در جنگ شهری در فاصله بین شهرها پیشروی کرده و ارتباط آن‌ها را قطع کنند اما تلاش آن‌ها بی‌ثمر ماند چراکه برای محاصره شهرهای خوزستان به تدارکات نیاز داشتند و مسیرهای انتقال تدارکات آن‌ها در معرض حملات مداوم و سنگین نیروی هوایی ایران بود. در نتیجه آن‌ها توانستند تنها یک شهر مهم یعنی خرمشهر را در نزدیکی مرز عراق به تصرف خود درآوردند. عراقی‌ها برای تصرف خرمشهر به جنگ شهری خانه به خانه روی آوردند که نیروی هوایی نمی‌توانست در آن چندان مؤثر باشد. در هنگام بازپس‌گیری خرمشهر توسط نیروهای ایرانی ذخایر نظامی استراتژیک عراق به قدری کاهش یافته بود که آن‌ها تا چندین سال نتوانستند دست به هیچ عملیات هجومی گسترده بزنند.

#### عملیات یورش موج انسانی نیروهای ایرانی
رجوع کنید به: فهرست عملیات‌های زمینی گسترده ایران در جنگ ایران و عراق
نیروهای ایرانی به دلیل کمبود تجهیزات نظامی و داشتن نیروهای داوطلبی که حاضر به از خود گذشتگی بودند، به طرح و اجرای یورش موج انسانی اقدام کردند. تقریباً همه عملیات‌های تهاجمی ایرانی، چنین آغاز می‌شد که ابتدا نیروهای کمتر آموزش‌دیده بسیج، بی‌محابا از نقطه‌ای که گمان می‌رفت بتوان به داخل خطوط عراق نفوذ کرد، هجوم می‌بردند (در برخی موارد آن‌ها از بدن خود برای پاک کردن میدان‌های مین استفاده کردند)؛ پس از آن، نیروهای مجرب تر سپاه به سمت همین خطوط تضعیف شده حمله می‌کردند و در نهایت، نیروهای ارتش با استفاده از تجهیزات مکانیزه، عملیات را تکمیل می‌کردند. یورش موج انسانی، پیچیدگی‌های خاص خود را داشت. از جمله استفاده از عنصر غافلگیری در عملیات ایران که باعث تفاوت عمدهٔ آن با عملیات یورش موج انسانی در جنگ جهانی اول می‌شد.

### آغاز پیروزی‌های ایران
در ابتدای تابستان ۱۳۶۰ با عزل ابوالحسن بنی‌صدر اختلافات سیاسی در پایتخت ایران، تهران، فروکش کرد و در زمینه جنگ در تهران تمرکز تصمیم‌گیری به وجود آمد. از طرفی اختلافات میان ارتش و سپاه نیز تا حدودی کنار گذاشته شد و این دو نیرو آماده همکاری و انجام عملیات مشترک شدند. هم‌زمان فرماندهی کل عملیات نظامی در جبهه‌ها به ولی‌الله فلاحی از امیران باتجربه ارتش سپرده شد. در کنار این مسئله کسب تجربه توسط فرماندهان جوان سپاه، موجب بهبود توان تاکتیکی، برنامه‌ریزی صحیح و اطلاعات و امنیت بهتر عملیات شد. پیروزی‌های ایران از این دوره آغاز شد.
در شهریور ۱۳۶۰ خبرنگاران غربی که برای نخستین‌بار از سوی ایران اجازه یافته بودند از جبهه‌های جنگ بازدید کنند، در گزارش‌های خود از شور و امید به زندگی در نیروهای ایرانی خبر دادند.
در مهر ماه طی یک عملیات سه روزه که از ۵ مهر با نام ثامن‌الائمه آغاز گردید ایران موفق شد شهر آبادان را پس از حدود یک سال از محاصره خارج کند. این پیروزی آن‌چنان غیرمنتظره بود که برخی گمان می‌کردند نظامیان عراقی در این جبهه علیه صدام کودتا کرده‌اند. هم‌زمان نیروی هوایی ایران تأسیسات نفتی کرکوک در شمال عراق و دو مرکز نفتی در کویت را که واسطه مبادله نفت خام عراق با محصولات سوختی بودند بمباران کرد.
در آذر ماه طی عملیات طریق‌القدس شهر بستان نیز آزاد شد.
در دوم فروردین ۱۳۶۱ ایران طی عملیات فتح‌المبین موفق شد مناطق استراتژیکی را از تصرف عراق خارج کند و دست‌کم ۱۵۰۰۰ عراقی را به اسارت بگیرد. پس از این عملیات ابتکار استراتژیک در جبهه‌ها به دست نیروهای ایرانی افتاده بود.

### آزادسازی خرمشهر
در ۳ خرداد ۱۳۶۱ ایران با عملیات بیت‌المقدس خرمشهر را آزاد کرد.
تحلیلگران سیا پیش‌بینی می‌کردند که احتمال مداخله سایر اعراب در جنگ و منطقه‌ای شدن آن نیز وجود دارد. تا اوایل تیرماه ۱۳۶۱، رونالد ریگان به این نتیجه رسید که ایالات متحده نمی‌تواند اجازه دهد که عراق بازنده این جنگ باشد و باید به هر قیمتی جلوی شکست کامل عراق را بگیرد. جفری کمپ، رئیس بخش خاورمیانه شورای ملی امنیت آمریکا در دولت ریگان، سال‌ها پس از پایان جنگ ایران و عراق و زمانی که آمریکا در دهه ۹۰ میلادی رو در روی صدام ایستاده بود در اینباره گفت:
این‌گونه نبود که ما می‌خواستیم عراق «برنده» جنگ باشد. خیر. ما فقط مایل نبودیم عراق «بازنده» جنگ باشد. ما را واقعاً ساده فرض نکنید. ما می‌دانستیم که او (صدام حسین) یک «حرامزاده» است؛ ولی او، «حرامزاده» خودمان بود.

#### وضعیت ارتش عراق پس از آزادی خرمشهر
از ابتدای جنگ تا آزادی خرمشهر بیش از ۲۰ هزار سرباز عراقی کشته و بیش از ۳۰ هزار اسیر شدند. دو لشکر از چهار لشکر زرهی فعال و حداقل سه لشکر مکانیزه به قدرت کمتر از یک تیپ سقوط کردند. و ایرانی‌ها بیش از ۴۵۰ دستگاه تانک و نفربر زرهی را به اسارت گرفته بودند. نیروی هوایی عراق با از دست دادن ۵۵ هواپیما از زمستان ۱۳۶۰ تنها ۱۰۰ جنگنده داشت. خلبان فراری که میگ ۲۱ خود را در ژوئن ۱۹۸۲ -خرداد ۱۳۶۱ به سوریه رساند، فاش کرد که نیروی هوایی عراق تنها سه اسکادران عملیاتی دارد. نیروی هوانیروز عراق حدود ۷۰ هلیکوپتر داشت. با وجود این، نیروی زمینی هنوز ۳۰۰۰ تانک در اختیار داشت در حالی که ایران ۱۰۰۰ تانک داشت.
در این زمان، صدام معتقد شد که ارتش او بیش از حد تضعیف شده و نمی‌تواند بخش‌های عمده از خاک ایران را حفظ کند، پس نیروهای خود را بیرون کشید و در امتداد مرز با آرایش دفاعی مستقر کرد. و فقط به تصرف مناطق مورد مناقشه اولیه یعنی شط العرب و میمک ادامه داد. صدام در پاسخ به شکست در خرمشهر، دستور اعدام ژنرال‌ها جواد شیتنه و صلاح القاضی و سرهنگ‌ها ماسا و الجلیل را صادر کرد. ده‌ها افسر بلندپایه دیگر نیز اعدام شدند.

#### پیشنهاد آتش‌بس توسط صدام
در ۲۰ ژوئن ۱۹۸۲–۳۰ خرداد ۱۳۶۱، صدام پیشنهاد آتش‌بس فوری و خروج از خاک ایران ظرف دو هفته را داد. در جلسه کابینه در بغداد، ریاض ابراهیم وزیر بهداشت پیشنهاد کرد که صدام می‌تواند به‌طور موقت کناره‌گیری کند تا قبول آتش‌بس توسط ایران را راحت کند و سپس به قدرت برگردد. صدام پرسید آیا کسی دیگر با این ایده موافق است؟ اعضای کابینه با اینکه با ایده وزیر بهداشت موافق بودند جرئت نکردند دستشان را بلند کنند و صدام بلند شد، ریاض حسین را تا اتاق کناری اسکورت کرد، در را بست و با تپانچه خود به او شلیک کرد و او را کشت.

#### عکس العمل ایران به پیشنهاد صدام
خمینی در پاسخ گفت: تا زمانی که دولت جدید در عراق روی کار نیاید و غرامت پرداخت نشود، جنگ پایان نخواهد یافت. او گفت ایران به عراق حمله خواهد کرد و تا زمانی که رژیم بعث با جمهوری اسلامی جایگزین نشود متوقف نخواهد شد. ایران از مجلس اعلای انقلاب اسلامی عراق، به رهبری محمدباقر حکیم، که دولت در تبعید محسوب می‌شد حمایت کرد و آنها اسرا، مخالفان، تبعیدیان را برای پیوستن به تیپ بدر، شاخه نظامی مجلس اعلا، به خدمت گرفتند.
تصمیم حمله به عراق پس از بحث‌های فراوان در داخل حکومت ایران گرفته شد. یک جناح متشکل از نخست‌وزیر میرحسین موسوی، وزیر امور خارجه علی اکبر ولایتی، رئیس‌جمهور علی خامنه ای، رئیس ستاد کل ارتش، سرلشکر علی صیاد شیرازی و سرلشکر قاسمعلی ظهیرنژاد، خواهان پذیرش آتش‌بس بودند و استدلال می‌کردند که بیشتر خاک ایران آزاد شده است. شیرازی و ظهیرنژاد با تهاجم به عراق به دلایل لجستیکی مخالف بودند و اعلام کردند در صورتی که «افراد فاقد صلاحیت به مداخله در جریان جنگ ادامه دهند» استعفا خواهند داد. در جناح تندرو روحانیون شورای عالی دفاع به رهبری اکبر هاشمی رفسنجانی، رئیس مجلس قرار داشتند و طرفدار ورود به خاک عراق بودند. ایران همچنین امیدوار بود که شورش شیعیان و کردهای عراق علیه حکومت صدام منجر به سقوط او شود. در عمل فقط کردها اینکار را کردند.

#### ورود به خاک عراق با عملیات رمضان

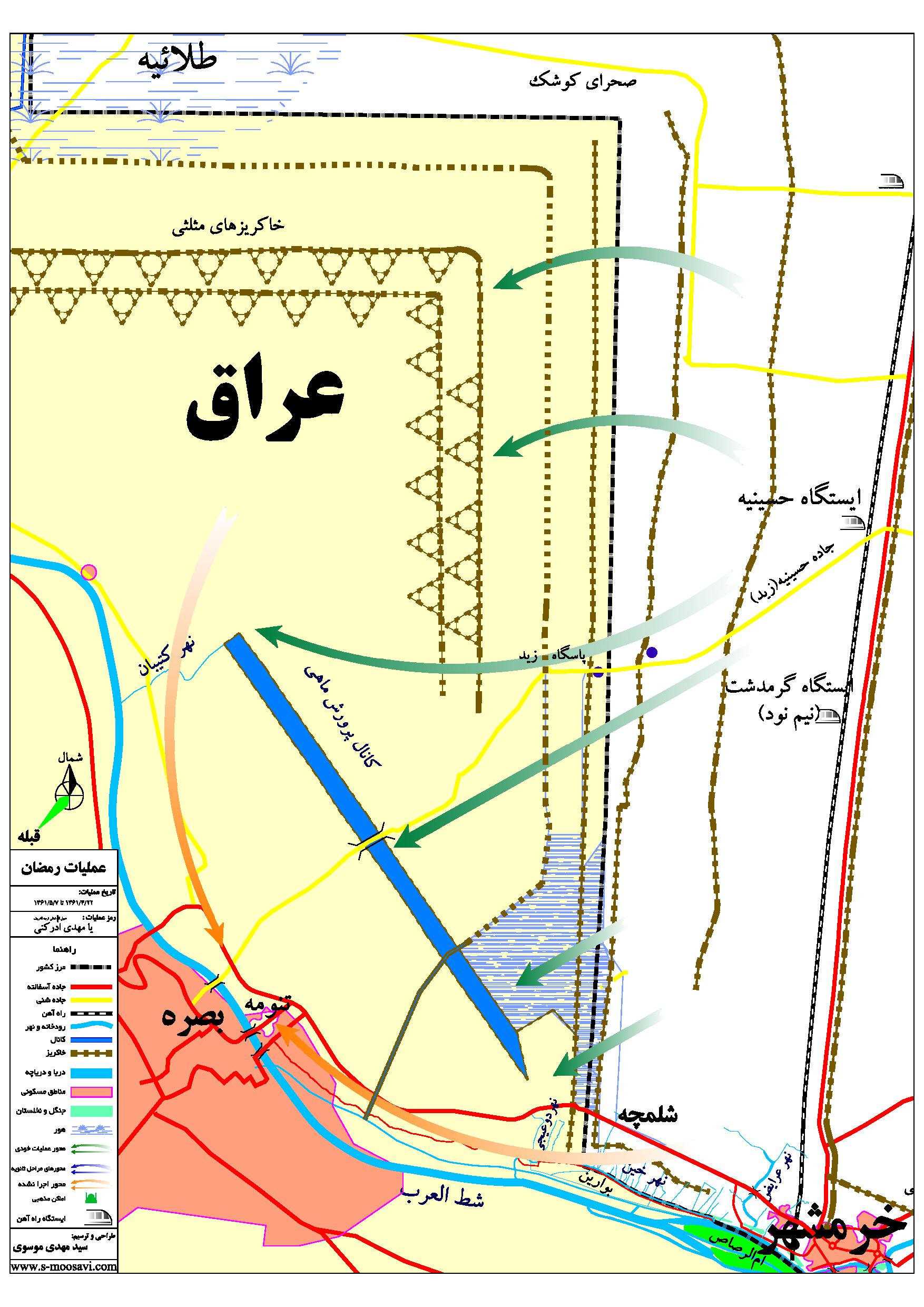
نخستین ورود ایران به خاک عراق توسط عملیات رمضان

۴۵ روز بعد از آزادی خرمشهر در عملیات رمضان به تاریخ ۲۲ تیرماه ۱۳۶۱ نیروهای ایرانی با هدف تسخیر بصره برای اولین بار به خاک عراق وارد شدند. این عملیات بزرگ‌ترین عملیات نظامی پس از جنگ دوم جهانی بود. ایران در آن از حمله موجهای انسانی استفاده کرد. پس از ۱۷ روز ۲۰ هزار نفر ایرانی و ۸ هزار نفر عراقی از بین رفتند و عملیات شکست خورد.

#### واکنش کشورهای دیگر

##### کشورهای منطقه
با اینکه کشورهای منطقه با عراق مشکل داشتند ولی تهدید بنیادگرایی پارسی ترسناک تر بود. به ویژه پس از اینکه آیت‌الله خمینی حکومت‌های سلطنتی منطقه را نامشروع و غیراسلامی اعلام کرد، ترس از پیروزی ایران داشتند. گفته می‌شود که عربستان سعودی از اواسط سال ۱۹۸۲ ماهانه ۱ میلیارد دلار به عراق کمک می‌کرد.

##### کشورهای غربی
عراق شروع به دریافت حمایت از ایالات متحده و کشورهای اروپای غربی نیز کرد. صدام از حمایت دیپلماتیک، پولی و نظامی توسط ایالات متحده برخوردار شد، از جمله وام‌های هنگفت، نفوذ سیاسی و اطلاعاتی در مورد استقرار ایران که توسط ماهواره‌های جاسوسی آمریکا جمع‌آوری شده بود. عراقی‌ها برای شناسایی تحرکات نیروهای ایرانی به شدت به تصاویر ماهواره ای و آواکس‌های آمریکایی متکی بودند که به عراق اجازه می‌داد تا قبلاً از هر عملیات ایران مطلع گردد.
با موفقیت بیشتر ایران در نبرد، ایالات متحده حمایت خود از دولت عراق را با تأمین اطلاعات، کمک‌های اقتصادی، وسایل نقلیه و تجهیزات با کاربرد دوگانه، و نیز عادی سازی روابط (که از زمان جنگ شش روزه ۱۹۶۷ تعطیل شده بود) افزایش داد. ریگان تصمیم گرفت که ایالات متحده نمی‌تواند اجازه دهد عراق در جنگ به ایران ببازد و هر کاری لازم باشد برای جلوگیری از شکست عراق انجام خواهد داد. در مارس ۱۹۸۲-اسفند ۱۳۶۱، ریگان یادداشت مطالعه امنیت ملی (NSSM) 4-82 را امضا کرد - «بازبینی سیاست ایالات متحده در قبال خاورمیانه» - و در ژوئن -خرداد دستورالعمل تصمیم‌گیری امنیت ملی (NSDD) را امضا کرد که توسط هاوارد تیشر، مسئول شورای امنیت ملی تهیه شده بود. ریگان عراق را از فهرست کشورهای «حامی تروریسم» حذف کرد و از طریق اردن سلاح‌هایی مانند هویتزر به عراق فروخت. فرانسه میلیون‌ها دلار سلاح از جمله هلیکوپتر گزل، میراژ اف-۱ و موشک اگزوست به عراق فروخت. ایالات متحده و آلمان غربی به عراق آفت کش‌ها و سموم دو منظوره فروختند که برای ساخت سلاح‌های شیمیایی استفاده می‌شد.
همچنین آمریکا در سالهای ۱۳۶۵–۱۳۶۶ در جریان ماجرای ایران گیت یا ماجرای ایران–کنترا اقدام به ارسال تجهیزاتی مانند موشک‌های ضدهوایی تاو، توپ‌های فوق پیشرفته و سنگین و دوربرد ۱۵۵ میلی‌متری بسیار دقیق و لوله بلند با شعله‌پوش معروف به توپ‌های اتریشی، موشک ضدهوایی هاوک، قطعات هواپیماهای فانتوم اف-چهار، موشک ضدتانک تاو، قطعات و تسلیحات اف-۵ تایگر و اف-۱۴ تامکت کرد.

### توقف ایران
عراق در آغاز جنگ، ۱۳۶۰۰ کیلومتر مربع از خاک ایران را اشغال کرده بود. با انجام چهار عملیات موفقیت‌آمیز ایران با نام‌های عملیات ثامن‌الائمه، عملیات طریق‌القدس، عملیات فتح‌المبین و عملیات بیت‌المقدس، ۸۶۰۰ کیلومتر از این اراضی به شکل نظامی آزاد شد. از ۵۰۰۰ کیلومتر مربع باقی‌مانده، عراق به صورت داوطلبانه از ۲۵۰۰ کیلومتر مربع دیگر (پس از آزادی خرمشهر) عقب‌نشینی نمود؛ ولی ۲۵۰۰ کیلومتر مربع دیگر از خاک ایران (شامل شهرهای مهران و نفت شهر) تا پایان جنگ در تصرف ارتش عراق باقی‌ماند.
اگرچه پس از آزادی خرمشهر ایران دو عملیات موفق دیگر نیز (ازجمله در منطقه سومار) انجام داد، ولی شکست نیروهای نظامی ایران در مقابل ارتش عراق در عملیات رمضان (۲۲ تیر تا ۷ مرداد ۱۳۶۱) و در منطقه بصره موجب شد ایران برتری تبلیغاتی و روحی خود را از دست بدهد. گفته می‌شود که عملیات رمضان بزرگ‌ترین نبرد زمینی جهان پس از جنگ جهانی دوم بوده است. در این نبرد سه موج جداگانه از سپاهیان داوطلب در زمینی مسطح به سوی بصره حرکت کردند. عراق به سادگی از توپخانه برای قتل‌عام ۳۰۰۰۰ سرباز ایرانی استفاده کرد. عملیاتی که در واقع هیچ دستاوردی برای ایران نداشت. ژنرال ماهر عبدالرشید در اینباره گفت:
برای نابود کردن هر حشره مزاحمی، حشره‌کش مناسب وجود دارد که بدون توجه به تعداد حشره‌ها، آنان را دفع می‌کند؛ و مهاجمان (ایرانی) بدانند که عراق حشره کش مناسب برای دفع آنان را دارد.
ایران در تلاش برای تصرف بصره دو عملیات والفجر مقدماتی (بهمن ۱۳۶۱) و عملیات والفجر ۱ (فروردین ۱۳۶۲) را نیز انجام داد ولی همچنان ناکام ماند.

#### نبرد نیزارها
در بهمن و اسفند ماه ۱۳۶۲ ایرانی‌ها تلاش کردند در عملیات خیبر با استفاده از اصل غافلگیری با عبور از نیزارهای هورالعظیم به سمت بزرگراه بصره بغداد پیش‌روی نمایند و تعادل جبهه‌ها را به نفع خود تغییر دهند. ایرانی‌ها با استفاده از عملیات آبی خاکی و همچنین با استفاده از بالگرد اقدام به اشغال و عبور از نیزارهای هورالعظیم نمودند. با این حال کمبود پشتیبانی هوایی ایران و دفاع ایستا عراقی‌ها، استفاده آن‌ها از جریان برق در آب هور و نیز بکار بردن سلاح‌های شیمیایی توسط ارتش عراق باعث تلفات فراوان ایرانی‌ها و توقف پیشروی آن‌ها در خشکی شد. ارتش عراق توانست ایرانی‌ها را به داخل نیزارها پس براند. در این نبرد ۴۹ بالگرد از ۵۰ بالگرد ارتش ایران شکار جنگنده‌های عراقی شده و سرنگون شدند. تلفات انسانی مجموع عملیات‌های نبرد نیزارها برای ایران بیش از چهل هزار نفر در برابر چهار هزار نفر تلفات عراقی‌ها بود. در انتهای این نبرد ایران با تحمل تلفات فراوان تنها توانست جزیره مجنون را برای یک سال در اشغال خود نگه دارد.

#### عملیات بدر
با عدم موفقیت ایران در نبرد نیزارها برای تسخیر بزرگراه بغداد-بصره آن‌ها عملیات دیگری را با هدف تسخیر همین بزرگراه به نام عملیات بدر با برنامه‌ریزی منسجم‌تر و بیشتر در اواخر اسفند ماه ۱۳۶۳ به انجام داد. در مراحل اولیه نیروهای ایران با شکستن خطوط دفاعی عراقی در شمال شهر قرنه از رود دجله عبور کردند و در ساحل شرقی این رود بخشی از بزرگراه را به اشغال خود درآوردند. پاتک شدید عراق با انجام عملیات گازانبری، استفاده مؤثر از توپخانه متحرک، نیروی هوایی و سلاح‌های شیمیایی مواضع نیروهای ایرانی را درهم شکست و وادار به عقب‌نشینی به داخل نیزارها شدند. در این عملیات بیش از ۲۵ هزار نفر کشته از دوطرف برجای ماند. عراق در پاسخ، سری دیگری از جنگ شهرها را آغاز نمود و ۲۲ مرکز پرجمعیت شهری ایران از جمله شهرهای تهران، تبریز، اصفهان و شیراز را مورد حمله هوایی و موشکی قرار داد. در مقابل ایران نیز ضمن گلوله‌باران توپخانه‌ای شهرهای مرزی عراق، دست به حملات موشکی و هوایی به شهرهایی همچون بصره، العماره، تکریت، موصل، کرکوک و بغداد زد. حملات توپخانه‌ای و موشکی ایران تا پایان روز ۲۵ خرداد ۶۴ ادامه یافت. تقابل ایران در جنگ شهرها باعث توقف حملات موشکی و هوایی عراق شد، در پایان روز قدس، رادیو آمریکا اعلام کرد که عراق از صبح فردا به مدت دو هفته مهلت داده است که ایران صلح را به جای جنگ انتخاب کند. چندی بعد خبرگزاری آلمان غربی گزارش داد: «شواهد محکمی در دست است که نشان می‌دهد عراقی‌ها در پایان مهلت دو هفته‌ای خود حملات خود به هدف‌های غیرنظامی ایران را از سر نخواهد گرفت.» سرانجام مهلت پانزده روزه به پایان رسید و در ۹ تیرماه ۶۴ سخنگوی نظامی عراق در بیانیه‌ای اعلام کرد: مهلتی که صدام حسین اعلام کرده بود اکنون به پایان رسیده و با توجه به موضع رژیم حاکم بر ایران، اعلام می‌کنیم که بمباران‌ها تا تحقق صلح عادلانه از سرگرفته خواهد شد. اما در عمل، عملیات هواییِ روز بعد عراق، به بمباران شهرک زیوه درنزدیکی مرز ترکیه و تأسیسات مخابراتی صدا و سیمای جمهوری اسلامی ایران در نواکوه کرند منحصر شد، در گیلانغرب نیز جنگنده‌های عراقی دیوار صوتی را بر فراز شهر شکستند. بعد از آن حمله دیگری صورت نگرفت و بدین ترتیب مقطع دوم جنگ شهرها پایان یافت. پس از ناکامی ایران در به‌دست آوردن اهداف عملیات بدر، طارق عزیز وزیر خارجه عراق درخواست صلحی با پیش‌زمینه عقب‌نشینی نیروهای طرفین به مرزهای بین‌المللی به سازمان ملل ارائه داد. در اول فروردین ماه ۱۳۶۴ رهبر ایران، در اعلان تلویزیونی ضمن رد درخواست صلح عراق بیان نمود که تا زمان به رسمیت شناختن حق ایران برای تنبیه متجاوز، ایران به تهاجم خود ادامه خواهد داد.

### جنگ در خلیج فارس

#### حمله به پایانه‌های نفتی
عراق حمله به میدان‌های نفتی از جمله میدانهای خلیج فارس را در پیش گرفت تا به زعم خود، شاهرگ اقتصادی ایران را قطع کند. در ۳ بهمن ۱۳۶۱ چاه شماره ۴ میدان نوروز و ۷ بهمن، چاه شماره ۳ هدف موشک قرار گرفت. میدان نفتی ابوذز- میدان نفتی دورود- میدان نفتی رشادت- میدان نفتی رسالت-میدان نفتی سلمان-میدان نفتی بهرگانسر-میدان نفتی هندیجان و سکوی بهره‌برداری نصر از جمله تأسیسات نفتی بودند که مورد حمله قرار گرفتند.

#### جنگ نفتکش‌ها
در سال چهارم (۱۳۶۳/۱۹۸۴) نیروهای زمینی دو طرف به تعادل رسیده بودند. طی دو سال کشورهای کویت، ایالات متحده، اردن و آفریقای جنوبی در یک همکاری تنگاتنگ، نفت خام هدیه شده از سوی کویت را در نفت‌کش‌های با پرچم آمریکا بارگیری کرده و به آفریقای جنوبی منتقل می‌کردند. آفریقای جنوبی در عوض سوخت مورد نیاز عراق را به بندری در اردن تحویل می‌داد. هم‌زمان جزیره خارک به عنوان پایانه اصلی صدور نفت ایران توسط هواپیماهای پیشرفته‌ای که فرانسه به عراق تحویل داده بود، مسدود شد. به این ترتیب ایران وارد جنگ نفت‌کش‌ها شد.
جنگ نفتکشها در (اول مارس ۱۹۸۴–۱۱ اسفند ۱۳۶۲) با حمله عراق به کشتی چارمینگ (با پرچم انگلستان) شروع شد. عراق در طول سال ۱۳۶۳ به ۳۳ نفتکش حمله کرد. ایران نیز با حمله به ۱۷ نفتکش واکنش نشان داد. واکنش هاشمی رفسنجانی به این مسئله این بود که تهدید کرد اگر جلوی صادرات نفت ایران از خلیج فارس گرفته شود، آنگاه هیچ کشوری نخواهد توانست از نفت خلیج فارس استفاده کند. دو هفته بعد، شورای امنیت به این تهدید ایران واکنش نشان داد و با صدور قطعنامه ۵۵۲ طرفین را از حمله به کشتی‌های غیرنظامی بازداشت.
جنگ نفت‌کش‌ها کشورهای دیگر را نیز رو در روی ایران قرار داد. در ۱۵ خرداد ۱۳۶۳ عربستان سعودی با کمک لجستیکی آمریکا در جهت فشار بر ایران برای پایان دادن به عملیات در خلیج فارس، یک فروند جنگنده مک‌دانل داگلاس اف-۴ فانتوم ۲ ایران را به خلبانی همایون حکمتی و کمک‌خلبانی سیروس کریمی در خلیج فارس توسط یک فروند جنگنده مک‌دانل داگلاس اف-۱۵ ایگل منهدم ساخت.

### ورود ایران به خاک عراق

#### تصمیم‌گیری برای ورود به خاک عراق
رفسنجانی در روزنامه خاطرات خود در ۲۰ خرداد ۱۳۶۱ می‌نویسد: امام با ورود به خاک عراق موافق نیستند … فرماندهان نظامی در حضور ما با امام بحث کردند و ثابت کردند که ادامه جنگ با منع ورود به خاک عراق سازگار نیست ناخدا حمید احمدی می‌گوید (حدود دو هفته پس از آزادی خرمشهر) باتفاق ناخدا بهرام افضلی و سرهنگ هدایت الله حاتمی، به منزل رفسنجانی می‌روند و گزارشی ارایه می‌دهند مبنی بر اینکه اگر وارد خاک عراق بشویم نتیجه طولانی شدن جنگ و عدم پیروزی است. انگیزه ای که نظامیان ایران تا کنون در موضع دفاعی داشته‌اند برعکس می‌شود و عراقی‌ها انگیزه شان بیشتر می‌شود. وی می‌گوید آنها سیاست دیگری داشتند، یعنی سیاست ادامه جنگ برای صدور انقلاب اسلامی. وی معتقد است شخصیت کلیدی در راضی کردن روح‌الله خمینی برای ادامه جنگ خود هاشمی رفسنجانی بوده است.
حسینعلی منتظری می‌نویسد: بعد از آزادی خرمشهر نیروها به خصوص ارتش انگیزه کمتری برای ادامه جنگ داشتند چون می‌گفتند "ما تا حالا جنگ کردیم که دشمن را از کشورمان بیرون کنیم ولی حالا اگر بخواهیم در خاک عراق برویم این کشورگشایی است. روی همین اصل هم من همان وقت پیغام دادم که هر کاری می‌خواهید بکنید حالا وقتش است و حمله کردن به عراق درست نیست.
احمد خمینی در مصاحبه ای در سال ۱۳۷۰ گفت: «امام معتقد بودند بهتر است جنگ تمام شود اما مسئولان جنگ گفتند ما باید تا کنار شط العرب برویم تا بتوانیم غرامت خودمان را از عراق بگیریم. امام اصلاً با این کار موافق نبودند و می‌گفتند اگر بناست شما جنگ را ادامه بدهید بدانید اگر این جنگ با وضعی که شما دارید ادامه یابد و شما موفق نشوید، دیگر این جنگ تمام شدنی نیست. ما باید این جنگ را تا نقطه ای خاص ادامه بدهیم و الان که قضیه فتح خرمشهر پیش آمده، بهترین موقع برای پایان جنگ است.»
عبدالحسین مفید معاون اطلاعاتی قرارگاه خاتم الانبیا در زمان جنگ، در گفتگوی سال ۱۳۸۸ با جعفرشیرعلی نیا، مورخ، توضیح می‌دهد که این تصمیم در دو جلسه شورای عالی دفاع در حضور روح‌الله خمینی گرفته شد یکی ۳ روز و دیگری ۱۷ روز بعد از تصرف خرمشهر و فرماندهان نظامی با جمع زدن آمار تلفات و خسارت‌های عراق در عملیات‌ها به نتیجه رسیده بودند که بیش از ۵۰ درصد توان ارتش عراق از بین رفته و یک حمله دیگر می‌تواند ضربه آخر به حکومت نیمه جان صدام باشد.
رفسنجانی در گفتگو با جعفر شیرعلی نیا نویسنده کتاب «روایتی از زندگی و زمانه اکبر هاشمی رفسنجانی» می‌گوید در آن دو جلسه بیشتر نظامی‌ها صحبت کردند و مشخصا، قاسمعلی ظهیرنژاد رئیس وقت ستاد مشترک ارتش و محسن رضایی فرمانده وقت سپاه استدلال‌های خود را در مورد ورود به خاک عراق توضیح دادند. استدلال‌هایی که اکبر هاشمی رفسنجانی و دیگر مسئولان سیاسی نیز با آنها موافق بودند و نهایتاً روح‌الله خمینی را نیز متقاعد کردند.

#### رؤیای اشغال بصره و سقوط عراق
ایران برای اشغال بصره چندین عملیات (عملیات رمضان-عملیات محرم-عملیات والفجر مقدماتی-عملیات خیبر-عملیات کربلای ۴ -عملیات کربلای۵ - عملیات والفجر ۸) انجام داد که در آنها از یورش موج انسانی استفاده می‌کرد و تلفات بسیاری داشتند ولی در نهایت موفقیتی حاصل نشد. استفاده از یورش موج انسانی در برابر ارتش منظم عراق باعث می‌شد تلفات ایران در هر عملیات دو تا سه برابر تلفات عراق باشد.
| عملیات                | از تاریخ     | تا تاریخ      | تلفات ایران | تلفات عراق |
| --------------------- | ------------ | ------------- | ----------- | ---------- |
| عملیات رمضان          | ۲۲ تیر ۱۳۶۱  | ۷ مرداد ۱۳۶۱  | ۲۰۰۰۰       | ۷۵۰۰       |
| عملیات محرم           | ۱۰ آبان ۱۳۶۱ | ۲۰ آبان ۱۳۶۱  | ۱۲۰۰۰       | ۶۰۰۰       |
| عملیات والفجر مقدماتی | ۱۷ بهمن ۱۳۶۱ | ۲۱ بهمن ۱۳۶۱  | ۲۱۰۰۰       | ۶۰۰۰       |
| عملیات خیبر           | ۳ اسفند ۶۲   | ۲۲ اسفند ۶۲   | ۳۰۰۰۰       | ۱۵۰۰۰      |
| عملیات والفجر ۸       | ۲۰ بهمن ۶۴   | ۲۹ فروردین ۶۵ | ۳۰۰۰۰       | ۸۰۰۰       |
| عملیات کربلای ۴       | ۳ دی ۶۵      | ۵ دی ۶۵       | ۲۰۰۰        | ۱۰۰۰۰      |
| عملیات کربلای۵        | ۱۹ دی ۶۵     | ۶ فروردین ۶۶  | ۶۰۰۰۰       | ۲۰۰۰۰      |
| مجموع                 |              |               | ۱۷۵۰۰۰      | ۷۲۵۰۰      |

#### ورود عملی به خاک عراق
ایران سرانجام در زمستان ۱۳۶۴ در عملیات والفجر ۸ موفق شد به بخشی از اهداف عملیات رمضان برسد و ارتباط عراق را با خلیج فارس از طریق شبه جزیره فاو قطع کند. نیروهای ایران ابتدا با عملیاتی ایذایی رو به سمت شمال بصره یورش بردند درحالی‌که هدف اصلی آن‌ها پیاده کردن نیرو در جنوب بصره در شبه‌جزیره فاو بود. نیروهای ایران در ۶ اسفند موفق به تسخیر کامل شبه جزیره فاو شدند. با این حال نیروهای نظامی ایران از تصرف بندر مهم نفتی-نظامی ام‌القصر بازماندند. این پیروزی در شرایطی به دست آمد که عراق از سلاح‌های شیمیایی برای ضدحمله استفاده کرد. عراق مجبور شد تا یک خط لوله انتقال نفت به عربستان بسازد تا نیازی به عبور نفت‌کش‌هایش از خلیج فارس نباشد تا در تیررس نیروهای ایران قرار نگیرند. این عملیات بسیاری از نیروهای ایران را تلف کرد و فرماندهی جنگ ایران تنها هدف خود را تصرف بصره تعیین کرد.
در زمستان ۱۳۶۵ نیروهای ایران دو عملیات پیاپی کربلای ۴ و کربلای ۵ را با هدف تصرف بصره اجرا کردند. آن‌ها توانستند تا ۱۲ کیلومتری بصره پیشروی کنند، اما عراقی‌ها با وجود حجم آتش سنگین ایران از سقوط بصره جلوگیری کردند. تلفات گسترده ایران در این عملیات (۶۵٬۰۰۰ نفر کشته) باعث شد تا نیروهای نظامی ایران نتوانند تا انتهای جنگ به‌طور مؤثر تجدید قوا نمایند. فرماندهی ارشد نظامی ایران امید خود را به پیروزی از دست داد و با اتفاقات بعدی شرایط برای قبول آتش‌بس مهیا شد. پس از عملیات کربلای ۵، احتمال سقوط بصره و تغییر موازنه نظامی به نفع ایران افزایش یافت. در این هنگام خاویر پرز دکوئیار اعلام کرد که اعضای شورای امنیت برای پایان دادن به جنگ مصمم هستند و مذاکرات برای تهیه پیش‌نویس قطعنامه ۵۹۸ آغاز شد. پس از آن که در بهار ۱۳۶۶ ایران موفقیت‌های دیگری در جبهه شمال و در منطقه سلیمانیه به دست آورد سرانجام قطعنامه ۵۹۸ شورای امنیت در ۲۹ تیر ۱۳۶۶ به تصویب رسید.

### نقش ایالات متحده

#### ورود ایالات متحده به خلیج فارس و تأسیس نیروی واکنش سریع
هاشمی در خاطرات روز ۵ مرداد ۱۳۶۲ می‌نویسد:
رسانه‌های غربی هیاهوی زیادی در مورد اظهارات من و آقای ولایتی در مورد ناامن کردن خلیج فارس در صورت زده شدن جزیره خارک کرده‌اند.
در پی این تهدیدات برخی از کشورهای خلیج فارس از آمریکا تقاضا کردند که حضور نظامی داشته باشد… بنوشته واشینگتن پست پنتاگون طرحی ارائه داد برای ایجاد ۵ لشکر واحدهای آموزش دیده برای عملیات در کوه‌های زاگرس که نیروی واکنش سریع نام گرفتند.

#### حمایت آمریکا از عراق
حمایت آمریکا از عراق شامل کمک‌های اقتصادی چند میلیارد دلاری، فروش فناوری دوگانه، تسلیحات غیر آمریکایی، اطلاعات نظامی و آموزش عملیات ویژه بود. ایالات متحده به دلیل ارتباط عراق با گروه‌های تروریستی از فروش مستقیم تسلیحات به عراق خودداری کرد، اما چندین فروش فناوری «دو منظوره» مستند شده است. به ویژه، عراق ۴۵ هلیکوپتر بل را به قیمت ۲۰۰ میلیون دلار در سال ۱۹۸۵ خریداری کرد.
حمایت دولت ایالات متحده از عراق مخفی نبود و اغلب در جلسات علنی سنا و مجلس نمایندگان مورد بحث قرار می‌گرفت. آمریکا از عراق با شور و شوق حمایت نمی‌کرد و کمکها برای جلوگیری از پیروزی ایران بود. این را هنری کیسینجر گفت که: «حیف که هر دوی آنها نمی‌توانند ببازند.»

#### تحریمها
پس از تهدیدهای ایران در مورد نا امن کردن خلیج فارس در سال ۱۹۸۳ در شورای امنیت ملی در جلسه گروه برنامه‌ریزی امنیت ملی به ریاست جرج بوش معاون رئیس‌جمهور برای بررسی گزینه‌های ایالات متحده تشکیل شد. مشخص شد که احتمال گسترش درگیری به عربستان سعودی و دیگر کشورهای خلیج فارس وجود دارد، اما ایالات متحده توانایی کمی برای دفاع از منطقه دارد. علاوه بر این، مشخص شد که یک جنگ طولانی در منطقه قیمت‌های بسیار بالاتر نفت را به همراه خواهد داشت و رشد اقتصادی جهان را تهدید می‌کند. در ۲۲ مه ۱۹۸۴،  نتیجه تصمیم گیریها توسط ویلیام فلین مارتین، رئیس کارکنان شورای امنیت ملی و مدیر پروژه به رونالد ریگان ارائه شد.
نتیجه‌ها سه مورد بودند:
اول: ذخایر نفت باید در میان اعضای آژانس بین‌المللی انرژی افزایش می‌یافت و در صورت لزوم، در صورت اختلال در بازار نفت، زودتر آزاد می‌شدند.
دوم: ایالات متحده نیاز به تقویت امنیت کشورهای عربی دوست در منطقه داشت.
سوم: باید فروش تجهیزات نظامی به ایران و عراق را تحریم کرد. این طرح توسط رئیس‌جمهور تأیید شد و بعداً توسط رهبران G-7 به رهبری مارگارت تاچر در اجلاس لندن در سال ۱۹۸۴ تأیید شد.

#### اطلاع ایالات متحده از استفاده از سلاح‌های شیمیایی توسط عراق
بر اساس گزارش فارین پالیسی، «عراقی‌ها در چهار حمله عمده در اوایل سال ۱۹۸۸/۱۳۶۷ از گاز خردل و سارین استفاده کردند که به تصاویر ماهواره‌ای، نقشه‌ها و اطلاعات دیگر ایالات متحده متکی بودند… بر اساس اسناد اخیر سیا که به تازگی از طبقه‌بندی خارج شده و مصاحبه‌هایی با مقامات سابق اطلاعاتی مانند فرانکونا، ایالات متحده از سال ۱۹۸۳ شواهد محکمی از حملات شیمیایی عراق داشته است.»

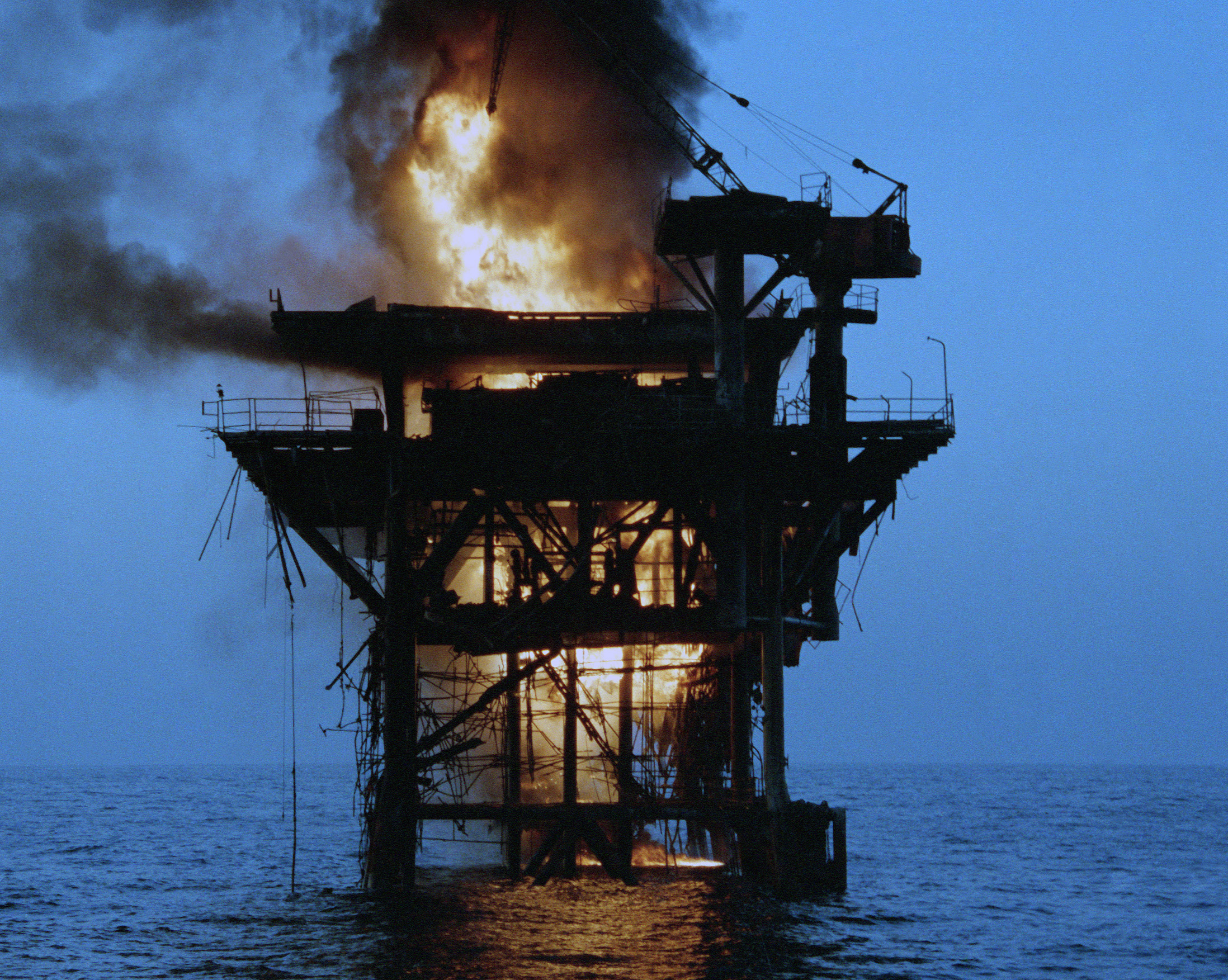
تخریب سکوی نفت ایرانی رستم توسط تفنگداران دریایی آمریکایی.

### صدور قطعنامه ۵۹۸
پس از صدور این قطعنامه در ۲۹ تیر ۱۳۶۶ در ایران بحث‌هایی به وجود آمد. قطعنامه دربارهٔ آغازگر جنگ و چرایی وقوع آن ساکت بود. ایرانی‌ها معتقد بودند این قطعنامه، یکجانبه، به سود عراق و همراه با اعمال نظر ایالات متحده است. این قطعنامه در مورد تعیین متجاوز گفته بود:
دبیرکل سازمان ملل، در راستای شناسایی متجاوز اختیارات لازم را به یک هیئت بی‌طرف خواهد داد تا پس از تحقیق دربارهٔ مسئول واقعی جنگ، گزارش خود را در اسرع وقت به شورای امنیت ارائه کنند.
یک روز بعد از صدور قطعنامه آقای خامنه‌ای رئیس‌جمهور گفت: «ایران هرگز این قطعنامه را که با فشار و تحت نفوذ آمریکا تهیه و تصویب شده است قبول نخواهد کرد». روح‌الله خمینی ۸ روز پس از صدور قطعنامه در ۶ مرداد ۱۳۶۶ در پیامی گفت چیزی به پیروزی نهایی در جنگ با عراق باقی نمانده و پذیرش قطعنامه در چنین شرایطی خیانت است. هاشمی رفسنجانی به به وزیر خارجه گفته بود پیغام بدهد اگر حسن نیت داشتند باید قبلاً کمیته‌ای را که در آینده آغازگر جنگ را مشخص کند قبل از صدور قطعنامه مشخص می‌کردند. سعید رجایی خراسانی، در ۲۰ مرداد ۱۳۶۶، نامه ای به دبیرکل سازمان ملل خاویر پرز دکوئیار فرستاد که قطعنامه را نمی‌پذیرفت ولی آن را به کلی رد نمی‌کرد و شامل موارد ذیل بود:
- قطعنامه را درست شده توسط آمریکا به منظور دخالت در منطقه و حمایت از عراق و حامیان این کشور دانست
- قطعنامه به منظور انحراف افکار عمومی از جبهه داخلی [مشکلات داخلی آمریکا] ارائه شده است
- آمریکا و کشورهای حامی عراق می‌خواهند جنگ را به نفع عراق از طریق قطعنامه ناعادلانه و یکسویه حل و فصل نمایند
- هیچ تغییری نمی‌تواند در روند جنگ مادامی که شرایط جمهوری اسلامی ایران برآورده نشود حاصل گردد
- شورای امنیت را به طرفداری از عراق متهم کرد
- جمهوری اسلامی ایران در مواجهه با هرگونه اقدام تحریک‌آمیز از سوی ایالات متحده تردید نخواهدکرد[۲۵۱]

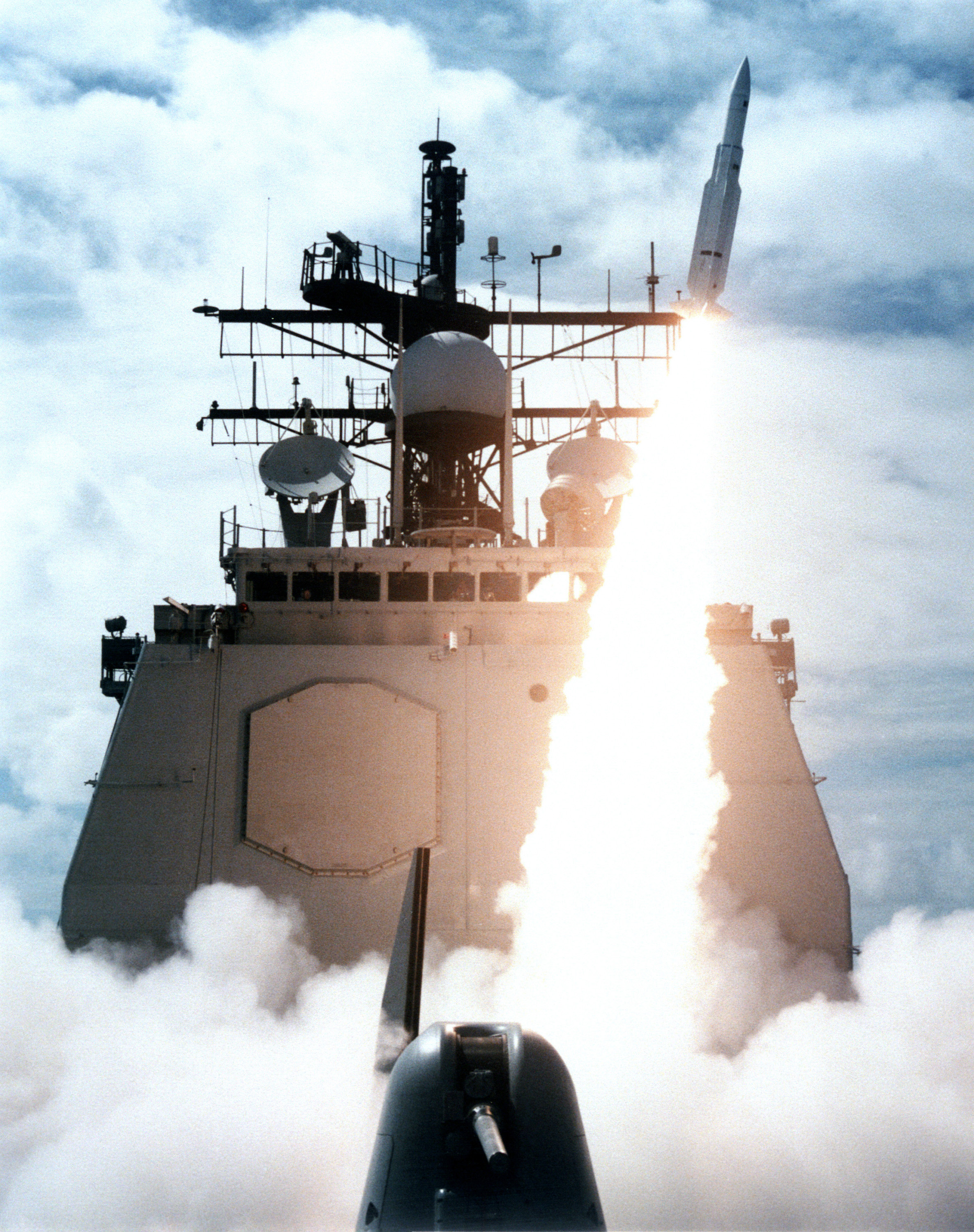
شلیک موشک از ناو آمریکایی یواس‌اس وینسنس. این ناو با شلیک دو موشک مشابه پرواز شماره ۶۵۵ ایران ایر را ساقط نمود که در پی آن ۲۹۰ مسافر غیرنظامی هواپیمای ایرانی شامل زنان و کودکان کشته‌شدند.

### پیروزیهای مجدد عراق

#### نبرد دوم فاو
فرماندهان سپاه ایران در آن زمان برای اینکه توانایی بهتری برای ادامه جنگ پیدا کنند، در پی آمادگی برای شرکت در انتخابات مجلس و ورود به مجلس بودند تا در آنجا کمک بیشتری برای ادامه جنگ فراهم کنند. فرماندهان سپاه که کنترل مناطق اشغال شده در عراق را، از جمله فاو و اطراف بصره، در دست داشتند، با این تصور که عراق قدرتی برای بازپس‌گیری این مناطق ندارد، مناطق اشغالی را ترک کرده و در کرمانشاه جلسه‌ای برای شرکت در انتخابات مجلس برگزار نمودند. در طرف مقابل عراق بعد از شکست در نبرد اول فاو و بعد از عملیات کربلای ۵ شروع به طراحی عملیاتی دقیق و بزرگ برای بازپس‌گیری خاک خود نموده بود. آن‌ها با افزایش بودجه نظامی، خرید تجهیزات مدرن، افزایش سربازگیری و همچنین تشکیل تیپ‌های جدید گارد ریاست جمهوری تجدید قوا نموده بودند.

#### عملیات توکلنا علی‌الله
در بهار ۱۳۶۷ عراق، عملیات توکلنا علی‌الله را شروع کرد و با پیروزی دور از انتظار در مراحل ابتدایی عملیات توانستند مناطق فاو (۲۸ فروردین)، شلمچه و اطراف بصره (۴ خرداد) و جزیره مجنون (۴ تیر) را پس بگیرند. با شکست سنگین ایرانی‌ها در طی این عملیات، فرماندهان عراقی تصمیم به ادامه عملیات گرفتند و علاوه بر بیرون راندن نیروهای ایران از خاک عراق توانستند مجدداً وارد خاک ایران شده و شهر دهلران را در ۲۲ تیر برای بار دوم اشغال کنند. هر چند نیروهای عراق با اعلام اینکه دیگر قصدی برای اشغال خاک ایران ندارند پس از عقب‌نشینی نیروهای نظامی ایران از مناطق اشغالی در شمال عراق، نیروهای عراقی نیز شهر دهلران را تخلیه نموده و به داخل خاک خود بازگشتند. شهر مهران نیز در ۳۱ تیر اشغال شد و تا پایان جنگ در اشغال باقی ماند.

### دخالت نظامی ایالات متحده
رونالد ریگان در ۳۱ شهریور ۱۳۶۶ در سخنرانی خود در مجمع عمومی سازمان ملل متحد، ایران را رسماً تهدید کرد که اگر به قطعنامه ۵۹۸ پاسخ منفی بدهد، چاره‌ای جز یک «اقدام عملی» باقی نمی‌ماند.
در نتیجه در ۳۰ فروردین ۱۳۶۷ ایالات متحده به نفت‌کش‌ها و سکوهای نفتی ایران در خلیج فارس حمله کرد.
یک تانکر کویتی با پرچم آمریکا به نام «بریجتُون» که به وسیله یک ناو آمریکایی اسکورت می‌شد با مین ایرانی برخورد کرد. سپس آمریکا در ۲۱ سپتامبر ۱۹۸۷ (شهریور ۱۳۶۶) کشتی مین‌گذار «ایران اَجر» را سوراخ و غرق کرد و در ۲۷ مهر ۱۳۶۶، سکوی رشادت و سکوی رسالت را از بین برد.

#### عملیات آخوندک
در ۲۹ فروردین ۱۳۶۷ نیروی دریایی آمریکا وارد نبرد دریایی با ایران شد. این نبرد در ظاهر به تلافی برخورد یک مین دریایی رهاشده از کشتی مین‌گذار ایران اجر به ناوچهٔ آمریکایی ساموئل بی. رابرتز در ۲۵ فروردین بود. در این عملیات ۵۶ ایرانی و ۲ آمریکایی (سقوط هلی‌کوپتر) کشته شدند. ناوچه سهند (IIS Faramarz) و ناوچه جوشن نابود شدند. ناوچه سبلان (IIS Rostam) خسارت کلی دید. در بخشی از این نبرد نیروهای آمریکایی در پاسخ به حمله موشکی ایران به یک سکوی نفتی کویت، سکوی نفتی سلمان و سکوهای نفت جزیره سیری را منهدم نمودند.

#### ساقط کردن هواپیمای مسافری ایران
در ۱۲ تیر ۱۳۶۷ یواس‌اس وینسنس آمریکایی به هنگام درگیری با قایق‌های توپدار سپاه پاسداران در نزدیکی جزیره قشم، در شمال تنگه هرمز، در حالی که وارد آب‌های سرزمینی ایران شده بود، هواپیمای غیرنظامی ایرانی شرکت ایران ایر به شماره پرواز ۶۵۵ را هواپیمایی نظامی تشخیص داد و سرنگون کرد. ۲۹۰ مسافر و خدمه هواپیما کشته‌شدند. پس از این اتفاق و سکوت جامعه بین‌المللی در برابر استفاده عراق از سلاح‌های شیمیایی، رهبران ایران به این نتیجه رسیدند که کشورهای حامی عراق از هر روشی برای جلوگیری از پیروزی ایران استفاده می‌کنند و با کمبود نفرات و تجهیزات ایران، توان جنگی ان از بین خواهد رفت.

### افزایش فشارها
دولت ایران از داخل کشور نیز تحت فشار زیادی بود. در داخل کشور تلاش‌هایی برای مخالفت با جنگ آغاز شده بود و فشارهای اقتصادی بر دولت افزایش یافته بود. درآمد نفتی کشور از ۱۵ میلیارد دلار به کمتر از ۶ میلیارد دلار کاهش یافته بود و وضعیت اقتصادی کشور در بدترین حالت خود بود. سرانجام فرمانده سپاه (محسن رضایی) در نامه‌ای به روح‌الله خمینی، فهرستی از نیازهای نیروهای نظامی ایران برای ادامه جنگ در ۵ سال آینده را ارائه داد.
... تا پنج سال دیگر ما هیچ پیروزی نداریم. ممکن است در صورت داشتن وسائلی که در طول پنج سال به دست می‌آوریم قدرت عملیات انهدامی یا مقابله به مثل را داشته باشیم و بعد از پایان سال ۱۳۷۱ اگر ما دارای ۳۵۰ تیپ پیاده و ۲۵۰۰ تانک و ۳۰۰۰ قبضه توپ و ۳۰۰ هواپیمای جنگی و ۳۰۰ هلیکوپتر باشیم و قدرت ساخت مقدار قابل توجهی از سلاح‌های لیزری و اتمی که از ضرورتهای جنگ در آن موقع است را داشته باشیم، می‌توان گفت به امید خدا بتوانیم عملیات آفندی انجام دهیم…
با این وجود فرمانده سپاه پاسداران در ادامه همین نامه بر لزوم ادامه جنگ تأکید کرد.
خمینی با شعار خواندن حرف فرمانده سپاه مبنی بر آمادگی برای ادامه جنگ آن را رد کرد. دولت میرحسین موسوی اعلام کرد که دولت ظرفیت اختصاص منابع مالی لازم برای تهیه چنین فهرستی را ندارد.

### قبول قطعنامه ۵۹۸
در اواخر فروردین ۱۳۶۷ (پس از عملیات توکلنا علی‌الله و سه ماه قبل از قبول قطعنامه ۵۹۸) روح‌الله خمینی دو بار آقای علی اصغر مروارید را که یک روحانی بوده به پاریس نزد بنی صدر می‌فرستد و از او دعوت می‌کند به ایران برگردد و بار دوم می‌گوید اگر برنمی‌گردد لیست کارهایی را که فکر می‌کند باید انجام شود برای او ارسال کند تا ترتیب انجام آنها را بدهد. بنی صدر (به گفته خودش به دلیل ترس از کشته شدن) بازگشت به کشور را نمی‌پذیرد و خمینی را به محتویات نامه اول مردادماه ۱۳۶۳ خود ارجاع می‌دهد.

#### جلسه تصمیم‌گیری برای قبول قطعنامه
اکبر هاشمی رفسنجانی (وی از مرداد ۱۳۶۰ یعنی پس از برکناری بنی صدر هاشمی فرمانده جنگ می‌شود) در بخشی از خاطراتش که بعدها در ۱۳ فروردین ۱۳۹۴ نوشت آورده است: «در روزهای آخر روشن بود که ادامه جنگ مصلحت نیست. هاشمی به عنوان فرمانده جنگ و جانشین فرمانده کل قوا، واقعیت‌ها را به مسئولان و خمینی می‌گوید و عدم امکان پیروزی نظامی را ثابت می‌کند. آیت‌الله خمینی تصمیم بر کناره‌گیری از سمت رهبری می‌گیرد چون با آن همه تصریحات که تا آخرین نفر و آخرین قطره خون و تا رفع فتنه در جهان می‌جنگیم، چگونه ناگهان اعلان پذیرش قطعنامه نمایند..» رفسنجانی با تصمیم روح‌الله خمینی مخالفت می‌کند و پیشنهاد می‌دهد خودش که فرمانده جنگ بوده کناره‌گیری کند و محاکمه شود. خمینی پیشنهاد محاکمه را نمی‌پذیرد و پیشنهاد می‌دهد خودش مسئولیت را قبول می‌کند. روح‌الله خمینی در ۲۵ تیر ۱۳۶۷ جلسه‌ای با حضور مسئولان ارشد حکومتی تشکیل داد و در جمع آنان، از تصمیم خود برای پذیرش قطعنامه ۵۹۸ خبر داد.

#### اعلام قبول قطعنامه به سازمان ملل
ایران در ۲۷ تیر ماه در نامه‌ای به دبیرکل وقت سازمان ملل، قطعنامه را پذیرفت و همان شب، خبر پذیرش قطعنامه از صدا و سیما اعلام شد.

#### پیام به مردم
در ۲۹ تیرماه، پیام معروف روح‌الله خمینی در مورد پذیرش قطعنامه انتشار یافت که در آن او «قبول قطعنامه» را تشبیه به سرکشیدن «جام زهر» کرد و نوشت «با توجه به نظر تمامی کارشناسان سیاسی و نظامی سطح بالای کشور، که من به تعهد و دلسوزی و صداقت آنان اعتماد دارم، با قبول قطعنامه و آتش‌بس موافقت نمودم.»

#### تصمیم به محاکمه فرماندهان جنگ
در نامه ۲ مرداد ۱۳۶۷ روح‌الله خمینی به علی رازینی رئیس سازمان قضایی نیروهای مسلح دستور می‌دهد تا «دادگاه ویژه تخلفات جنگ در کلیه مناطق جنگی بدون مقررات دست و پاگیر» تشکیل شود. به نظر می‌رسد این دستور، متوجه محاکمه فرماندهان مقصر در شکست‌های نظامی ایران است که عملاً بلااجرا می‌ماند. در دستور خمینی آمده است که: «هر عملی که به تشخیص دادگاه موجب شکست جبهه اسلام یا موجب خسارت جانی بوده یا می‌باشد مجازات آن اعدام است.» بلافاصله خلخالی برای حاکمیت شرع و اعدام رحیم صفوی و احمد وحیدی و یک شخص دیگر اعلام آمادگی می‌کند که هاشمی رفسنجانی با وساطت مانع این کار می‌شود. محسن رضایی فرمانده وقت سپاه پاسداران نیز قصد داشت استعفا دهد.

### عملیات مرصاد
یک هفته پس از پذیرش قطعنامه ۵۹۸ توسط ایران، حدود ۵۰۰۰ نیروی سازمان مجاهدین خلق با مقادیری تجهیزات جنگی از محور غرب و از طریق شهرهای مهران و اسلام‌آباد غرب در عملیاتی با عنوان فروغ جاویدان به ایران حمله کردند. هدف این عملیات تسخیر تهران در ۳۳ ساعت بود و مسعود رجوی فرماندهی عملیات را بر عهده داشت. عملیات پاتک ایران عملیات مرصاد نام داشت و طی آن مجاهدین در کمین قرار گرفتند و شکست خوردند.
با تداوم عملیات تهاجمی از طرف عراق جامعه جهانی دولت عراق را برای پذیرش آتش‌بس تحت فشار شدید قرار داد.

### آتش‌بس
سه هفته پس از شکست سازمان مجاهدین خلق در عملیات مرصاد و تلاش برای تسخیر تهران، در ۲۹ مرداد ۱۳۶۷ با حضور نیروهای بین‌المللی آتش‌بس در سراسر مرزهای ایران و عراق برقرار شد. نیروهای حافظ صلح تا سه سال پس از آتش‌بس در منطقه حضور داشتند.

### امکان خاتمه زودتر جنگ
حاکمان ایران، با اطمینان به پیروزی کامل بر ارتش صدام حسین، پذیرش آتش‌بس در مقابل عراق را غیرضروری می‌دانستند. این در حالی است که همین مقامات پس از هشت سال، در نهایت رسیدن به هدف تسلیم ارتش عراق را غیرممکن تشخیص داده و به پذیرش آتش‌بس، در زمان حضور دشمن در خاک ایران، تن دادند.
در سال‌های بعد از پذیرش آتش‌بس، موضوع جنگ به یکی از مقدسات سیاسی و تاریخی جمهوری اسلامی ایران تبدیل شده و هیچ نقد و اعتراضی نسبت به رویکرد حکومت ایران برای ادامه جنگ تحمل نمی‌شود. در این میان اما، پرسشی که همچنان پیش روی ناظران قرار دارد آن است که آیا امکان توقف سریع‌تر جنگ و کمتر شدن هزینه آن وجود نداشت؟

### نتیجهٔ ۸ سال جنگ
بیشتر مفسران بر این باور هستند که این جنگ هیچ برنده‌ای نداشته است؛ چرا که در پایان جنگ، صدام از دستیابی به نخستین هدف خود، فسخ قرارداد ۱۹۷۵ بازماند. روح‌الله خمینی نیز که برای سال‌ها پذیرش صلح را منوط به انفصال صدام و حزب بعث عراق از قدرت کرده بود بدون دستیابی به هدف خود سرانجام قطعنامه ۵۹۸ را پذیرفت.

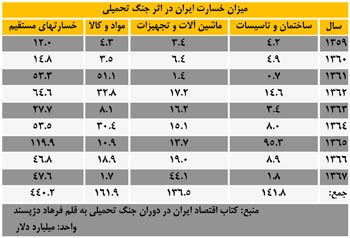
خسارت‌های سالانه

#### نتایج جنگ برای ایران
1. ۲۲۵٬۵۷۰ کشته (شامل ۹۰ مسیحی ۱۱ یهودی و ۳۲ زرتشتی)[۵۶]
2. ۵۷۴٬۱۰۱ معلول جنگی[۵۶] شامل حدود ۶۷ هزار مجروح شیمیایی[۵۷][۵۸]
3. ۶۲۷ میلیارد دلار هزینه جنگ و ۶۴۴ میلیارد دلار خسارت وارده.[۵۹]
4. کاهش قیمت نفت از ۳۵ دلار به ۱۰ دلار برای هر بشکه[۶۰][۶۱][۶۲][۶۳]
5. نشت مواد شیمیایی ناشی از تسلیحات شیمیایی به محیط زیست
6. بمب‌های عمل نکرده در تالابهای هورالعظیم، هورالهویزه و دریاچه زریوار مریوان[۶۴]
7. خشک شدن تالابها و ایجاد ریزگردها[۶۴]
8. نابودی بیش از ۸۰ درصد از بزرگ‌ترین نخلستان‌های جهان و محصولات آن که باید صرف ترقی ایران و عراق می‌شد[۶۵]
9. نشت حدود ۸۰ میلیون بشکه نفت خام به دریا در اثر حمله به سکوهای نفتی[۶۶]
10. ۲۳ واحد از پالایشگاه آبادان آسیب دید. و در مجموع ۶۶ واحد از پالایشگاه‌های تهران، تبریز، اصفهان، کرمانشاه و شیراز در اثر ۵۰ نوبت حملات آسیب دیدند.[۶۷]
11. بر جای ماندن ۱۶ میلیون مین خنثی نشده که سالانه جان ده‌ها نفر را می‌گیرد[۶۸] در دیماه ۱۴۰۰ ایسنا گزارش داد که در مدت ۳۳ سال این مینها ۳ هزار کشته و ۷ هزار مجروح غیرنظامی ایجاد کرده‌اند.[۷۰]
12. از بین رفتن ۷۳۵ تانک ۳۹۷ هواپیمای جنگنده و ۳۵۴ هلیکوپتر[۶۹]

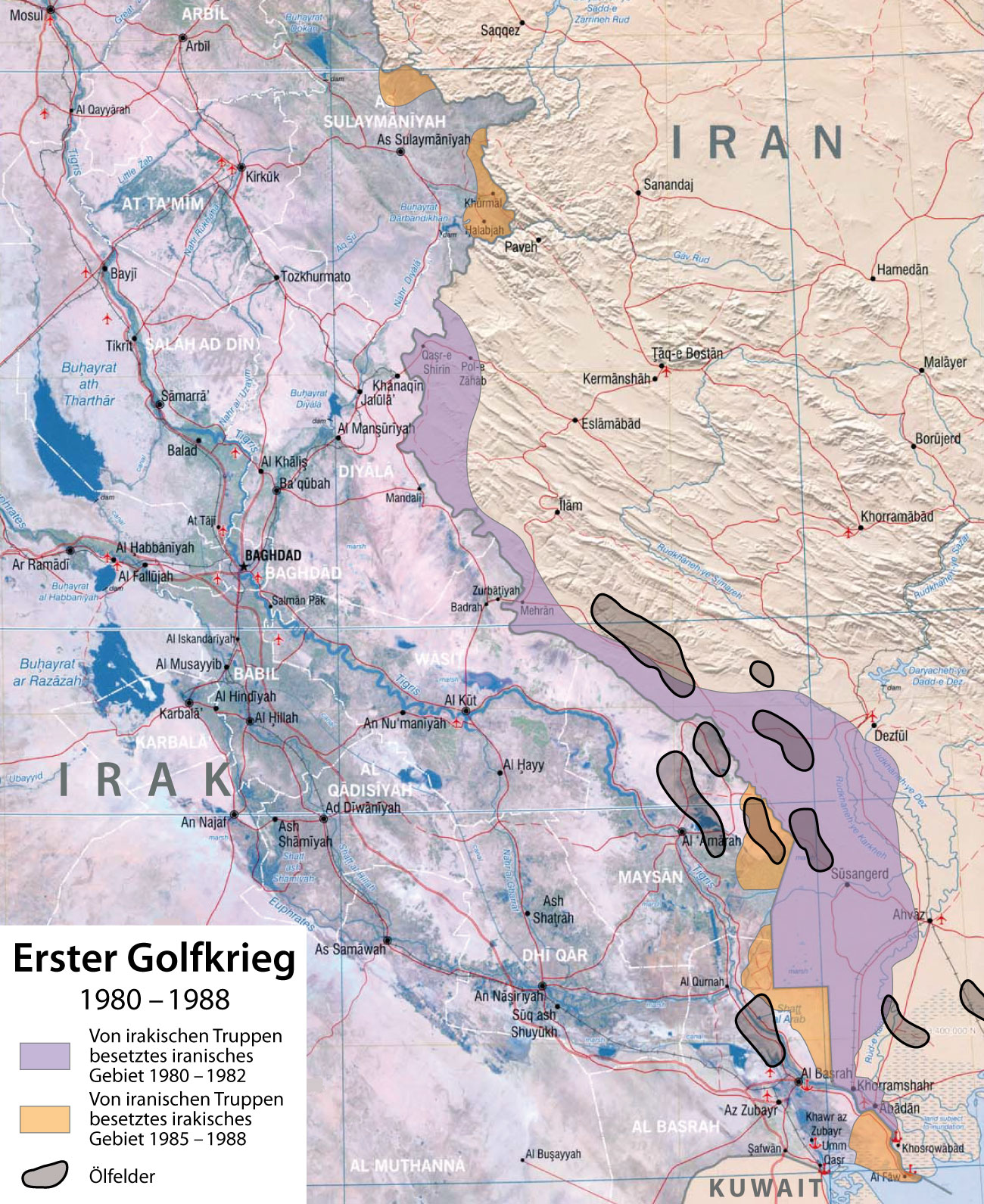
خلاصه جنگ: اشغال شده توسط عراق بنفش- اشغال شده توسط ایران نارنجی و میدانهای نفتی لکه‌های خاکستری هستند.

### ادامه جنگ عراق با کردها
در پایان جنگ، ارتش عراق تا نیمه‌های شهریور ۱۳۶۷ به پاک‌سازی نیروهای مقاومت کُرد با استفاده از ۶۰٬۰۰۰ نیروی پیاده، بالگرد و سلاح‌های شیمیایی در شمال عراق ادامه داد. بسیاری از کردهای عراقی ساکن این مناطق به ایران مهاجرت کردند. در این عملیات در مجموع ۵۰٬۰۰۰ کرد نظامی و غیرنظامی کشته شدند.

## پس از آتش‌بس
ایران و عراق در سال ۱۳۶۹ و پیش از حمله عراق به کویت، توافق صلح رسمی امضا کردند و روابط دیپلماتیک خود را از سر گرفتند. از همان زمان کار تبادل اسرای جنگی دو طرف آغاز شد. در پایان جنگ ۸ ساله حدود ۴۰۰۰۰ ایرانی در عراق اسیر بودند. در مقابل ایران نیز حدود ۷۰۰۰۰ اسیر عراقی دراختیار داشت. کار مبادله اسرای دو طرف تا اسفند ۱۳۸۱ به طول انجامید. در همین زمان نیروهای نظامی عراق از قسمتهای باقیمانده خاک ایران تا مرزهای بین‌المللی عقب نشستند. تا ۳۱ مرداد ۱۳۶۹ نیروهای عراقی به‌طور کامل خاک ایران را ترک کردند. پس از پذیرش آتش‌بس حدود ۲۴۰۰ کیلومتر از خاک ایران از جمله شلمچه ،طلاییه، فکه، مهران، میمک، سومار، نفت شهر، خسروی و قصرشیرین و بخشی از دشت ذهاب در اشغال عراق باقی‌مانده بود.

### غرامت جنگی
در سال ۱۹۹۱ خاویر پرز دکوئیار (دبیرکل وقت سازمان ملل متحد) رسماً بر اساس نظر گروه ناظر نظامی سازمان ملل متحد، عراق را آغازگر جنگ معرفی کرده و از خواسته ایران برای دریافت غرامت جنگی پشتیبانی کرد. خسارات وارده به ایران در طول جنگ ۸ ساله ۹۷ میلیارد دلار برآورد شد. این میزان غرامت بسیار کمتر از غرامت در نظر گرفته شده برای خسارات وارد به کشور کویت توسط عراق در جنگ اول خلیج فارس می‌باشد. غرامتی که برای جنگ اول خلیج فارس تعیین شد ۲۴۰ میلیارد دلار برآورد شده بود.
هیچ‌کدام از دولت‌های کشور ایران در دوران پس از جنگ پیگیر دریافت غرامت‌های ایران از عراق نشده‌اند. در شهریور ۱۳۸۹، کمیسیون امنیت ملی و سیاست خارجی مجلس شورای اسلامی ایران با تهیه طرحی دولت آن کشور را ملزم به پیگیری اخذ غرامت‌های جنگ کرده است. با این وجود نه دولت محمود احمدی‌نژاد و دولت حسن روحانی برای پیشبرد این مقصود هیچ عملی انجام نداده‌اند. گفته می‌شود اختلافات بین دولت و مجلس باعث عدم واکنش دولت به این طرح است.

## میانجیگری‌های بین‌المللی

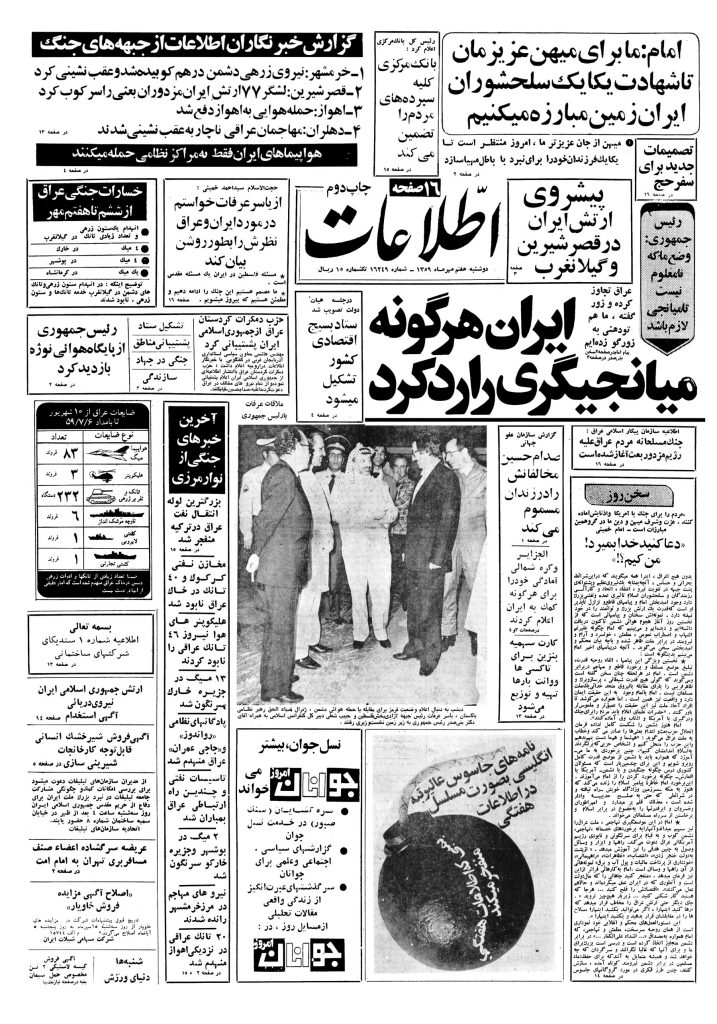
مسئولان ایران عراق را متجاوز محض و هرگونه میانجیگری را غیرقابل قبول می‌دانستند. روزنامه اطلاعات ۷ مهر ۱۳۵۹

#### پیشنهادهای صلح
سازمان ملل متحد ۸ قطعنامه صادر کرد که عراق با همه آنها موافقت کرد ولی ایران فقط به آخرین قطعنامه پاسخ مثبت داد آنهم یکسال پس از انتشار آن، سازمان کنفرانس اسلامی ۱۰ پیشنهاد ارائه داد که مورد قبول ایران قرار نگرفتند. جنبش عدم تعهد دو بار .گروه هفت (هفت کشور صنعتی جهان) در دو قطعنامه و شورای همکاری خلیج فارس در دو قطعنامه (در مواقعی که امنیت دریانوردی و امنیت تردد نفت در منطقه به خطر افتاد) به لزوم رسیدن به صلح تأکید می‌کردند.
موضع رسمی ایران آن بود که ارتش عراق پیش از برقراری آتش‌بس می‌بایست از خاک ایران عقب‌نشینی کند. این شرط هرچند به لحاظ اصولی قابل دفاع بود، اما به نظر برخی ناظران عملی به نظر نمی‌رسید… چنین شرطی هیچ‌گاه محقق نشد و حتی هشت سال بعد نیز که ایران پایان جنگ را پذیرفت، ابتدا آتش‌بس برقرار شد و بعد نیروها به مرزهای بین‌المللی بازگشتند.

#### گفته‌های مسئولان ایران
روح‌الله خمینی در ساعت ۷ بعداز ظهر ۳۱ شهریور ۱۳۵۹ در پیام خود به‌مناسبت آغاز سال تحصیلی ۵۹–۶۰ گفت:
این آلت دست آمریکا به ایران تجاوز کرده است… یک حرفی که با ارتش عراق دارم اینست که ارتش عراق با چه کسی می‌خواهد جنگ بکند؟ طرفدار کیست و مخالف کی؟ طرفدار صدام است که اشتراکی و کافر است برضد کی برضد اسلام؟
محمد علی رجایی نخست‌وزیر در ۳۱ شهریور ۱۳۵۹ بلافاصله پس از حمله عراق به ایران گفت: ما به ملت مسلمان ایران اطمینان می‌دهیم که مرگ رژیم حاکم بر عراق فرارسیده است و این خداست که بدین وسیله می‌خواهد ملت ما را با ملت عراق در افتخار سرنگونی صدام و رژیم نفرینی اش سهیم گرداند
بنی صدر رئیس‌جمهور وقت در ۵ مهرماه ۱۳۵۹ (یک روز قبل از مذاکره با سران کشورهای اسلامی) در مصاحبه خود گفت: ما گفته‌ایم که برای میانجیگری و آشتی ما آمادگی نداریم برای اینکه بین حق و باطل آشتی معنی ندارد.
بنی صدر رئیس‌جمهور وقت در ۶ مهرماه ۱۳۵۹ در مذاکره با سران کشورهای اسلامی یاسرعرفات حبیب شطی و ضیاءالحق گفت: دنیای اسلام باید به متجاوز بفهماند که در تعارض بین حق و باطل بیطرف نیست و از حق جانبداری می‌کند باید به حکومت متجاوز عراق از جانب همه کشورهای اسلامی یادآور شد که حمله به ایران حمله به اسلام و امت اسلامی است.
هاشمی رفسنجانی رئیس مجلس در مصاحبه مطبوعاتی هفتگی خود در ۷ مهرماه ۱۳۵۹ در مورد مذاکرات با سران کشورهای اسلامی گفت: ما با یاسر عرفات در مورد اصل جنگ مذاکرات زیادی داشتیم و در آن جلسه دو طرف متفق بودیم که این جنگ را آمریکا شروع کرده و عراق آلت دست شده نقطه نظر ما این بود که سرنوشت جنگ با پیروزی ما تعیین شود زیرا برای ما کافی نیست که بگوییم شکست نخورده‌ایم زیرا باید نشان بدهیم که انقلاب خیلی قوی است و رسالت انقلاب اینست که این جنگ را ببرد و فکر انقلاب را برای توسعه باز کند.
روح‌الله خمینی در ۱۲ آبان ۱۳۵۹ گفت: «با تمام قدرت، بیست سال هم این جنگ طول بکشد، ما ایستاده‌ایم.»
حسینعلی منتظری در نماز جمعه قم ۱۴ فروردین ۱۳۶۰: مادامی که ارتش صدام در خاک ماست مذاکره محال است.
هاشمی رفسنجانی رئیس مجلس در مصاحبه ای در ۱۰ فروردین ۱۳۶۰ پس از دیدار با هیئت کنفرانس اسلامی گفت: ما سه چیز می‌خواستیم که در پیشنهاد هیئت نیست: اول بررسی تجاوز و محاکمه متجاوز در دادگاه بین‌المللی اسلامی دیگری خروج نیروهای عراقی قبل از آتش‌بس یعنی نه اینکه اول آتش‌بس یا مذاکره بعد خروج تا سرباز خارجی در خاکمان هست مذاکره ای نخواهیم کرد. سوم اینکه مدار بحث باید قرارداد الجزایر باشد
بنی صدر در ۱۱ فروردین ۱۳۶۰ در ستون کارنامه روزنامه انقلاب اسلامی نوشت که مایل است با عراق صلح کند. هاشمی رفسنجانی ضمن اظهار ناخرسندی از گفته بنی صدر در ۹ صبح ۱۳ فروردین ۱۳۶۰ به دیدار آیت الله خمینی می‌رود و در خاطرات خود می‌نویسد " امام ضمن اینکه مایلند جنگ زودتر تمام شود، صلاح نمی‌دانند که ما کوتاه بیاییم و از این که شرط شود که بعد از صلح نباید به ملت عراق علیه صدام کمک کنیم، نگرانند"
روح‌الله خمینی در خرداد ۱۳۶۰ به‌طور خصوصی به بنی صدر گفته بود که شخصاً موافق صلح است ولی صلح مخالفان زیادی دارد.
محمد علی رجایی گفته بود: «ما میانجیگری را نخواهیم پذیرفت. این جنگ، جنگ با کشور نیست؛ جنگ عقیده با عقیده است. ما به هیچ وجه بحث سیاسی و مذاکره و حسن نیت را به معنای کسی که بخواهد ما را تشویق به مذاکره کند، نمی‌پذیریم.» «تنها شهادت است که ما را از صحنه نبرد خارج خواهد کرد. به همین جهت است که ما به هیچ وجه بحث میانجی و مذاکره و حتی حسن نیتی که بخواهد ما را تشویق به مذاکره کند نمی‌پذیریم.»
اکبر هاشمی رفسنجانی در اسفند ۱۳۶۰ در مصاحبه با هفته نامه موقف عربی گفت: «ما نمی‌خواهیم در سایه رژیم فعلی عراق، به هیچ توافقی با بغداد برسیم… و این سری نیست که آن را فاش کنم که صدام حسین توسط میانجی‌ها موافقت کرد طبق مواد و شرایط قرارداد الجزایر و بدون قید و شرط، عقب‌نشینی کند… ولی ما این پیشنهاد را رد کردیم و با هرگونه توافقی مخالفت خواهیم کرد.» … «مادامی که رژیم فعلی عراق، طرف دوم توافق باشد. .. این توافق باید با ملت عراق و پس از پیروزی امضا گردد. ما حاضر نیستیم دست از حمایت از سازمان‌های مخالف رژیم عراق برداریم.» او دربارهٔ پیشنهاد عربستان برای پرداخت خسارت به ایران تاکیدکرد: «این پیشنهاد و پیشنهادهای مخالف را قبول نمی‌کنیم، مسئله ضرر و منفعت نیست، مسئله، مسئله حق و باطل است.»

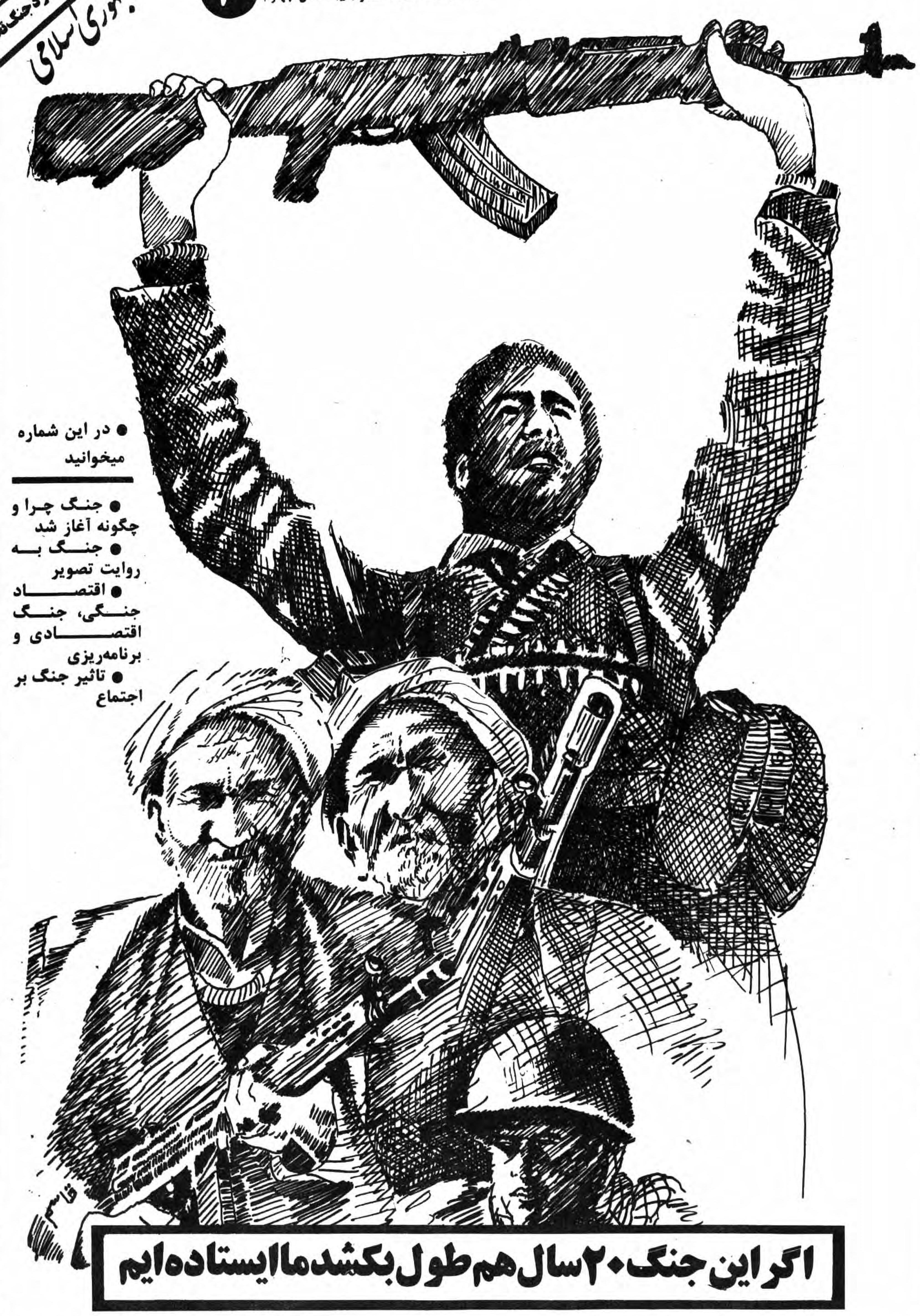
روزنامه جمهوری اسلامی ایران ۲۷ شهریور ۱۳۶۱ ویژه نامه جنگ - شعارهایی در جهت ادامه جنگ

سید علی خامنه ای در خطبه‌های نمازجمعه ۲۹ تیرماه ۱۳۶۳ گفت: «از هر تلاشی برای صلح عادلانه استقبال می‌کنیم ولی… ما در جنگ از صدام نخواهیم گذشت. اگر خیال می‌کنند با گذشت زمان و فشارهای تبلیغاتی خواهند توانست ما را از جرائم سنگین که این رژیم مرتکب شده به غفلت بکشانند خیال خامی است»
هاشمی رفسنجانی در خطبه‌های نماز جمعه ۵ مرداد ۱۳۶۳ گفت: «آنهایی که اعتقاد دارند صدام متجاوز است یک دادگاه صالح تشکیل دهند و حکم را صادر کنند. و گرنه ما طور دیگر عمل می‌کنیم.»
هاشمی رفسنجانی در ۱۰ مهر ۱۳۶۳ در مصاحبه رادیو تلویزیونی در مورد طرح صلح ژاپن گفت: این‌روزها هرکس می‌خواهد خود را مطرح کند طرح صلحی برای جنگ ایران و عراق می‌دهد. ولی ما آنها را مأیوس کردیم و گفتیم ما هیچ طرحی را که متضمن سقوط صدام و حذف حزب بعث نباشد نمی‌پذیریم. این درحالی بود که عراق از طرح صلح ژاپن استقبال کرد.

#### بهره‌برداری عراق از موضع ایران
ایران بر اینکه عراق متجاوز است و میانجیگری معنایی ندارد تأکید می‌کرد عقب‌نشینی سریع و مجازات تجاوزگر (برکناری و مجازات صدام) را تنها راه خاتمه جنگ می‌دانست. ادامه این موضع‌گیری ایران و نیز ورود ایران به خاک عراق در تابستان ۱۳۶۱ باعث شد عراق و کشورهای حوزه خلیج فارس در تبلیغات خود ایران را به‌عنوان کشور جنگ طلب متجاوز و غیرقابل توقف معرفی کنند که باید از هر روشی برای توقف آن استفاده کرد. بدین ترتیب عراق حمله به سکوهای نفتی (در بهمن ۱۳۶۱) و کشتی‌های نفتکش را به‌عنوان عاملی برای توقف صادرات نفت ایران و فشار اقتصادی برای پذیرفتن قطعنامه‌های سازمان ملل توجیه می‌کرد. فصل مشترک همه قطعنامه‌های شورای امنیت تا پیش از قطعنامه ۵۹۸ این بود که در هیچ‌یک از آن‌ها به سه عنصر «آغازگر جنگ»، «کشور متجاوز» و «چگونگی تنبیه متجاوز» اشاره‌ای نشده بود (مطلبی که مورد درخواست ایران بود). عراق همه قطعنامه‌های سازمان ملل را پذیرفت یا آمادگی خود را برای پذیرش آن اعلام کرد ولی ایران تنها قطعنامه ۵۹۸ را پس از یک سال از صدور و با توجه به برخوردهای نظامی آمریکا با ایران و حملات شیمیایی عراق و نبود وسایل دفاعی در مقابل این حملات و مشکلات اقتصادی در تأمین مایحتاج مردم و نیروهای مسلح آن پذیرفت

### حضور گروه میانجیگری کنفرانس اسلامی در ۹ فروردین ۱۳۶۰

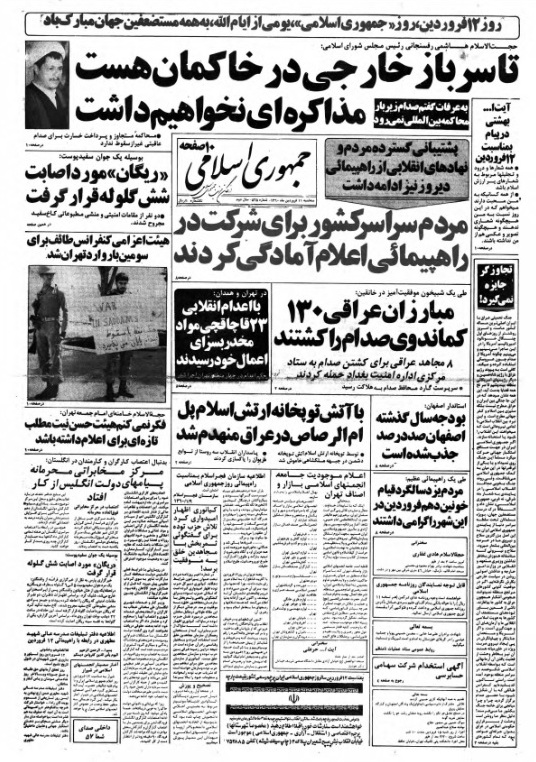
روزنامه جمهوری اسلامی ایران یازدهم فروردین ۱۳۶۰

### طرح صلح عربی در خرداد ۱۳۶۱
عربستان سعودی پس از آزادی خرمشهر در اول خرداد ۱۳۶۱ پیشنهاد کرد در ازای صلح غرامت جنگ توسط کشورهای عربی به ایران پرداخته شود و عراق نیز خاک ایران را ترک کند.
به گفته اسپنسر تکر در کتاب دائرةالمعارف جنگ‌های خاورمیانه مقامات ایران این پیشنهاد را رد کرده و خواهان بازگشت یکصد هزار شیعه عراقی که توسط صدام اخراج شده بودند به کشور عراق شده بودند. به گفته تکر شرط دوم ایران پرداخت ۱۵۰ میلیارد دلار غرامت به جای ۷۰ میلیارد دلار پیشنهادی عربستان و شرط سوم برکناری صدام از قدرت بوده است.

### پیشنهاد رئیس سازمان کنفرانس اسلامی در خرداد ۱۳۶۱
نیویورک تایمز در اول تیرماه۱۳۶۱ یا ۱۹۸۲/۶/۲۲نوشت: 
«پس از عقب راندن نیروهای عراقی از خرمشهر، صدام حسین خواستار آتش‌بس فوری میان دو کشور شد. آیت‌الله خمینی این آتش‌بس را رد کرد و چهار شرط برای آتش‌بس قرار داد:۱-آزادسازی قصر شیرین و عقب‌نشینی عراقیها تا مرزهای بین‌المللی ۲-پرداخت غرامت۱۵۰ میلیارد دلاری ۳-بازگشت شیعیان رانده‌شده از عراق ۴-برکناری و محاکمه صدام حسین.»

### پیشنهاد سازمان کنفرانس اسلامی در آبان ۱۳۶۱[۳۰۹]
آقای خامنه ای نتیجه مذاکرات با هیئت کنفرانس اسلامی را گفتند … معلوم شد پیشنهاد جدیدی نداشته‌اند و ما هم جواب رد دادیم. ایشان در مصاحبه ای میانجیها را تحت تأثیر آمریکا معرفی کردند که لابد به آنها برمی‌خورد

#### طرح صلح یاسر عرفات در مهرماه ۱۳۶۳
این طرح دارای سه بخش بود: تشکیل محکمه برای تعیین متجاوز - تشکیل صندوقی برای خسارتها -تشکیل ارتشی از کشورهای اسلامی برای حائل شدن بین دو ارتش

#### پیشنهاد سازمان کنفرانس اسلامی در ۱۳۶۴
در سال ۱۹۸۳، کنفرانس اسلامی خلق تلاش کرد تا درگیری را آشتی دهد تا جنگ را متوقف کند و عراق موافقت کرد، اما ایران نپذیرفت.

#### پیشنهاد سازمان کنفرانس اسلامی در آذر ۱۳۶۳
در ۲۹ دسامبر ۱۹۸۴، پانزدهمین نشست کنفرانس اسلامی که در صنعا برگزار شد، خواستار توقف جنگ شد - عراق موافقت کرد و ایران نپذیرفت.

#### پیشنهاد سازمان کنفرانس اسلامی در ۱۳۶۶
در سال ۱۹۸۵ کنفرانس بین‌المللی اسلامی (داکار - سنگال) یک طرح آتش‌بس را ارایه کرد که عراق با آن موافقت کرد ولی ایران آن را نپذیرفت.

#### پیشنهاد خانم گاندی در مارس ۱۹۸۳ یا اسفند ۱۳۶۵
در ۱۲ مارس ۱۹۸۳، خانم ایندیرا گاندی، نخست‌وزیر هند و رئیس کنفرانس کشورهای غیرمتعهد، ابتکار جدیدی را برای پایان دادن به جنگ ارائه داد که مورد تأیید عراق و رد ایران قرار گرفت.

### بیانیه‌های شورای همکاری خلیج فارس
شورای همکاری خلیج فارس ک در می ۱۹۸۱ تشکیل شده بود رسماً در ۱۷ مارس ۱۹۸۱ (۲۶ اسفند ۱۳۵۹) متشکل از کشورهای عربستان سعودی، کویت، امارات متحده عربی، قطر، بحرین و عمان در ریاض اعلام موجودیت کرد. جنگ موجب شد نظر این شورا از اجلاس نوامبر ۱۹۸۱ که به لزوم دوری قدرت‌های بزرگ از خلیج فارس تأکید می‌شد، تا ۱۹۸۸ که رسماً دخالت مستقیم را درخواست کرد تغییر کند.

#### اجلاس ۹ خرداد ۱۳۶۱ در عربستان
در این اجلاس از جمهوری اسلامی ایران، به ویژه، خواسته شد که به صلح‌طلبی عراق پاسخ مثبت داده و به خونریزی پایان دهد. برای اولین بار شورا در این اجلاس، ایران را به عنوان «طرف سرسخت جنگ که کلیهٔ تلاش‌های صلح را رد می‌کند و راه‌های صلح‌آمیز را می‌بندد»، معرفی کرد.

#### اجلاس چهارم شورای همکاری در نوامبر ۱۹۸۲ در قطر (۱۶ تا ۱۸ آبان ۱۳۶۱)
قطعنامهٔ ۵۴۰، ۳۱ اکتبر ۱۹۸۳ (۹ آبان ۱۳۶۲) شورای امنیت در خصوص لزوم خاتمه جنگ تحمیلی، مورد حمایت قرار گرفت و ضمن اظهار رضایت از عراق به دلیل قبول این قطعنامه، از ایران نیز خواسته شد که با پذیرش آن امنیت خلیج فارس را حفظ نماید. همچنین شورا آمادگی خود را برای میانجی‌گری در جنگ اعلام نمود.

#### در اجلاس مسقط در حالی که نیروهای ایرانی در فاو مستقر بودند
شیخ زاید رئیس امارات اعلام کرد: «رهبران شورا از هیچ کوششی برای پایان دادن به جنگ ایران و عراق و آثار مخرب آن مضایقه نخواهند کرد. برای نخستین بار کشورهای عضو شورا هشدار دادند که نیروهای مشترک نظامی‌شان، برای هرگونه اقدام نظامی جهت دفاع از کشورهای شورا آماده است و در صورت حملهٔ ایران به کویت از این کشور دفاع خواهد کرد و تجاوز به کویت به منزله تجاوز به خاک اعضاء شورا خواهد بود…»

## موضع سایر کشورها

#### عربستان
سیاست صدور انقلاب و اقدامات آشکار و پنهان ایران در منطقه زمینه‌ای شد تا دو کشور عراق و عربستان سعودی به یکدیگر نزدیکتر شوند و یک سال قبل از شروع جنگ پیمان امنیت متقابل بین دو کشور امضاء گردید. در واقع عربستان سعودی در کنار ایالات متحده تمامی تلاش خود را به کار بست تا جلوی برتری و پیروزی ایران در جنگ را بگیرد. پادشاه عربستان سه روز پس از آغاز جنگ در تماسی تلفنی حمایت کامل کشورش از عراق را به صدام ابلاغ کرد. در طول سال‌های جنگ نیز عربستان در تأمین جنگ‌افزار مورد نیاز برای عراق همکاری می‌نمود.

#### مصر
در میان کشورهای عربی، نقش مصر نیز در حمایت از عراق قابل ملاحظه بود. مصر نه‌تنها در طول جنگ به عراق اسلحه می‌فروخت، بلکه کمبود نیروی انسانی خلبان عراق را نیز با اعزام خلبانان مصری به جبهه جنگ عراق با ایران جبران می‌کرد. علاوه بر آن، مصر در معامله خرید تسلیحات نظامی جدید برای عراق، از جمله هواپیماهای پیشرفته سوپر اتاندارد از فرانسه نقش داشت.

#### کشورهای حاشیه خلیج فارس
در طول جنگ، کشورهای حاشیه جنوبی خلیج فارس مانند کویت و عربستان سعودی و در وهله بعد امارات متحده عربی و عمان، آشکارا در سمت عراق بودند. بیشتر این حمایت‌ها در قالب کمک‌های مستقیم و غیرمستقیم مالی صورت می‌گرفت. با تصمیم کویت و عربستان، درآمد حاصل از فروش نفت در منطقه بی‌طرف خفجه (بین سه کشور کویت و عربستان و عراق) به عراق اختصاص یافته بود. اگرچه موضع رسمی این کشورها بی‌طرفی در جنگ میان ایران و عراق بود ولی برخی از آن‌ها سرزمین خود را در اختیار عراق می‌گذاشتند تا از آن برای حمله به ایران استفاده کند. از دید اعراب، رهبران ایران به وضوح اعلام کرده بودند که قصد صادر کردن انقلاب خود را به کشورهای دارای اسلام آمریکایی دارند و آن‌ها نیز این را خطری برای خود می‌دانستند. سایر کشورهای منطقه شامل مراکش، عمان، قطر، تونس، یمن یا موضع دشمنی با ایران و دوستی با عراق داشتند، یا از عراق حمایت مالی می‌کردند یا فقط طرفدار مواضع عراق بودند.

#### سوریه و لیبی
در میان کشورهای عربی نخستین کشور حامی ایران از سال ۱۹۸۲، سوریه بود. در سال ۱۹۸۵ لیبی نیز با ایران یک پیمان استراتژیک منعقد کرد. به غیر از این دو کشور ایران متحد اصلی دیگری در منطقه نداشت.

#### ترکیه و الجزایر
ترکیه روابط گسترده‌ای با هردو کشور ایران و عراق داشت و الجزایر موضع بی‌طرف داشت.

#### اسرائیل
در طول جنگ ایران و عراق، ایران و اسرائیل روابط غیررسمی، راهبردی محدود ولی مخفیانه‌ای با یکدیگر داشتند. با این وجود، اسرائیل در راستای «سیاست موازنه قوا» در جنگ ایران و عراق از نبرد فرسایشی دو دشمن سرسختش استقبال می‌کرد و مواضعی علیه هر دو طرف جنگ داشت.
اسرائیل در ماجرای ایران کنترا به ایران مخفیانه اسلحه می‌فروخت و کار ناتمام نیروی هوایی ارتش جمهوری اسلامی ایران در نابودسازی نیروگاه اتمی اوسیراک در «عملیات شمشیر سوزان» را با حمله هوایی به نیروگاه اتمی اوسیراک عراق در «عملیات اپرا» و نابودی برنامه اتمی عراق، تمام کرد.
در اوایل جنگ ایران و عراق از مناخم بگین، نخست‌وزیر وقت اسرائیل، سؤال می‌شود که دربارهٔ آن جنگ چه نظری دارد؟ او در پاسخ گفته بود: «ما برای هر دو طرف آرزوی موفقیت داریم.»
اشاره‌ای کنایه‌آمیز به این‌که اسرائیل از نبرد فرسایشی دو دشمن سرسختش استقبال می‌کند.

#### ابرقدرت‌ها
هماهنگ با کشورهای عربی، ابرقدرت‌ها نیز نه‌تنها هیچ‌گاه حمله عراق به ایران را محکوم نکردند بلکه حتی تا سال‌ها حاضر به محکوم کردن جنایات جنگی عراق نیز نشدند. برای نمونه با آنکه دولت ریگان دست‌کم از سال ۱۹۸۳ در مورد استفاده عراق از جنگ‌افزارهای شیمیایی اطمینان داشت ولی چشم خود را بر روی استفاده‌های مکرر بعدی عراق از گازهای شیمیایی بسته بود. چرا که به عقیده ریگان استفاده عراق از جنگ‌افزارهای شیمیایی علیه هزاران رزمنده ایرانی، خطری به مراتب کمتر از سیاست صدور انقلاب از سوی ایران داشت.

##### آمریکا
از بعد تاریخی، جنگ ایران و عراق در اواخر جنگ سرد و در دور دوم آن رخ داد. بیشتر سال‌های جنگ در دوره ریاست جمهوری رونالد ریگان سپری شد. در آن زمان دو دیدگاه اصلی در میان نظریه‌پردازان سیاسی آمریکا دربارهٔ ایران وجود داشت. دیدگاه نخست آن بود که ایران پس از سقوط شاه «ازدست رفته» است و باید به هر روش ممکن آن را بازگرداند. دیدگاه دوم این بود که در میان حاکمان ایران، علایق غرب‌گرایانه بیش از علایق چپ‌گرایانه مشاهده می‌شود. در طول هشت سال بعد، تغییرات موضع ایالات متحده در قبال ایران و جنگ به تناوب به قدرت گرفتن یکی از این دو دیدگاه بستگی داشت.
دونالد رامسفلد با صدام حسین در ۲۰ دسامبر ۱۹۸۳ ملاقات کردند.

##### شوروی
شوروی نیز با آغاز جنگ برای مدتی حمایت تسلیحاتی از عراق را متوقف کرد؛ ولی به زودی به این فکر افتاد که با از سرگیری کمک تسلیحاتی به عراق، می‌تواند دوباره این کشور را به سوی خود جذب کند. از سوی دیگر شوروی به پول نقد نیاز داشت و عراق هم از فروش نفت درآمد مناسبی داشت؛ بنابراین انگیزه‌های اقتصادی مهمی در روابط شوروی با عراق در طول جنگ وجود داشت. از سوی دیگر اگرچه در اوایل جنگ روابط ایران و شوروی توأم با احترام بود ولی مسائلی مانند اشغال افغانستان توسط شوروی و دستگیری اعضای حزب توده توسط ایران گاهی باعث سردی روابط دو کشور بود. روشن است که ایران از روابط خوب میان شوروی و عراق نیز راضی نبود و شوروی نیز نگران قدرت گرفتن شیعیان عراق بود که توسط ایران حمایت می‌شدند. با این‌حال شوروی تلاش می‌کرد با بازگذاشتن درهای تجارت و ترانزیت کالا از طریق ایران، این کشور را راضی نگه دارد.
در سال‌های اول شوروی با اعلام موضع بی‌طرفی از فروش مستقیم سلاح و جنگ‌افزار به عراق خودداری می‌کرد ولی اجازه می‌داد تا اردن اسلحه مورد نیاز عراق را خریداری و به دست عراق برساند. اردن این نقش خریدار ظاهری را در خریدهای مهم تسلیحاتی از چین، اسپانیا، بریتانیا و ایالات متحده نیز ایفا می‌کرد؛ ولی نقش اردن در جنگ ایران و عراق به همین‌جا خاتمه نمی‌یافت. تمامی بندرها و فرودگاه‌ها و سرزمین اردن بر روی کالاهای صادراتی و وارداتی به عراق باز بود. بندر عقبه در دریای سرخ در اختیار عراق بود تا کالاهای خود را صادر کند. ملک حسین نیز هم‌زمان به پایتخت‌های مختلف جهان سفر می‌کرد تا موضع عراق را دربارهٔ جنگ تشریح کند.

## حامیان عراق
در طول جنگ، عراقی‌ها توانستند از حدود ۲۳ کشور ابزارهای جنگی خریداری کنند که بیشتر آن از این کشورها خریداری شد:
| - اتحاد جماهیر شوروی - عربستان سعودی - مصر - ایالات متحده آمریکا - اردن - کویت | - فرانسه - لهستان - سنگاپور - آفریقای جنوبی - یوگسلاوی - برزیل - چین |

## حامیان ایران
| - سوریه - لیبی - ایالات متحده آمریکا | - کره شمالی - اسرائیل |

## تحلیل جنگ
در پایان این تراژدی انسانی هشت ساله میان ایران و عراق، تغییر عمده‌ای در ترکیب دو کشور به‌وجود نیامده‌بود. در پایان جنگ و در سال ۱۹۸۸ رهبران دو کشور (روح‌الله خمینی و صدام تکریتی) همان کسانی بودند که هشت سال پیش نیز زمام امور را به دست داشتند و مرزهای دو کشور همان مرزهایی بود که هشت سال قبل هم بر آن‌ها توافق وجود داشت.

### عواقب سیاسی-نظامی

#### حمله عراق به کویت
اقتصاد عراق پس از پایان جنگ به دلیل بدهی‌ها در وضعیت دشواری قرار داشت و صدام در طول سال ۱۳۶۸ تلاش کرد تا کویت را که از نظر مالی در جنگ به او کمک می‌کرد، متقاعد کند که بدهی‌های عراق را ببخشد چون اگر عراق در برابر ایران درنمی‌آمد ایران کویت را نیز اشغال می‌کرد، اما استدلال صدام گوش شنوایی پیدا نکرد. عراق همچنین به شدت به تصمیم اوپک برای کاهش تولید نفت و افزایش قیمت برای حل مشکلات اقتصادی خود نیاز داشت، در حالی که کویت با خواسته‌های عراق در این زمینه هم مخالفت می‌کرد. سپس، صدام کویت را به سرقت نفت عراق با استفاده از فناوری حفاری کج متهم کرد. صدام این مواضع را «رفتار خصمانه» دانست و توسط ۱۰۰۰۰۰ سرباز عراقی در ۱۱ مرداد ۱۳۶۹–۲ژوئیه ۱۹۹۰ به کویت حمله کرد. اشغالی که در نهایت پس از حدود شش ماه در فوریه ۱۹۹۱-بهمن ۱۳۶۹ با تشکیل ائتلاف توسط آمریکا متشکل از ۳۴ کشور که کشورهای عربی هم در آن شرکت داشتند به پایان رسید و عراق ۱۳ سال تحریم و مجبور به پرداخت غرامت به کویت شد.

### ضررهای کاهش قیمت نفت
مازاد نفت دهه هشتاد میلادی که به دلیل بحران انرژی دهه ۷۰ میلادی و عادت کردن مصرف‌کنندگان به صرفه جویی و بالابردن بازدهی آغاز شده بود با شروع جنگ ایران و عراق و نیاز به پول برای خرید سلاح تقویت شد. کشورهای منطقه مخصوصاً عربستان میزان زیادی از نفت را به بازار عرضه کردند که باعث کاهش قیمت نفت از ۳۵ دلار به ۱۰ دلار برای هر بشکه در سال ۱۹۸۶–۱۳۶۷ شد و ضررهای اضافی به صنایع نفت کشورهای منطقه تحمیل کرد.

### اثرات زیست‌محیطی

#### مواد شیمیایی
سلاحهای شیمیایی علاوه بر آثار سوء کوتاه مدت و ظاهری با ایجاد جهشهای ژنتیکی در انسان، گیاه و حیوان اثرات جبران ناپذیر، پایدار و بلند مدتی بر نسلهای آینده دارند. یکی از تهدیدات مهم و پایدار زیست‌محیطی سلاحهای شیمیایی به خصوص در ایران را عمل نکردن برخی از بمب‌ها و باقی ماندن آن‌ها در طبیعت است.
تالابهای هورالعظیم، هورالهویزه و دریاچه زریوار مریوان از جمله مناطق آلوده به بمب‌های عمل نکرده هستند که در صورت فعال شدن این بمبها، می‌توانند از طریق آب و خاک، زنجیره غذایی و محیط زیست را تحت تأثیر قرار داده و خطراتی افزون بر شرایط فعلی داشته باشند

#### خشک شدن تالابها و ایجاد ریزگرد
خشک کردن نیزارها و هورهای جنوب عراق در دهه‌های ۱۹۸۰ و ۱۹۹۰ نمونهای از هدف قرار دادن عامدانه اکوسیستم برای دستیابی به اهداف سیاسی و نظامی دولت صدام حسین بوده است. این اتفاق در حالی که اثرات مستقیم و فوری بسیار گستردهای بر زندگی مردم عراق و منطقه داشته، دارای آثار دراز مدتی نیز مانند آلودگی هوا و آکندگی هوای منطقه و حتی بسیاری از شهرهای ایران از ریزگردهای معلق بوده است. تالاب بزرگ هورالعظیم را به دستور صدام حسین خشک کردن و متأسفانه نتیجه آن امروز تبدیل شدن بستر این تالاب به یکی از مهم‌ترین کانونهای تولید گرد و غبار در منطقه خاورمیانه است.

#### نشت نفت خام به دریا
حملات به سکوهای نفتی باعث نشت گسترده نفت خام به دریا شد. میدان نوروز - میدان نفتی ابوذز- میدان نفتی دورود- میدان نفتی رشادت- میدان نفتی رسالت-میدان نفتی سلمان-میدان نفتی بهرگانسر-میدان نفتی هندیجان و سکوی بهره‌برداری نصر مورد حمله قرار گرفتند. فقط میدان نوروز که در مارس ۱۹۸۳ هدف حمله بالگردهای عراقی شد باعث نشت حدود ۵۰۰۰ بشکه در روز به دریا شد. تا سال ۱۹۸۵ که کارشناسان موفق به بستن چاه و خاموش کردن آتش شدند ۷۳۳٬۰۰۰ بشکه نفت خام به دریا نشت کرده بود. تخمین زده شده است که در مجموع حدود ۸۰ میلیون بشکه نفت وارد آبهای خلیج فارس گردید.

#### مین‌های خنثی نشده
ایران با ۱۶ میلیون مین خنثی‌نشده، پس از کشور مصر دارای بیشترین زمین آلوده به مین در جهان است. چهل‌ودو هزار کیلومترمربع از خاک این کشور به انواع مین و مواد منفجره آلوده است و سالانه ده‌ها نفر از اهالی مناطق مرزی دچار مرگ و قطع عضو می‌شوند. عیسی بازیار از مین روب‌های حرفه ای در مورد این موضوع کتابهای متعددی تألیف کرده است از جمله «مین، قاتل خاموش ایرانیان» «مین، کابوس کودکان مرزنشین» «تا آخرین مین زمین» و کتاب «زندگی امن در کنار میدان مین» مجموعه دستورالعمل‌های مقابله با مین که به‌طور مجانی در میان اهالی منطقه خود توزیع کرده است تا از حوادث کاسته شود.

### تحلیل نظامی جنگ
یکی از بزرگ‌ترین اشتباهات استراتژیک عراق برای آغاز طولانی‌ترین و خونین‌ترین جنگ پس از جنگ جهانی دوم، ارزیابی نادرست از میزان توان دفاعی ایران بود. انگیزه سیاست خارجی عراق برای آغاز جنگ سیادت و رهبری بر اعراب بود. رایج‌ترین توضیح برای ناکامی عراق این است که این هدف جاه‌طلبانه با استراتژی جنگی عراق که تهاجم به خاک ایران بود تناسبی نداشت. شکست عراق در دستیابی به یک پیروزی قاطع و سریع نشان می‌دهد که شکاف بزرگی میان اهداف بلندپروازانه صدام حسین و محدودیت‌های نظامی این کشور وجود داشته است. به بیان عامیانه اشتباه عراق این بود که «لقمه‌ای بسیار بزرگتر از دهانش» برداشته بود.
علی‌رغم مشکلات سازماندهی و هماهنگی، نیروی هوایی ایران در همان ابتدای جنگ به حکومت عراق نشان داد که نمی‌تواند منتظر یک پیروزی سریع و ارزان باشد. خلبانان ایرانی تلاش بیشتری در دفاع نسبت به همکاران عراقی خود نشان دادند و ضربات سنگینی به‌خصوص به تأسیسات نفتی شمال عراق و نزدیک کرکوک وارد کردند. خلبانان ایرانی که اغلب در آمریکا آموزش دیده‌بودند، انگیزه و روحیه تهاجمی بیشتری برای قبول خطر داشتند. همچنین برد پرواز و قابلیت حمل مهمات اف-۴ فانتوم ۲های ایران از میگ‌های ۲۳ عراقی بیشتر بود؛ بنابراین در مجموع در نبرد هوایی، نیروی هوایی ایران نتایج بهتری از نیروی هوایی عراق به دست آورد.
در نبرد زمینی واکنش‌های ارتش عراق کند بود. در تمام حملات ایران، تنها واکنش نظامی و استراتژی جنگی عراق، تلاش برای عقب زدن نیروهای ایرانی با آتش مستقیم بود. در نبرد دریایی نیز ایران در ۵۲ روز ابتدای جنگ و طی عملیات مروارید، نیروی دریایی عراق را به کلی منهدم کرد و تا پایان جنگ برتری خود در خلیج فارس را حفظ نمود.

### هزینه‌ها و خسارت‌ها
بر اساس آمارهای بین‌المللی، جنگ عراق و ایران ۶۲۷ میلیارد دلار هزینه برای دولت ایران و ۵۶۱ میلیارد دلار هزینه برای دولت عراق به همراه داشت. همچنین هزینه بازسازی خرابی‌های ناشی از جنگ برای ایران ۶۴۴ و برای عراق ۴۵۲ میلیارد دلار برآورد می‌شود. در سال ۱۳۹۹ فرمانده ندسا گفت ایران در جنگ ۱۹٫۶ میلیارد دلار خرج کرد.
هزینه مالی مستقیم جنگ برای عراق شامل ۷۴ تا ۹۱ میلیارد دلار برای هدایت جنگ و ۴۱٬۹۴ میلیارد دلار واردات اقلام نظامی بود. ایران نیز حدود ۹۴ تا ۱۱۲ میلیارد دلار برای هدایت جنگ و ۱۱٬۲۶ میلیارد دلار برای واردات نظامی هزینه کرد. هزینه غیرمستقیم ناشی از کاهش درآمدهای نفتی و تولیدات کشاورزی دو کشور نیز حدود ۵۶۱ میلیارد دلار برای عراق و ۶۲۷ میلیارد دلار برای ایران برآورد شده است.
برای تأمین بودجه جنگ از دستمزد یک روز فیش هر ماه کارگران ایران کم می‌شد.

### تلفات انسانی
در طول جنگ ایران و عراق ۱٬۰۰۰٬۰۰۰ انسان کشته و زخمی شدند که از این میان ۲۶۲٬۰۰۰ ایرانی و ۱۰۵٬۰۰۰ عراقی کشته شده‌اند.

#### مجروحان ایران
نظام جمهوری اسلامی برای اشاره به مجروحان و معلولان جنگ و عملیات‌های نظامی و پلیسی از اصطلاح «جانباز» به جای «مجروح جنگی» استفاده می‌کند و این اصطلاح را به یک مفهوم اجتماعی تبدیل کرده است. استفاده عراق از بمب‌های شیمیایی، شکنجه اسرای ایرانی در اردوگاه‌های عراق، بمباران و موشک باران شهرها و روستاهای ایران سبب شد تا چند صد هزار نفر جانباز شوند که تعداد آنها بیش از ۵۵۰ هزار نفر تخمین زده شده است. در میان جانبازان افرادی دیده می‌شود که در جریان بمباران شیمیایی سردشت جانباز به دنیا آمده‌اند. اکثر جانبازان شیمیایی پس از تحمل رنج‌های و بیماری‌های فراوان از دنیا می‌روند در بین آنها جانبازان اعصاب و روان نیز دیده می‌شوند. فیلم‌های سینمایی مختلفی در باب جانبازان و زندگی آنان ساخته و کتب و آثار هنری مختلفی ارائه شده است؛ از جمله فیلم جانبازان، از کرخه تا راین، مجروح جنگی و گیلانه.
چرا ایران غرامت نگرفت
سعید محمودی، کارشناس حقوق بین‌الملل و استاد دانشگاه، در گفت‌وگویی اختصاصی با صدای آمریکا می‌گوید جهت دریافت غرامت، «باید به‌طور رسمی متجاوز تعیین شود. در مورد جنگ ایران و عراق، این امر از طرف شورای امنیت انجام نشد.»۱
به گفته آقای محمودی، در مورد جنگ عراق و کویت، شورای امنیت پس از گذشت چند ماه با صدور قطع‌نامه‌ای عراق را رسماً متجاوز اعلام کرد. وی با اشاره به این که این لزوماً شورای امنیت نیست که باید متجاوز را تعیین کند، به دو مورد استناد می‌کند. ۲
به گفته وی، در رای دیوان بین‌المللی لاهه در سال ۲۰۰۳ در قضیه سکوهای نفتی آمریکا و ایران، عراق به عنوان آغازگر جنگ معرفی شده است. در مورد دوم نیز در سال ۲۰۰۵، کوفی عنان، دبیرکل وقت سازمان ملل، به صورت رسمی اعلام کرد از دیدگاه «دبیرخانه شورای امنیت و او» دولت عراق متجاوز است. به گفته آقای محمودی، «اراده سیاسی ایران برای مطالبه غرامت اهمیتی محوری دارد.»
چرا کویت توانست از عراق غرامت بگیرد اما ایران نگرفت؛ سعید محمودی توضیح می‌دهد ۳
از سوی دیگر ایرج همتی، نویسنده و پژوهشگر حوزه جنگ، به انصاف نیوز گفته است: «نه مقامات سیاسی و نه دیپلمات‌های کشور، از مرحوم هاشمی رفسنجانی به عنوان رئیس‌جمهور وقت گرفته تا علی اکبر ولایتی وزیر امور خارجه، کمال خرازی سفیر وقت ایران در سازمان ملل، و جانشین وی محمدجواد ظریف در هیچ متن مکتوب یا سخنرانی و گفت‌وگویی چیزی که نشان دهد آنها امید داشتند بند ۶ قطعنامه با مسئله غرامت پیوند بخورد نگفته‌اند. از میان آنها آقای خرازی صراحتاً در مصاحبه‌ای گفته است که با قطعنامه ۵۹۸ نمی‌توان از عراق غرامت گرفت.»۴
بعد از خروج آمریکا از برجام و از سرگیری تحریم‌های بین‌المللی علیه ایران نخست‌وزیر وقت عراق، حیدر العبادی عنوان کرد: «ما مخالف وضع تحریم علیه ایران هستیم. اما بغداد به منظور حمایت از ملت عراق به این تحریم‌ها پایبند خواهد بود.»۵
پس از این بود که بحث دریافت غرامت دوباره مطرح شد و محمود صادقی، نماینده وقت مجلس شورای اسلامی در توییتی نوشت: «دولت عراق مطابق ماده ۶ قطعنامه ۵۹۸، مبلغ ۱۱۰۰ میلیارد دلار بابت غرامت خسارت مستقیم جنگ تحمیلی به ایران بدهکار است، دولت ایران با لحاظ تنگناهای مردم عراق در مطالبه این غرامت تعلل کرده است، اکنون نخست‌وزیر عراق به جای جبران، با تحریم‌های ظالمانه علیه مردم ایران همراهی می‌کند.»۶ در مقابل فائق الشیخ علی، نماینده وقت مجلس عراق خواستار پرداخت غرامت به کشته‌شدگان عراقی به دست القاعده از سوی ایران شد. ۷ ایرج همتی گفته است: «به گفته برخی صاحب‌نظران حقوق بین‌الملل، زبانی که در قطعنامه‌های مربوط به جنگ ایران و عراق به کار رفته نشان می‌دهد شورا [شورای امنیت سازمان ملل] قائل به تقسیم جنگ به دو دوره قبل و بعد از آزادی خرمشهر بود. در این صورت محاسبه غرامت و اعمال آن براساس دوره زمانی مسئولیت جنگ با پیچیدگی‌های حقوقی، فنی، و سیاسی زیادی روبرو می‌شد.»۸ همتی این را از دلایل احتمالی تصمیم اعضای شورای امنیت مبنی بر این که «از خیر آثار مستقیم مسئولیت جنگ بگذرند و جبران خسارت‌های جنگ را به کمک‌های بین‌المللی حواله دهند» دانسته است. ۹

## اعتراض به فرماندهی ایران
بی‌بی‌سی فارسی در سپتامبر ۲۰۲۰ در فیلمی مستند با عنوان کودتای خزنده سپاه نوار ضبط شده اعتراض برخی فرماندهان سپاه تهران به فرمانده وقت سپاه محسن رضایی را منتشر کرد و نوشت هم فایل صوتی و هم متن پیاده شده فایل جلسه آذر ۶۳ که اخیراً در رسانه‌های حکومتی انتشار یافته‌اند، دستکاری شده‌اند.

## جنایت‌های جنگی
در طول جنگ، هر دو کشور ایران و عراق، یکدیگر را به نقض حقوق اسرای جنگی و شکنجه آنان متهم کرده و در این زمینه شکایاتی را به سازمان ملل ارائه نمودند. همچنین جنگ نفتکش‌ها در خلیج فارس خسارات جبران‌ناپذیری برجای گذاشت که سازمان ملل را نیز به واکنش وادار کرد.

### استفاده از جنگ‌افزار شیمیایی توسط عراق

تابلوی یادآوری فروش افزار جنگی شیمیایی توسط آلمان به عراق نصب شده در روبروی سفارت آلمان در تهران

عراق از مواد شیمیایی که از مصر، برزیل، لوکزامبورگ، هند، آلمان، هلند، و سنگاپور دریافت می‌کرد و نیز از تجهیزات جانبی که از چین و ایتالیا و همچنین نیز اسپانیا وارد می‌کرد برای مونتاژ و کاربرد سلاحهای شیمیایی استفاده می‌کرد.
اولین استفاده از سلاح شیمیایی در اواخر مهر ۱۳۵۹ (نوامبر ۱۹۸۰) توسط ارتش عراق برای مقابله با نیروهای ایران که به دلیل عدم آمادگی نظامی از موج انسانی استفاده می‌کردند از سلاح‌های شیمیایی ساخت عراق استفاده کرد. رفسنجانی در اول آذر ۱۳۶۱ می‌نویسد: محسن رضایی اطلاع داد که امروز صدامی‌ها در جبهه با گاز اشک آور و شیمیایی حمله کرده‌اند. نیروهای ما کمی عقب نشسته‌اند ولی با حمله مجدد عراقیها را عقب رانده‌اند… شروع حرکت خطرناکی است… باید برای دفاع از این سلاح خطرناک فکری بکنیم.
مسئولان ایران اولین گروه مصدومان شیمیایی را در مارس ۱۹۸۴ (اسفند ۱۳۶۲) به اتریش و سوئد اعزام کردند. در ۹ مارس ۱۹۸۴ اولاف پالمر نخست‌وزیر سوئد از مصدومان شیمیایی ایرانی در بیمارستانی در استکهلم دیدار کرد.
بر اساس اسناد سیا در سال ۱۹۹۱، که از حالت طبقه‌بندی خارج شده‌اند، ایران در حدود ۵۰٬۰۰۰ مصدوم بر اثر استفاده عراق از چندین سلاح شیمیایی متحمل شده است. هرچند از آنجایی که برخی اثرات با گذشت زمان آشکار می‌شوند تخمین‌های کنونی این تعداد را بیش از ۱۰۰٬۰۰۰ مصدوم برآورد می‌کنند. در این تخمین سازمان سیا، جمعیت غیرنظامی آلوده شده ساکنان شهرهای مرزی یا فرزندان و بستگان مصدومان جنگی که بسیاری از آن‌ها دچار عوارض خونی، ریوی و پوستی شدند، لحاظ نشده است.
بر اساس مقاله‌ای که در سال ۲۰۰۲ در روزنامه استار-لجر منتشر شد، ۲۰٬۰۰۰ سرباز ایرانی در اثر گاز اعصاب جان باختند. عراق پیش از آغاز جنگ و در سال ۱۹۷۴، سابقه استفاده از تسلیحات شیمیائی علیه کردهای این کشور را در کارنامه خود داشت. زمانی که در ابتدای جنگ و در مهر ۱۳۵۹ ارتش عراق از سلاح‌های شیمیایی استفاده کرد واکنش ایران اعتراض به این اقدام غیرانسانی بود. رادیوی رسمی عراق این اتهام را انکار نمود؛ ولی در طول عملیات رمضان و خیبر بمب‍های شیمیائی تولید عراق که به کمک توپخانه و هواپیما فرو می‌ریخت به شکل گسترده‌ای مورد استفاده قرار گرفت. در واقع عراقی‌ها نه‌تنها خط دفاعی رزمندگان ایران را با سلاح‌های شیمیائی می‌شکستند، بلکه از طیف گسترده‌ای از این سلاح‌ها علیه شهروندان غیرنظامی نیز استفاده می‌کردند. از سال ۱۳۶۳ استفاده گسترده عراق از گاز اعصاب، گاز تاول‌زا و گازهای عامل خون آغاز شد. تنها در یکی از موارد استفاده عراق از این قبیل سلاح‌ها علیه شهروندان عراقی حامی ایران در اسفند ۱۳۶۶، متجاوز از ۵۰۰۰ نفر غیرنظامی کشته و ۷۰۰۰ نفر دیگر مجروح شدند. در مجموع عراق در ۳۷۸ مورد حمله شیمیایی در طول هشت سال جنگ با ایران، موجب کشته و زخمی شدن بیش از ۵۰۰۰۰ نفر شد.
در حالی که تجهیزات و مواد مورد نیاز برای تولید سلاح‌های شیمیایی عراق به وسیله اروپای غربی، شوروی و ایالات متحده تأمین می‌شد و در اختیار این کشور قرار می‌گرفت، سخنگوی وزارت امور خارجه دولت ایالات متحده از استفاده عراق از این جنگ‌افزارها «ابراز تاسف» می‌کرد. بر اساس اسناد افشا شده CIA دولت آمریکا با در اختیار قرار دادن اطلاعات به صدام او را به‌طور گسترده در حملات شیمیایی یاری کرده است. به دنبال اینکه ایران توانست حفره ای در خطوط دفاعی عراق پیدا کند که با استفاده از آن بتواند بصره را فتح کند و احتمال سقوط ارتش عراق وجود داشت، ریگان رئیس‌جمهور وقت آمریکا در پاسخ به گزارش سیا نوشت: پیروزی ایران غیرقابل قبول است. آمریکا تصاویر ماهواره ای دقیق از تحرکات نیروهای ایرانی را به ارتش عراق ارائه کرد. طبق اسناد اطلاعات ارائه شده به قدری دقیق بود که به عنوان بسته‌های هدف‌گیری یاد می‌شد. آمریکا چگونگی استفاده از سلاح‌های شیمیایی را هم به عراق آموزش داد. در یکی از گزارش‌های سیا آمده است: «اگر عراقی‌ها مقادیر زیادی گاز خردل تولید کنند به قطع از آن علیه ایران استفاده می‌کنند.»
مواد اولیه و تجهیزات تولید از منابع مختلفی تأمین شدند. دولت عراق توان بومی گسترده‌ای برای ساخت سلاح داشت. علائم موجود روی بقایای بسیاری از بمب‌هایی که در حلبچه پیدا شده‌اند، نشان می‌دهد که ساخت اتحاد شوروی سابق بوده‌اند. داده‌های موجود از مشارکت ۸۵ شرکت آلمانی، ۱۹ شرکت فرانسوی، ۱۸ شرکت بریتانیایی و ۱۸ شرکت آمریکایی حکایت دارند.
در نقطه مقابل، یک پژوهش سازمان ملل نشان داد که هیچ گزارش معتبری که نشان دهد ایران نیز در طول این جنگ سلاح‌های شیمیائی را به کار گرفته باشد وجود ندارد؛ بنابراین هرگونه اتهام در این مورد ضد ایران صرفاً در حد ادعا باقی‌ماند.

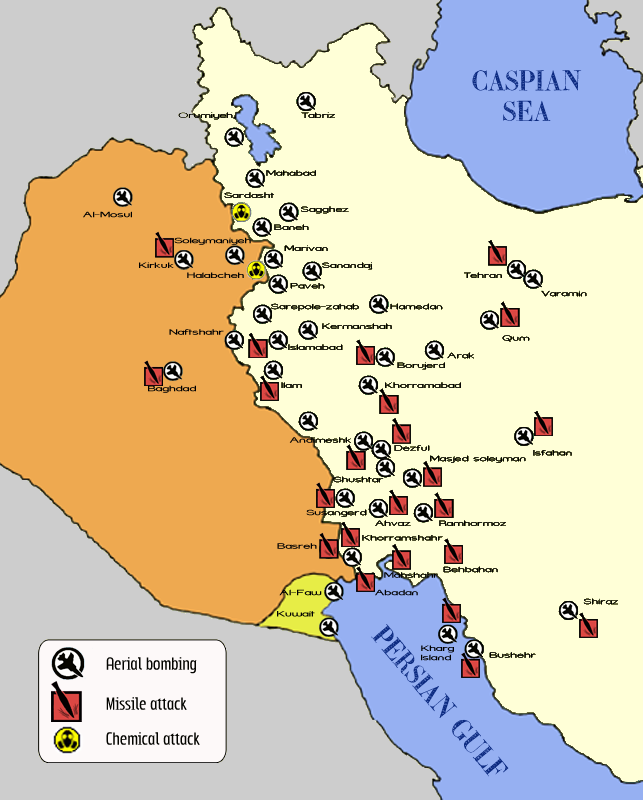
نقشه جنگ شهرها

مناطق و شهرهایی که عراق بر روی آن‌ها بمب‌های شیمیایی انداخت:
- مناطق عملیاتی شمال غرب (عملیات والفجر ۲)، روستاهای مجاور و حاج عمران[۳۶۹]
- مریوان
- بانه و روستاهای مجاور
- پیرانشهر
- نودشه
- سردشت
- طلائیه
- جزایر مجنون[۳۷۰]

### جنگ شهرها
حمله عراق به مناطق مسکونی و غیرنظامی از روز سوم جنگ شروع شد. شهر اهواز اولین هدف غیرنظامی در جنگ بود که در ۲ مهر ۱۳۵۹ توسط نیروی هوایی عراق بمباران شد. در طول جنگ دزفول نیز مورد بمباران و موشک باران شهرشان بودند، اولین بار در تاریخ ۱۶ مهر ۱۳۵۹ مورد هجوم ۴ فروند میگ عراقی واقع شدند. در این حمله ۷۰ نفر ساکنان شهر کشته و ۳۰۰ نفر زخمی و خسارات فراوانی به تأسیسات شهری وارد شد. با این‌حال نیروهای نظامی ایران تا خرداد ۱۳۶۳ از بمباران مناطق مسکونی عراق خودداری کردند. شورای امنیت که طی سه سال گذشته موضع سکوت داشت، برای نخستین‌بار تنها چند روز بعد و در یکم تیر ۱۳۶۳ از طرفین درخواست کرد تا از بمباران مناطق غیرنظامی دست بردارند. با این حال عراق همچنان به بمباران شهرهای بزرگ ایران ادامه داد. در پاسخ به حملات عراقی‌ها به مناطق مسکونی، ایران نیز برخی شهرهای عراق را مورد حمله هوایی، موشکی و توپخانه‌ای قرار داد که شدیدترین آن شهر بصره بود.
در زمستان ۱۳۶۵ جنگ شهرها توسط عراق وارد مرحله جدیدی شد. در این دوره که ۲۲ روز به طول انجامید، بیش از ۳۰۰۰ ایرانی غیرنظامی کشته و بیش از ۱۱۰۰۰ نفر مجروح شدند. عراق در طول این مدت اهدافی مانند مدارس و بیمارستان‌ها را هدف موشک‌های خود قرار داده بود؛ ولی مهم‌ترین دوره جنگ شهرها از دهم اسفند ۱۳۶۶ تا یازدهم اردیبهشت ۱۳۶۷ به طول انجامید و طی آن بیش از ۱۲ هزار غیرنظامی شامل کودکان و سالخوردگان کشته و متجاوز از ۵۳ هزارنفر مجروح شدند. عراق آغازگر تمامی دوره‌های جنگ شهرها بود.

### استفاده از کودک سرباز

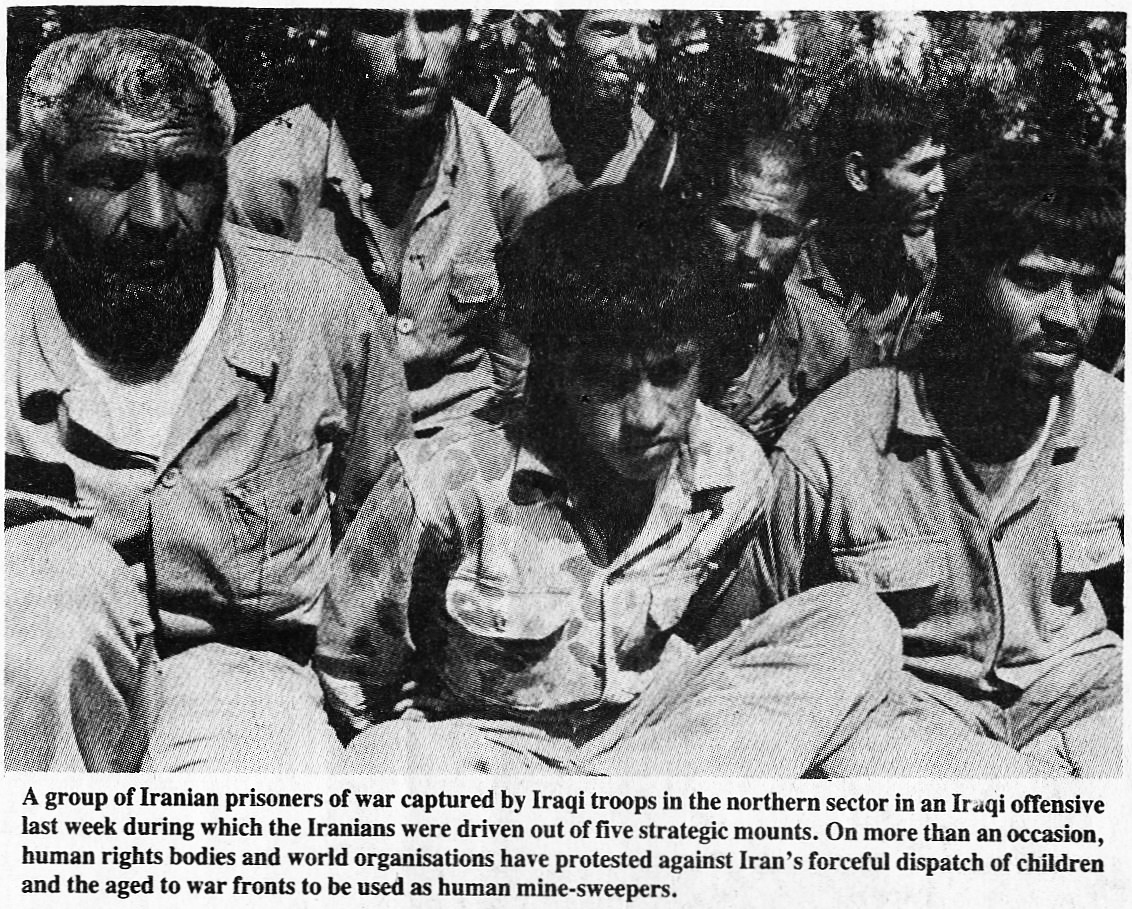
رزمندگان ایرانی اسیر شده طی جنگ ایران و عراق. یک سرباز نوجوان (در وسط تصویر) در میان آن‌ها دیده می‌شود.

از روح‌الله خمینی در مورد شرکت در جبهه در سال ۱۳۶۱ استفتاء شد. سؤال ۶۱۹۹: آیا برای رفتن به جبهه اجازهٔ والدین شرط می‌باشد یا خیر؟
 جواب: مادامی که جبهه‌ها نیاز به نیرو دارد و از طرف مسئولان اعزام نیرو اعلان کفایت نشده شرکت در جبههٔ دفاع بر بالغین (۱۴ سال و شش ماه شمسی یا ۱۵ سال قمری) واجب است و اجازهٔ والدین شرط نیست.
‏
۹۵۰۰۰ کودک سرباز ایرانی در طول جنگ کشته شدند که اکثراً بین ۱۶ تا ۱۷ سال سن داشتند و معدودی نیز دارای سنی کمتر از ۱۶ سال بودند. یک منبع تخمین می‌زند که ۳ درصد از تلفات جنگ ایران و عراق زیر ۱۴ سال بودند.
البته عده‌ای (تعداد نامعلوم) از پسران مثل محمدحسین فهمیده، بدون اطلاع والدین خود تحصیل را ترک کردند و در جنگ ایران و عراق شرکت کردند. افسران عراقی ادعا می‌کردند که آنها گاهی کودکان سرباز ایرانی را تا سن هشت سالگی اسیر کردند.
بیانیه حقوق کودک سازمان ملل هر انسان زیر ۱۸ سال را کودک محسوب می‌کند.
اساسنامه دادگاه کیفری بین‌المللی رم سال ۲۰۰۲ (A/CONF.183/9)" استفاده مستقیم از کودکان زیر ۱۵ سال در درگیری‌های مسلحانه را منع و آن را جنایت جنگی می‌شناسد.

## در فرهنگ و ادبیات

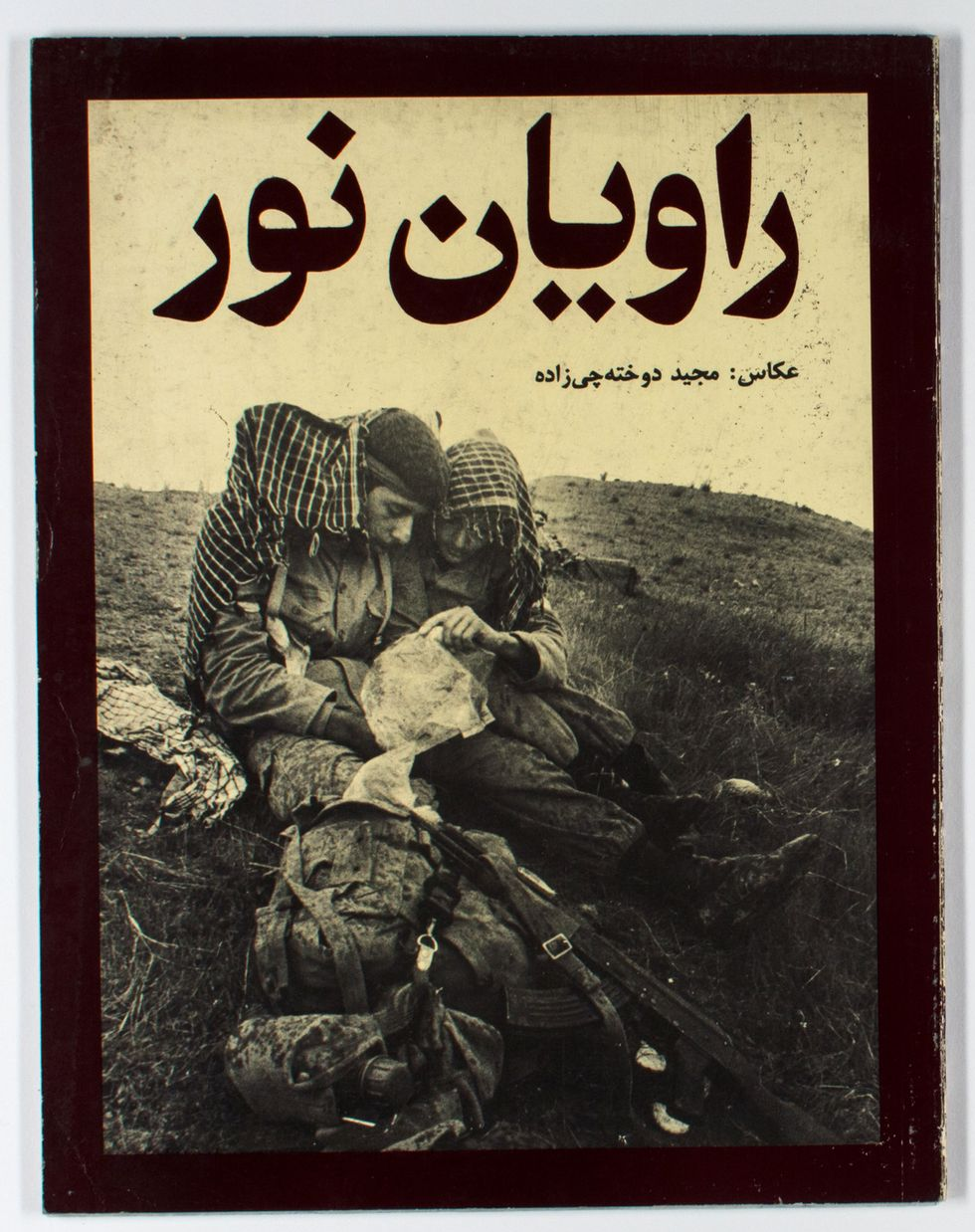
روی جلد کتاب راویان نور، عکس‌های مجید دوخته‌چی‌زاده از جنگ ایران و عراق

شوخ‌طبعی‌های جبهه، به جمله‌های کوتاه طنزآمیزی که در گفتگوی رزمندگان ایرانی وجود داشته، گفته می‌شود. گستره واژگانی مانند: استتار، عملیات، پوتین، خشاب، چفیه، خاکریز، مین، ترکش و ضدهوایی مطابق با فضای مناطق جنگی و روحیهٔ گوینده بیان می‌شد.
به دلیل جنگ سینمای دفاع مقدس شکل گرفت. سالهای پس از جنگ برنامه راهیان نور ایجاد شد.
شخصیت‌های صادق آهنگران، سید مرتضی آوینی آثار بزرگی بر محتوای فرهنگ جنگ دارند.
آثار مهم دربارهٔ دوره جنگ شاملِ باشو، غریبه‌ی کوچک، روایت فتح، ما مسلح به الله به اکبریم و بقیه است.
پس از جنگ دولت دفن کشته‌های جنگ در محل‌های پارک‌ها و دانشگاه‌ها مثل کوه صفه و تدفین کشته‌شدگان جنگ در دانشگاه صنعتی شریف را انجام داد.

### پخش کلیدهای پلاستیکی بهشت
در برخی رسانه‌ها خبری مبنی بر کلیدهای پلاستیکی طلایی رنگی که بین رزمندگان توزیع می‌شده که نمادی بوده از ورود به بهشت برای داوطلبانی که در جریان نبرد کشته می‌شدند پخش شده بود. این مسئله مورد مناقشه پژوهشگران جنگ است. این مسئله در کتاب و فیلم پرسپولیس از مرجان ساتراپی نیز مطرح شده و تصوری عمومی از تشویق داوطلبان برای رفتن به جبهه و «شهادت» می‌دهد. به نظر حسین دهباشی:
اما واقعاً از بین میلیون‌ها رزمنده‌ای که به جنگ رفتند یا دوستان و آشنایان و خانواده‌هایشان کسی یکی از این کلیدها را دیده بود؟ پس قضیه چه بود؟

## نگارخانه

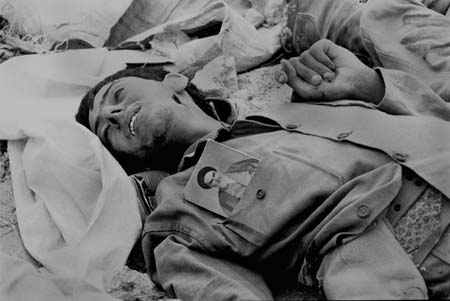
سرباز ایرانی کشته شده که بر روی سینه اش عکس روح‌الله خمینی سنجاق شده است.
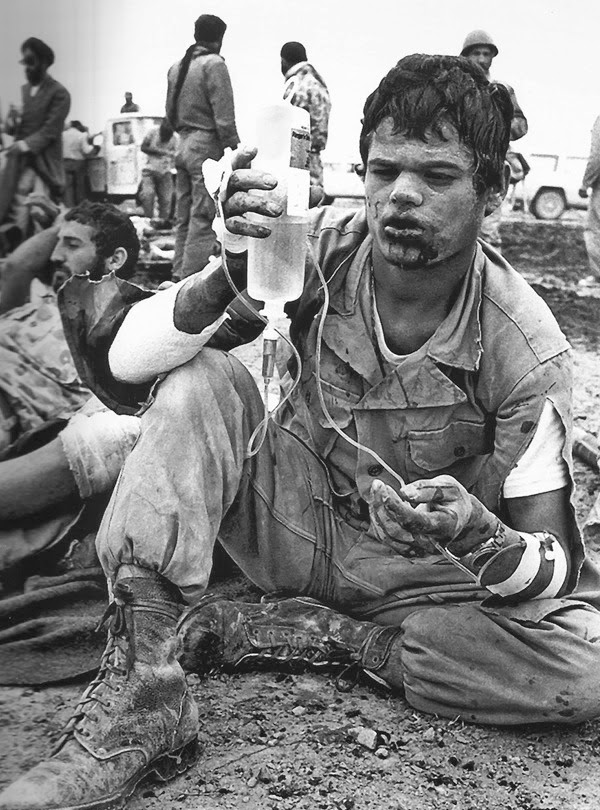
سرباز ایرانی با کیسه سرم در جنگ ایران و عراق.
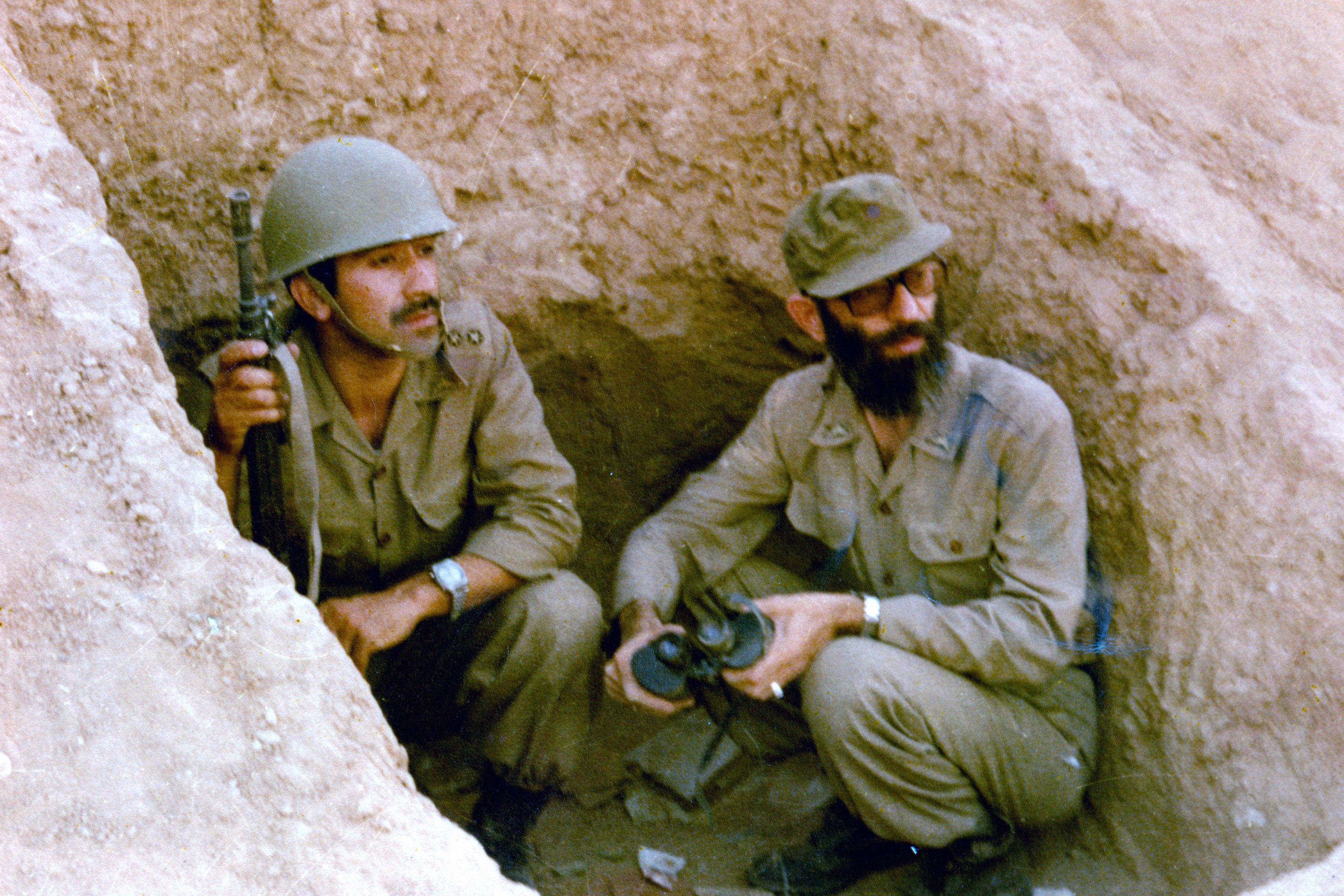
سید علی خامنه‌ای در سنگر جنگ ایران و عراق
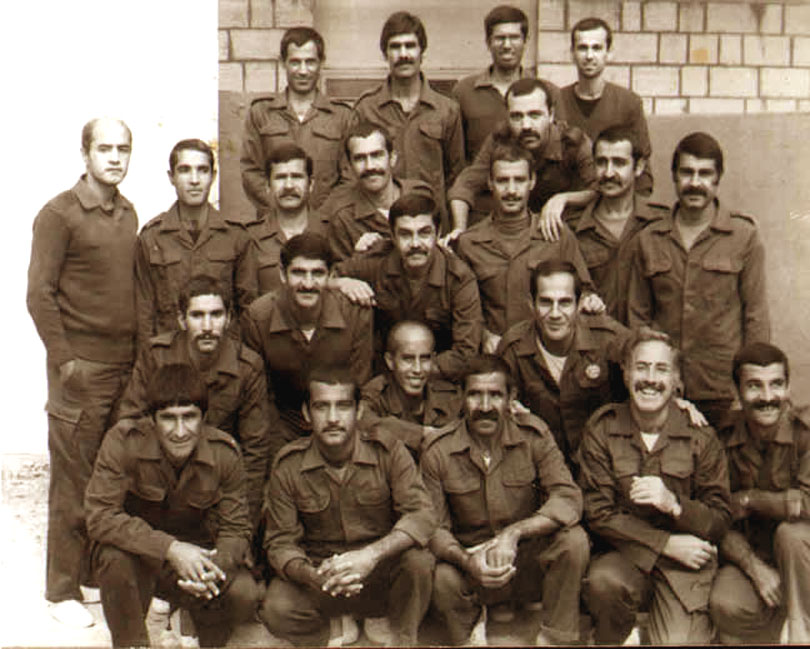
اسیران ایرانی در اردوگاه صلاح‌الدین در شهر تکریت در سال ۱۳۶۳ خورشیدی. اسرای ایرانی در ایران به آزادگان مشهور هستند.
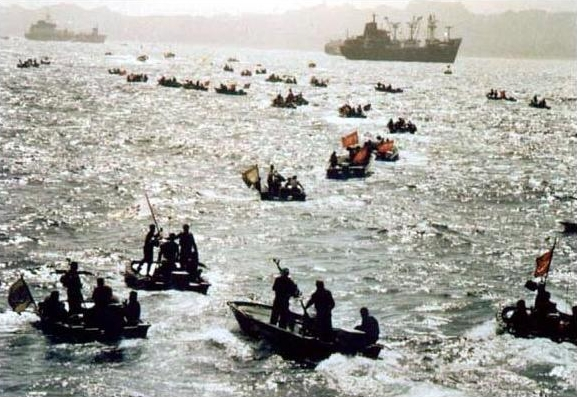
قایق‌های تندرو سپاه پاسداران